# Escultura do Renascimento italiano

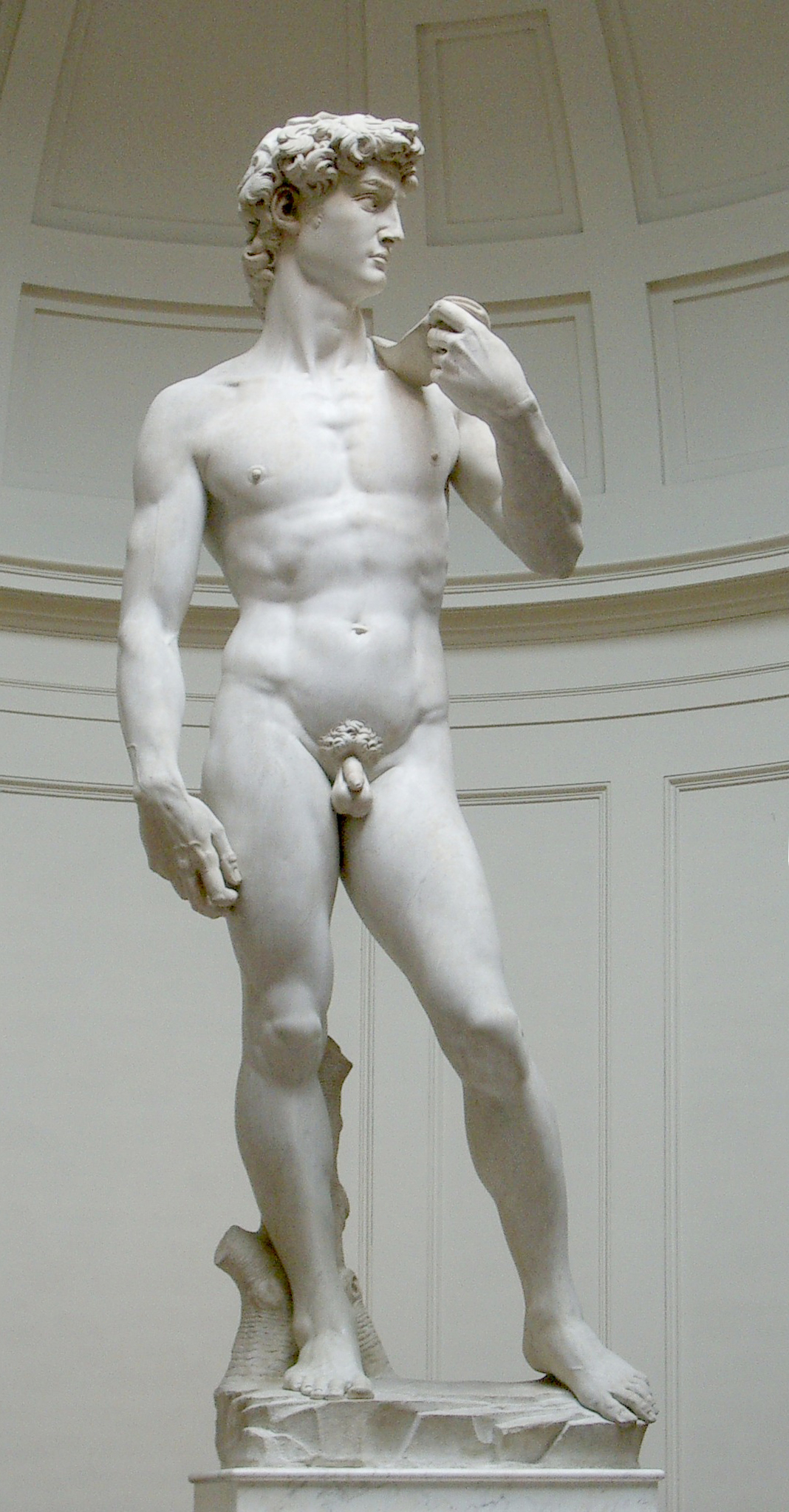
Michelangelo: David, 1501-1504. Galleria dell'Accademia, Florença.

A escultura do Renascimento italiano compreende o período aproximado entre fins do século XIV e o início do século XVI, quando a escultura italiana expressou uma reação contra os princípios estéticos do Gótico e, assimilando a influência da arte da Antiguidade clássica, do humanismo e do racionalismo, desenvolveu um estilo que fundiu elementos naturalistas e outros idealistas em proporções variáveis. Depois de ensaios preliminares em Pisa, Siena e outras cidades do centro-norte italiano, o estilo renascentista apareceu nitidamente primeiro em Florença. Alguns autores assinalam o início "oficial" do Renascimento em 1401, data em que foi realizado em Florença um concurso público para a criação das portas em bronze do Batistério de São João; outros apontam 1408, quando foi encomendado a Donatello e Nanni di Banco um grupo de esculturas de santos para a fachada da Basílica de Santa Maria del Fiore. Seja como for, foi a escultura a arte em que primeiro se observou a adoção de uma nova estética, e foi uma das artes mais representativas de todo o Renascimento italiano.
As principais características da escultura renascentista italiana foram a sua definição como uma das formas de aquisição de conhecimento e como um instrumento de educação ética do público, e a sua preocupação de integrar a oposição entre o interesse pela observação direta da Natureza e os conceitos estéticos idealistas desenvolvidos pelo humanismo. Numa época em que o homem foi colocado no centro do universo, sua representação assumiu também um papel central, com a consequência de fazer florescer os gêneros do nu artístico e do retrato, que desde o fim do Império Romano haviam caído no esquecimento. Também foi retomada a temática mitológica, foi estabelecido um corpo de teoria para legitimar e orientar a arte do período, e foi enfatizada a estreita associação entre conhecimento teórico e uma rigorosa disciplina de trabalho prático como a ferramenta indispensável para a criação de uma obra de arte qualificada. A escultura do Renascimento italiano em suas três primeiras fases foi dominada pela influência da escola da Toscana, cujo foco era Florença, então o maior centro cultural italiano e uma referência para todo o continente europeu. A fase final foi conduzida por Roma, na época engajada em um projeto de afirmação da universalidade da autoridade do papado como o herdeiro tanto de São Pedro como do Império Romano.
Para fins práticos este estudo abrange até o ano de 1527, quando depois de uma série de invasões da Itália por espanhóis, franceses e alemães, a cidade de Roma foi brutalmente saqueada pelas tropas do Sacro Império. A mudança de equilíbrio político no panorama europeu que esses eventos deram origem, junto com uma drástica queda no otimismo, no racionalismo e na liberalidade artística que caracterizaram a cultura local, e mais o impacto perturbador da Reforma Protestante na atmosfera religiosa, quebrando a unidade do Cristianismo, justificam limitar naquela data o movimento renascentista italiano, ainda que alguns autores o estendam até o início do século XVII. Mas já é uma opinião corrente entre os estudiosos, consagrada pelos editores da Encyclopaedia Britannica, que esta última fase, cujo reflexo nas artes se chamou de Maneirismo, deve ser descrita de forma independente, por ser em muitos pontos distinta dos valores mais comumente associados com o Renascimento.

## Antecedentes
Embora possam ser assinalados marcos importantes na história da cultura, que trouxeram à luz mudanças importantes em relação a costumes anteriores, o Renascimento não representou uma virada súbita a partir do nada em relação à Idade Média, ao contrário, foi mais uma intensificação, num processo de evolução continuada, de um interesse pelas coisas da Antiguidade que existia desde séculos antes. Suas raízes de humanismo, naturalismo, racionalismo e idealismo estavam lançadas desde a Grécia Antiga, em torno dos séculos VI-V a.C., e jamais se perderam inteiramente de vista para os italianos, em cujo solo se perpetuaram várias relíquias do Império Romano, ele próprio um herdeiro da tradição grega e o principal agente da sua primeira transmissão à posteridade. Além de monumentos e algumas obras de arte, uma parte importante da literatura artística e filosófica greco-romana se conservou ao longo da Idade Média através do trabalho de copistas em vários mosteiros da Europa, e diversos princípios clássicos foram incorporados ao pensamento filosófico e religioso cristão. Assim, mesmo que o Cristianismo tenha obscurecido ou adaptado esses princípios para servirem à sua doutrina, o mundo clássico permanecia uma referência viva não só para italianos, mas para vários outros povos europeus. Por outro lado, o Cristianismo introduziu na Europa a noção de pecado, a doutrina do inferno e repudiou o corpo humano, e com isso se criou uma atmosfera psicológica um tanto sombria ao longo da Idade Média, fazendo o homem comum considerar a si mesmo um ser abjeto e cujo Deus era um tirano furioso e implacável, sempre pronto a vingar ofensas das maneiras mais cruéis.
Uma tendência a uma reforma nesse estado de coisas teve seu início com a consolidação das primeiras universidades. Desde meados do século XI Paris se tornara o maior centro teológico e cultural da Europa através da presença de grandes filósofos e pedagogos como Pedro Abelardo e Hugo de São Vitor, e da atuação de várias escolas, que se fundiram para formar, por volta de 1170, a Universidade de Paris. Nesse ambiente acadêmico, bastante liberal e relativamente independente da Igreja, ganhou terreno uma filosofia humanista e se estruturou a doutrina do purgatório, que oferecia uma via de escape do inferno através de um estágio purificador preliminar à ascensão ao paraíso. Ao mesmo tempo a Virgem Maria, bem como outros santos, começaram a ser considerados grandes advogados da humanidade junto à justiça de Cristo. Nesse processo a antiga tendência da fé cristã de corrigir o pecador através do medo e da ameaça com a danação eterna foi atenuada por visões que ressaltavam a misericórdia antes do que a ira divina, e que levavam mais em conta a falibilidade inerente à natureza humana.

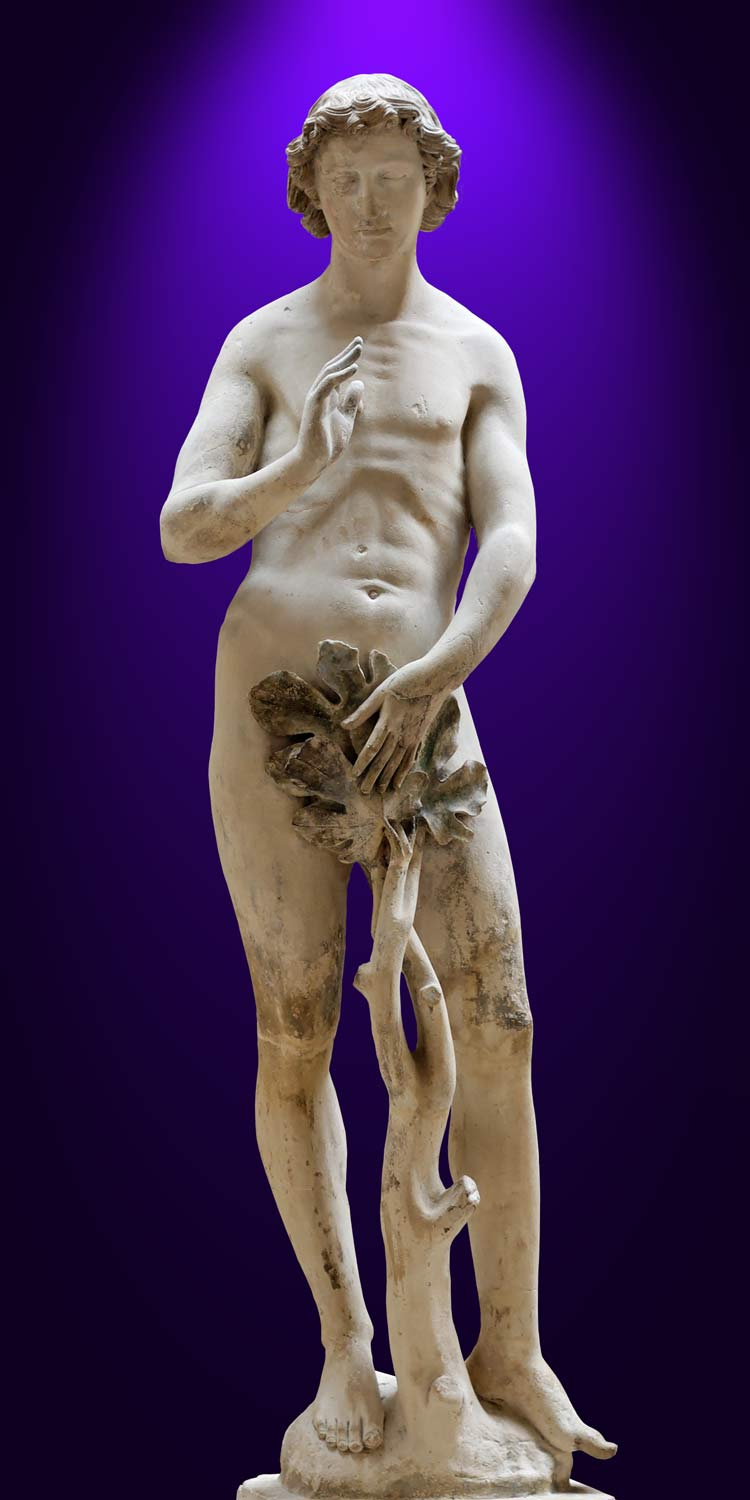
Adão, atribuído a Pierre de Montreuil, originalmente na fachada da Catedral de Notre-Dame de Paris, c. 1260.

Ao mesmo tempo em que o humanismo ensinado nas escolas de filosofia redefinia princípios fundamentais da fé, também possibilitava a absorção de elementos da Antiguidade clássica na arte, afrouxava a rigorosa ética que norteara o pensamento moral nos séculos anteriores, e direcionava a atmosfera cultural em direção a uma maior laicização, favorecendo o deslocamento do interesse do supranatural para o mundano e para o humano. E também resgatava o valor da pura beleza das formas que havia sido perdido desde a Antiguidade, considerando, como fez São Tomás de Aquino, que a Beleza estava intimamente associada com a Virtude, derivando da coordenação das partes de um objeto entre si em proporções corretas e da plena expressão de sua natureza essencial. Segundo Hauser, nesse período, chamado de Gótico, se completou...
"... a grande transição do espírito europeu do Reino de Deus para a Natureza, das coisas eternas para o ambiente imediato, dos tremendos mistérios escatológicos para os segredos mais inofensivos do mundo criado. (...) A vida orgânica, que depois do fim da Antiguidade havia perdido todo o valor e significado, mais uma vez se torna honrada, e as coisas individuais da realidade sensível são doravante erguidas como sujeitos de uma arte que já não requer justificações sobrenaturais. Não há melhor ilustração desse desenvolvimento do que as palavras de São Tomás de Aquino, 'Deus rejubila em todas as coisas, em cada qual de acordo com sua essência'. Elas são o epítome cabal da justificação teológica do naturalismo. Todas as coisas, por mais pequenas e efêmeras que possam ser, têm uma relação imediata com Deus; tudo expressa a divina natureza de sua própria maneira e assim ganha valor e significado também para a arte".
Nesse processo de valorização do natural o corpo humano foi especialmente beneficiado, pois até então era visto mais como um pedaço desprezível de carne suja e como a fonte do pecado. Essa aversão ao corpo fora uma nota onipresente na cultura religiosa anterior, e a representação do homem primava por uma estilização que minimizava sua carnalidade, mas agora se abandonava definitivamente o esquematismo simbólico do Românico e do Gótico primitivo para se alcançar em breve espaço de tempo um naturalismo que não se vira desde a arte greco-romana. A própria figura do Cristo, antes representado principalmente como Juiz, Rei e Deus, se humanizou, e a adoração de sua humanidade passou a ser considerada o primeiro passo para se conhecer o verdadeiro amor divino. A conquista do naturalismo foi uma das mais fundamentais de todo o Gótico, tornando possíveis séculos adiante os avanços ainda mais notáveis do Renascimento no que diz respeito à mímese artística e à dignificação do homem em sua beleza ideal. Conforme disse Ladner,
"... no fim do século XI a espiritualização havia chegado um clímax além do qual era impossível prosseguir; e portanto a primeira metade do século XII foi um ponto de virada na história da imagem do homem na arte Cristã, bem como no desenvolvimento da doutrina da semelhança entre a imagem do homem e a de Deus".

### Séculos XIII-XIV: o proto-Renascimento
O Renascimento propriamente dito foi precedido na Itália por um importante período de fermentação cultural a partir de meados do século XIII, em parte inspirado pela presença de um novo movimento religioso desencadeado pelas ordens mendicantes, em especial a fundada por São Francisco de Assis, que pregou entre os pobres falando da beleza do mundo natural e da dignidade do homem, favorecendo uma relação mais direta e íntima com Deus, e seu exemplo de vida estimulou os intelectuais e artistas a verem o mundo com outros olhos, com mais otimismo. Outro elemento de suma importância foi o desenvolvimento da literatura através de Dante Alighieri, Boccaccio e Petrarca, com o resultado de produzirem uma poesia concentrada na experiência interior e nas variações da natureza humana, expressa no vernáculo mas inspirada em modelos latinos.
O contexto italiano apresentou características tão únicas que com justiça se pode dizer que foi o berço do Renascimento. Foi Petrarca quem aparentemente primeiro entendeu a Antiguidade como uma civilização autônoma, e a partir disso concebeu um programa de estudos clássicos centrado na linguagem, uma vez que se a Antiguidade havia de ser melhor compreendida, deveria sê-lo em seus próprios termos, ou seja, antes de se valer do latim como um veículo de ideias modernas, como então era a prática corrente, se deveria estudar o latim como ele era usado pela Roma Antiga, além de perseguir o antigo ideal de eloquência como uma união entre a habilidade retórica e literária com as virtudes morais, e como um instrumento de educação pública. Como disse Leonardo Bruni na geração seguinte, Petrarca mostrou a maneira como o conhecimento deveria ser adquirido. Outro fator importante foi o convite feito ao erudito grego Manuel Crisoloras em 1397 para que fosse ensinar em Florença. Com ele o estudo do grego, que havia sido abandonado há muitos séculos, começou a ser considerado quase tão importante quanto o do latim, além de ter insistido que se conhecesse os autores gregos a partir de fontes primitivas e não de resumos e comentários medievais, estimulando uma grande demanda por textos clássicos originais e inaugurando uma nova fase nos estudos humanistas.

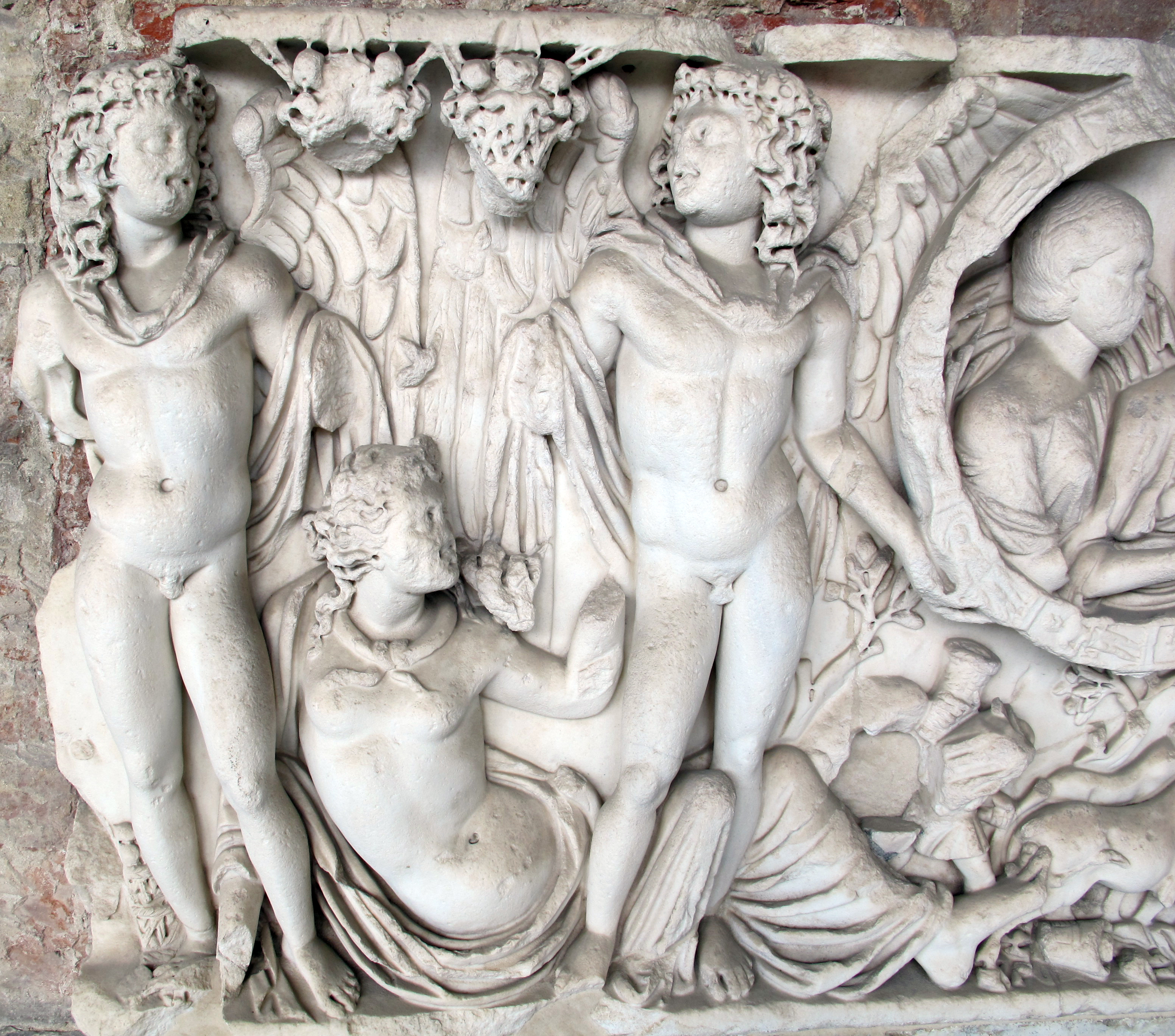
Detalhe de um sarcófago romano no Cemitério de Pisa.

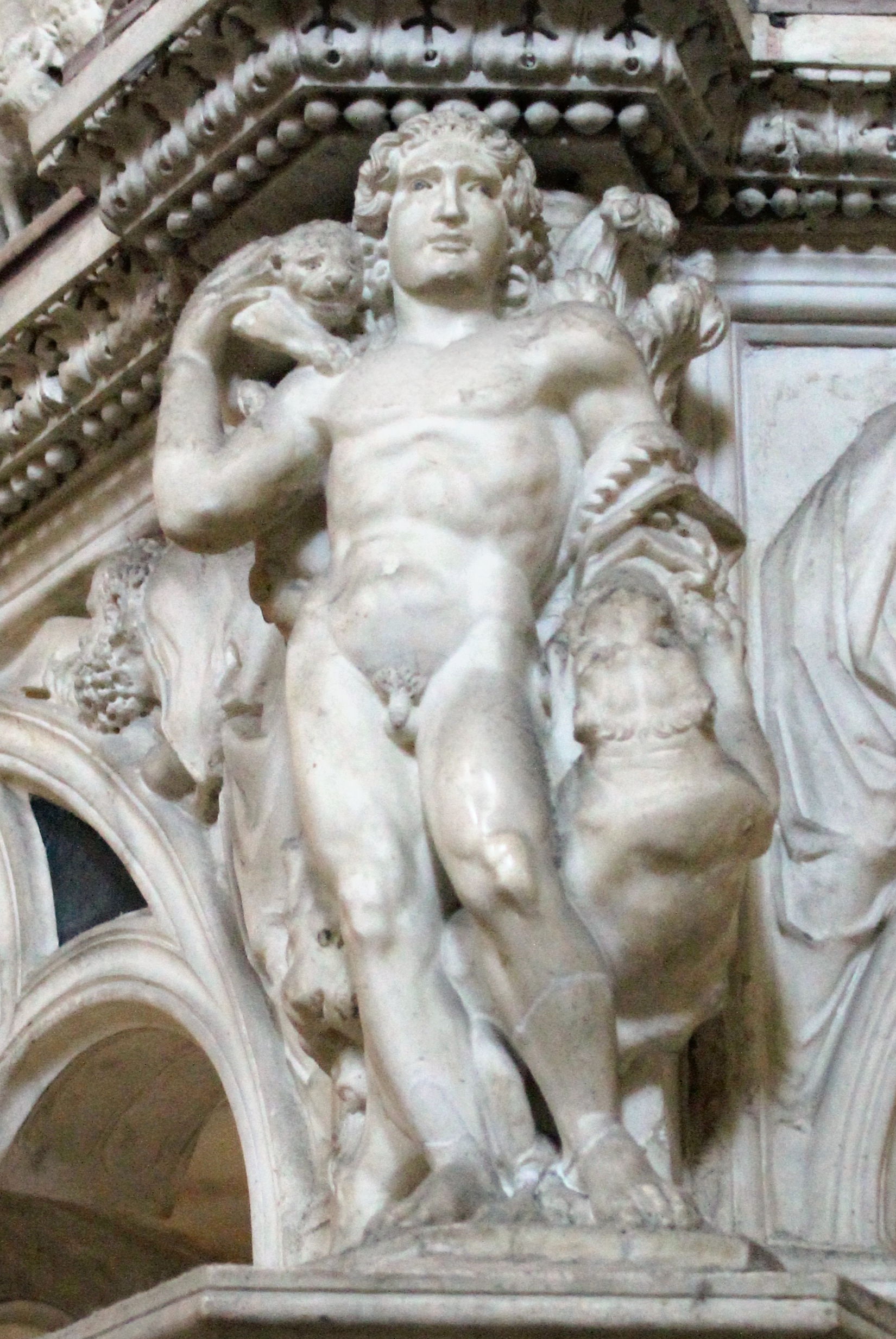
Alegoria da Fortaleza com os atributos de Hércules, de Nicola Pisano, detalhe do púlpito do Batistério de Pisa.

Os reflexos desse novo sistema de estudos clássicos não se fizeram esperar nas outras artes, e seus primeiros resultados práticos na escultura apareceram em Pisa, cujos escultores do século XIII se interessaram pelo estudo de relíquias romanas existentes na cidade, especialmente as lápides, capitéis e sarcófagos decorados do Camposanto Monumentale, o cemitério local. A escola de pintura dessa época, influenciada pela arte bizantina, por sua vez uma herdeira direta da tradição romana, também teve um importante papel no resgate do classicismo. O primeiro escultor importante do século XIII a trabalhar em Pisa foi Nicola Pisano, que em torno de 1260 produziu um púlpito para o Batistério de Pisa que é considerado a manifestação precursora da Renascença nesta arte, sintetizando a influência gótica francesa, a bizantina e a classicista. Depois de terminada a obra, Pisano foi chamado a Siena, onde esculpiu outro púlpito para a Catedral, cujo estilo é semelhante.
Seu filho Giovanni Pisano herdou sua oficina e foi um dos mais importantes e originais discípulos de Nicola, mas foi um tanto reacionário em termos de estilo, permanecendo mais dentro da esfera gótica, mas seu senso de espaço e forma já não é propriamente medieval e nem evidencia influência francesa. Deu contribuição significativa no púlpito da Catedral de Siena e criou outros para a Catedral de Pisa e a igreja de Sant'Andrea em Pistoia. Produziu obras pequenas de suma elegância e austeridade, de linhas limpas e puras, como o Retrato de Enrico Scrovegni. Contemporâneos seus como Tino di Camaino seguiram aproximadamente a mesma linha de trabalho, num cruzamento de correntes estilísticas que seria típico de todo o Trecento. Andrea Pisano foi autor dos relevos da porta sul do Batistério de Florença e arquiteto da Catedral de Orvieto, onde teve a colaboração de Lorenzo Maitani, que criou quatro grandes relevos para a fachada. Sua geração foi dominada pela influência da pintura de Giotto, que inclusive proveu o desenho para várias esculturas. Andrea Pisano foi por sua vez mestre de Orcagna, cujo tabernáculo em Orsanmichele é uma das obras-primas do período, e de Giovanni di Balduccio, autor de um requintado e complexo monumento funerário na Basílica de Sant'Eustorgio de Milão.
Entretanto, em meados do século XIV duas grandes epidemias de peste devastaram a Itália, ceifando a vida de 50 a 80% da população em algumas regiões, e em seguida a península se viu imersa em um período de guerras civis. Em Florença a situação já estava crítica pela ocorrência de uma grande enchente em 1333 que destruiu boa parte da cidade, com quebras agrícolas que provocaram períodos de fome, e com a bancarrota de várias casas bancárias importantes na década seguinte. Esses fatores desviaram a atenção da cultura, de modo que o entusiasmo pelos clássicos foi obscurecido por preocupações políticas e sociais. Além disso, as catástrofes naturais e a guerra desencadearam um período de intenso revivalismo religioso, fazendo com que a tendência geral da arte revertesse temporariamente para o Gótico, o que perdurou até o fim do século, não aparecendo até lá nenhum outro nome de grande destaque.

## Contexto e visão geral

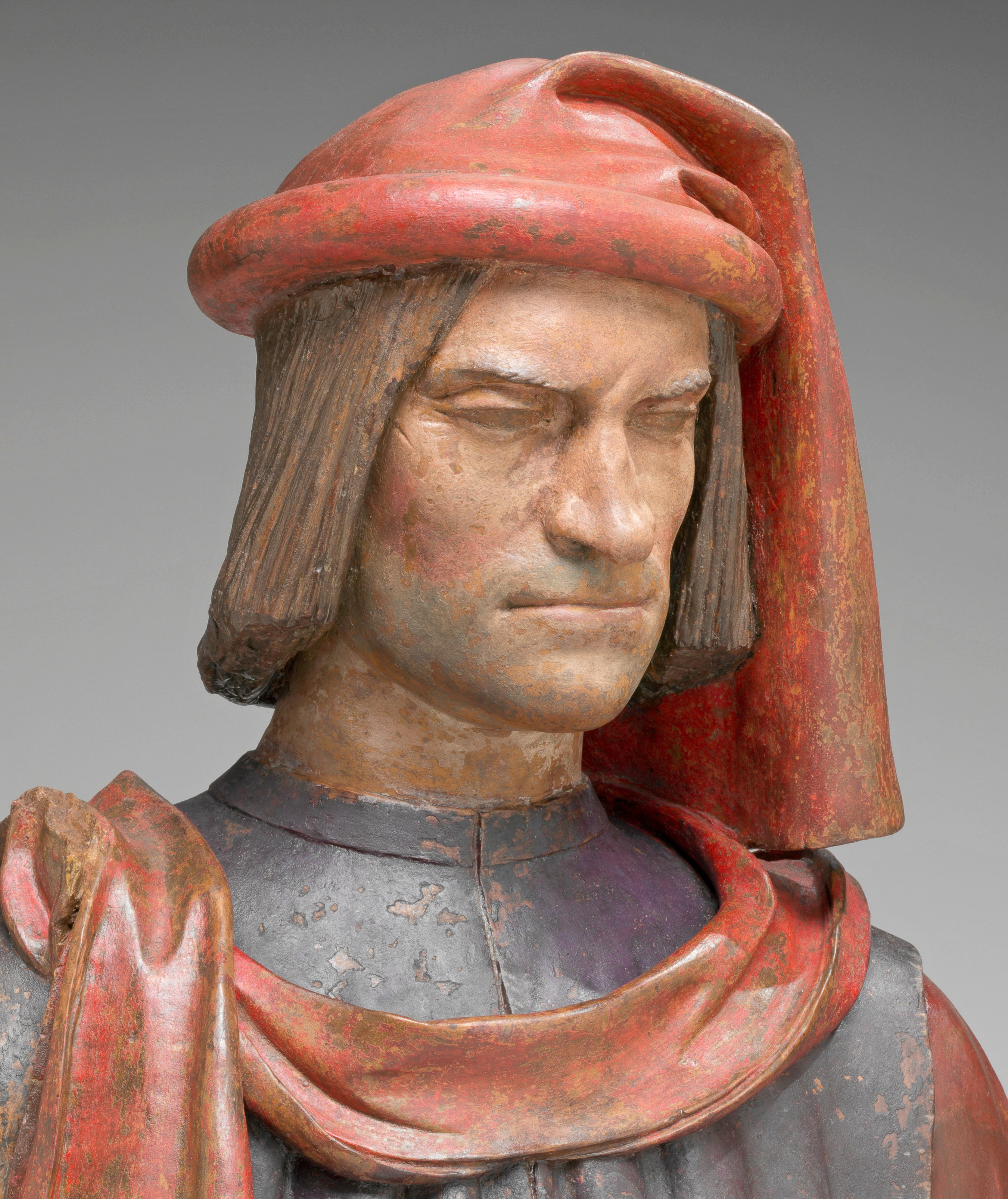
Verrocchio: Busto de Lourenço de Médici, chamado O Magnífico (1480), um dos mais importantes mecenas do Renascimento. National Gallery of Art.

Em 1401, como já foi dito, a municipalidade de Florença abriu um concurso para a criação das portas do Batistério de São João, a que concorreram Lorenzo Ghiberti, Filippo Brunelleschi e Donatello. Venceu o primeiro, e os outros dois então viajaram a Roma a fim de estudar a arquitetura e escultura dos antigos romanos, e em sua volta aplicaram o conhecimento adquirido, dando novo impulso ao cultivo dos ideais clássicos. Nessa época Florença, já recuperada, passava por um período extremamente favorável à cultura e às artes. Estabelecendo sua primazia política sobre toda a região em torno, se tornou um motivo de orgulho cívico para os florentinos erguer monumentos e estatuária em sua cidade, cujo custo era financiado por ricas famílias de banqueiros e comerciantes, entre os quais estavam os Médici, que ascenderam ao poder político em 1434 e lá permaneceram até 1492. Durante seu governo os Médici patrocinaram todas as atividades artísticas e humanistas que são associadas com o Renascimento, e seu palácio se tornou o centro de cultura mais importante da Itália ao longo do século XIV, atraindo os mais celebrados artistas, filósofos, filólogos e outros eruditos. Através das pesquisas de Poggio Bracciolini por mosteiros do norte, onde reencontrou inúmeros textos clássicos considerados perdidos, e da influência de outros intelectuais gregos fugidos do Império Bizantino após sua queda em mãos turcas em 1453, os florentinos conheceram uma série de obras literárias e filosóficas da Antiguidade, dando nascimento a uma escola sincrética derivada de várias correntes de pensamento antigo, como o Neoplatonismo, a Gnose, o Hermetismo, o Estoicismo e o Ceticismo, orientada mais à filosofia moral do que à metafísica. Colocando o homem novamente no centro do universo com um ser glorioso, livre, dignificado como a imagem da divindade e o árbitro da Natureza, e formando uma visão nova a respeito de Deus, teve imensa influência sobre a filosofia europeia por muitos séculos adiante. O secularismo dessa nova doutrina, cujos maiores expoentes foram Marsilio Ficino e Pico della Mirandola, prestigiava a eloquência, a política, a ciência, a arte, a história, o sucesso mundano e a fama, e ela acabou sendo acusada de arruinar os valores do Cristianismo, mas o contra-argumento dos humanistas foi que uma preparação moral e cultural sólida seria a melhor introdução para a verdadeira vida cristã, e se diziam agora que as pessoas estavam livres para determinar seu destino, jamais negaram que esse destino estava definido dentro de um contexto cristão. Nessa ressurreição do pensamento grego voltaram a circular seus ideais referentes à arte, cuja principal característica era vincular a Beleza com as Virtudes morais numa expressão ao mesmo tempo naturalista e idealista. O Belo passou a ser visto como uma das formas de ganhar acesso à contemplação de Deus e da Verdade, e pelo bem da Verdade na arte e se fez necessário que os artistas estudassem com redobrada atenção a anatomia do corpo humano, as leis da perspectiva, da proporção e da óptica, os efeitos físicos e psicológicos das cores e da luz, dentro de um espírito que tinha muito de investigação científica e racional. Neste momento ressurgiu a figura humana e especialmente o nu como os campos preferenciais de exploração artística, enquanto que os personagens sagrados assumiam feições mais humanizadas e poéticas. No final do período Niccolò Machiavelli sintetizou a visão renascentista a respeito da Antiguidade ao relatar sua experiência cotidiana de estudar em sua biblioteca:
"À porta eu deixo minhas roupas sujas de todo o dia. Visto-me como se eu devesse me apresentar diante das cortes reais como um embaixador florentino. Então, vestido decentemente, entro nas cortes antigas dos grandes homens da Antiguidade. Eles me recebem amistosos; deles ganho o alimento que me cabe e para o qual eu nasci. Sem falsa modéstia eu falo com eles e lhes pergunto as causas dos acontecimentos, e sua humanidade é tão grande que eles me respondem. Por quatro horas longas e felizes eu me perco neles. Esqueço todos os meus problemas, não tenho medo da pobreza ou da morte. Eu me transformo inteiramente à sua semelhança".
Florença, cujos bancos tinham várias filiais fora da Itália e cujos comerciantes faziam negócios por toda a Europa, se tornou uma referência cultural importante em boa parte do continente e ao longo do século XV foi o principal centro da Renascença da Itália. Siena, Roma, Milão, Veneza, Nápoles e outras grandes cidades, se bem que desenvolvessem uma atividade artística significativa e fizessem alguns experimentos na direção do classicismo, ainda estavam de modo geral mais presas a estéticas que para os florentinos já pareciam ultrapassadas. Além disso, Florença não só produziu a melhor escultura de todo este período - salvo possivelmente em seu final - como possui a maior quantidade de obras, e em geral as melhores peças encontradas em outras cidades ou são produto importado de Florença ou foram criadas sob sua influência direta, seja por mestres locais com seus olhos postos no padrão toscano, seja por escultores florentinos convidados, de modo que, escrevendo no início do século XX, L. J. Freeman disse que falar de escultura do Renascimento italiano é quase o mesmo que falar de escultura florentina, e Wilhelm von Bode a comparou à antiga Atenas do século V a.C. pela importância de seu papel como centro fundador e irradiador de um novo cânone artístico, o que Frederick Hartt ratificou nos anos 70. Embora a crítica moderna em geral se negue a descartar tão solenemente os outros centros regionais e tenha se dedicado em anos recentes a expandir muito o estudo dessas escolas e valorizar suas individualidades, em linhas gerais o pensamento permanece válido. As crônicas do século XV de visitantes estrangeiros não cessam de louvar a beleza e magnificência da cidade, decorada com uma profusão de monumentos, edifícios públicos requintados e outras obras de arte. O diplomata ferrarense Ludovico Carbone disse que ela era "o esplendor e o ornamento de toda a Itália", e o papa Pio II louvou seus cidadãos ilustres e a beleza e as proporções majestosas da urbe, que nesse momento só era superada em tamanho por Roma. Para os próprios florentinos, o brilho de sua cidade era um motivo de grande orgulho e um símbolo de suas virtudes cívicas, e o espírito comunal que caracterizou o governo florentino se expressou em projetos arquiteturais e esculturais de grande escala, financiados em boa medida por taxação pública.

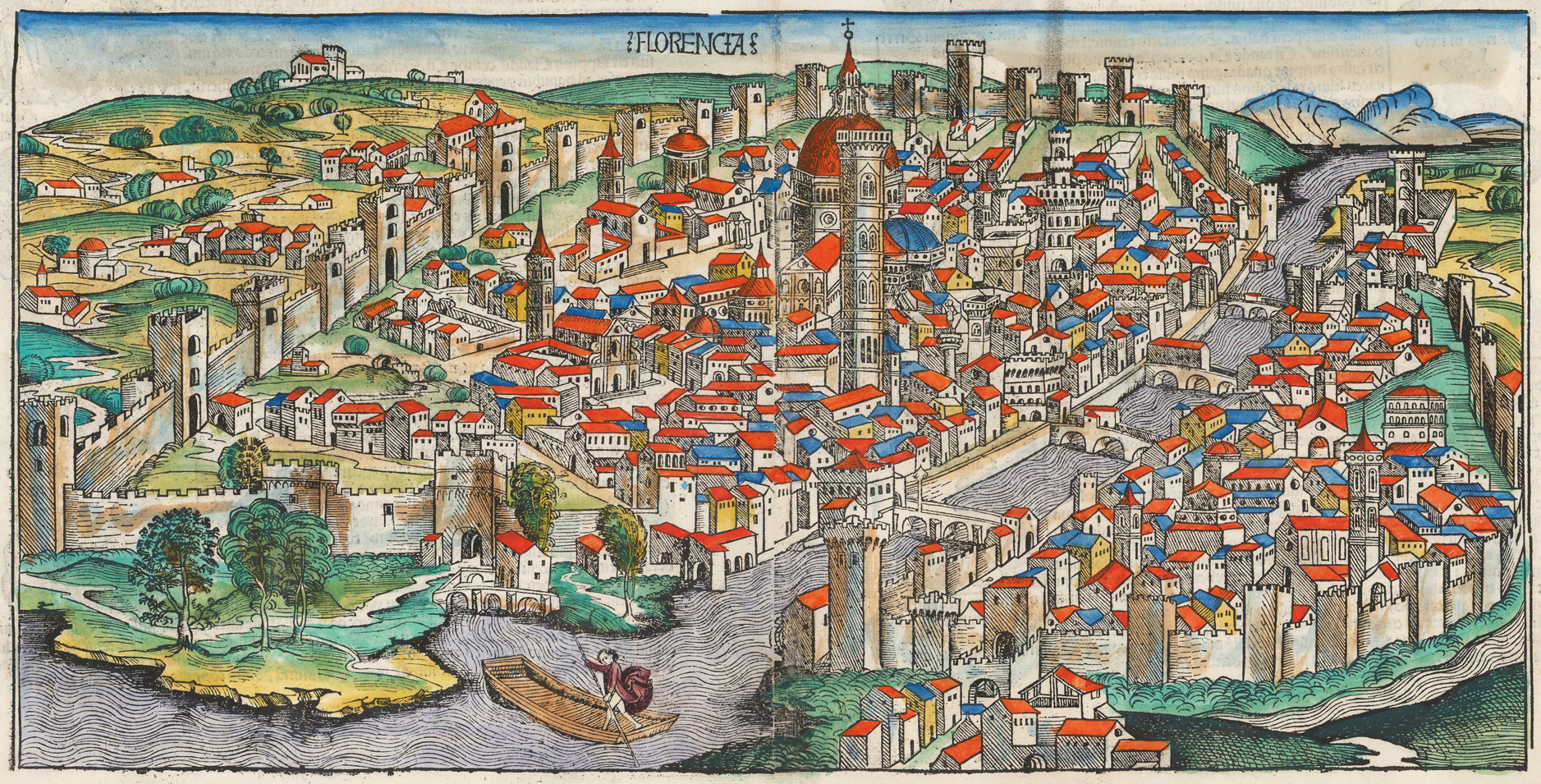
Florença em 1493, ilustração na Schedel'schen Weltchronik

Entretanto, o século XV foi pontuado por uma série continuada de conflitos políticos e sociais jamais resolvidos de forma inteiramente satisfatória, e o abismo entre os problemas da vida e sua solução, conforma pensava Hartt, poucas vezes na história foi tão profundo como no Renascimento italiano, e isso é especialmente válido para o caso florentino. Para o pesquisador apenas no plano ideal, em sua arte e monumentos, o povo florentino conquistou o equilíbrio, a harmonia e a dignidade negadas pela violenta e turbulenta realidade cotidiana.
A evolução da escultura renascentista se deu através de quatro fases principais. A primeira, entre fins do século XIV e as primeiras décadas do século XV, quando foram estabelecidos os fundamentos do sistema de proporções matemáticas, foi definido o caráter e as regras da mímese artística, e se incorporaram consistentemente na escultura referências classicistas. A segunda, entre aproximadamente 1430 e 1450, foi de consolidação dos experimentos prévios num estilo geral mais ou menos estável e unificado, com um diálogo criativo entre expressões realistas e ideais. A terceira fase produziu uma rápida diversificação no espectro estilístico que afetou até mesmo escultores já consagrados, quando a influência da estética florentina começou a se disseminar para locais mais distantes como Veneza e Nápoles. É possível que a agitação social causada por uma epidemia de peste em 1448 e vários terremotos na década de 1450, junto com uma aparição do cometa Halley em 1453, quando os cometas eram considerados anúncios de má sorte e calamidades, e a conspiração dos Pazzi em 1478 contra os Médici, que resultou no assassinato de Juliano de Médici, irmão de Lorenzo, tenham sido em parte responsáveis por uma mudança no ambiente cultural. Outro traço distintivo da fase foi a proliferação da temática da mitologia greco-romana, estimulada por uma série de achados em escavações arqueológicas, pelo aprofundamento dos estudos clássicos e pelo interesse na Astrologia. A fase final foi o que se convencionou chamar de Alta Renascença, um intervalo aproximado entre 1480/90 a 1527, quando Roma assumiu a liderança da vida cultural italiana, a influência do Renascimento italiano se espalhou maciçamente pelo resto da Europa e o estilo geral evoluiu de forma a exibir um classicismo maduro, com formas majestosas e serenas, descartando o drama e privilegiando acentuadamente o idealismo. O período posterior a 1527, quando ocorreu o Saque de Roma, é um dos mais polêmicos da história da arte. Enquanto alguns autores o têm como uma continuação natural do Renascimento, outros o descrevem de forma independente dentro da definição de Maneirismo. O problema é complicado pela multiplicação de escolas regionais individualizadas e pela coexistência de várias tendências estéticas muito distintas, e essa própria diversidade, mais a mudança na atmosfera cultural em vista de uma situação política, religiosa e social nova, parecem justificar o estudo dessa fase como um movimento artístico autônomo.

## Ideologia e iconografia

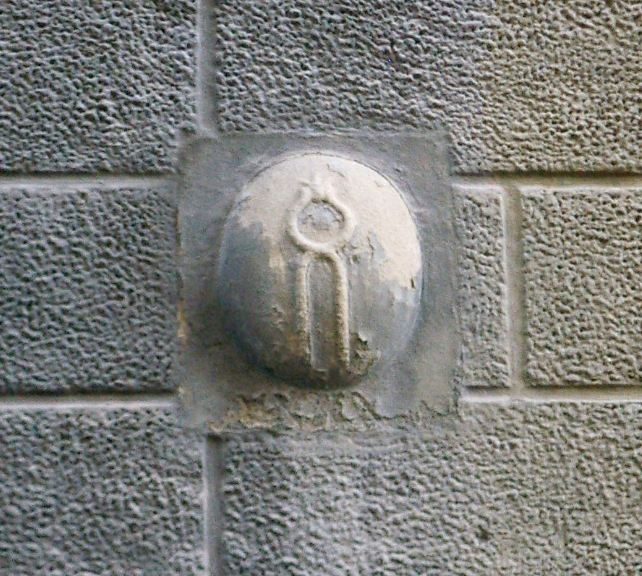
Emblema da guilda dos ferreiros de Florença.

Um dos traços mais característicos da organização das principais cidades italianas era sua independência; muitas delas eram cidades-estado autônomas de governo republicano, com leis, costumes e até dialetos próprios, fazendo com que não raro desenvolvessem escolas artísticas bastante diferenciadas mesmo quando próximas umas das outras. Mas além desse traço em comum, sua economia também compartilhava de um sistema geral, o das guildas, que dominavam virtualmente todos os principais setores produtivos em cada uma delas, inclusive o da arte, e possuíam força política considerável. As guildas eram semelhantes ao que hoje se chamaria de sindicatos ou associações de classe, regulamentando as relações entre seus membros e provendo-lhes assistência, administrando a produção e a distribuição de bens de consumo e organizando o ensino profissionalizante em suas especialidades, ainda que este ocorresse não em escolas, mas de modo informal, entre mestre e discípulo. Contudo, ainda que os artistas, incluindo os arquitetos, participassem de uma guilda, não era nunca uma das principais, e tampouco naquela época a arte concedia ao seu praticante o alto status que mais tarde veio a desfrutar, eram antes considerados simples operários especializados, mais associados aos ofícios mecânicos do que às prestigiadas artes liberais, a cujo estudo tinham acesso apenas os nobres, os clérigos e os poucos plebeus abastados, e seus protegidos. Não obstante sua posição social relativamente baixa, tinham uma participação ativa na comunidade renascentista, e trabalhavam a maior parte das vezes apenas sob encomenda, sendo muito rara a obra produzida espontaneamente. Além disso, a prática corrente era coletiva, ou seja, um mestre líder de uma oficina recebia a encomenda e a realizava assistido por vários colaboradores, a não ser em casos de obras muito pequenas, quando apenas um único artífice podia realizá-la. Dessa forma, o conceito de autoria de uma obra de arte era muito diverso do dos dias de hoje, e a maciça maioria da produção renascentista só pode ser atribuída a um dado artista como o seu mentor, mas não que ele pessoalmente a tenha executado em sua inteireza. Nessas oficinas se dava a transmissão do conhecimento das técnicas artísticas; os aprendizes ingressavam sob a tutela de um mestre em terna idade, com menos de dez anos, e ali permaneciam por um período variável que podia chegar a dez anos de estudo antes de serem autorizados a trabalhar por conta própria, mediante um exame público. A conservadora filosofia reinante era que somente com um trabalho muito árduo e através da imitação dos mestres consagrados se poderia formar um bom artista, e a eficiência de sua metodologia se atesta no alto nível geral de qualidade das obras desta época, mesmo as dos artistas secundários. As oficinas também funcionavam como lojas comerciais, onde o mestre recebia seus clientes e oferecia seus serviços. Mulheres eram excluídas do aprendizado, com raríssimas exceções.
O conceito de arte para os renascentistas não se fundava primariamente sobre princípios da Estética, e ao contrário dos dias de hoje, as obras de arte tinham um caráter todo funcional, serviam como veículos de propaganda de conceitos filosóficos, políticos, religiosos e sociais definidos e pré-estabelecidos pela coletividade. Pouco valor se dava à interpretação individual dos temas abordados como isso é entendido atualmente, e somente no final do Renascimento, com a atuação de Leonardo da Vinci, Michelangelo e Rafael Sanzio, é que surgiu o conceito do gênio como um criador independente, um visionário automotivado e original, mas mesmo então se tornaram notórios os conflitos de Leonardo e principalmente de Michelangelo com seus patronos, justamente por causa das liberdades que tomavam. Boa parte do sucesso do artista do Renascimento se devia a que a elite o considerava suficientemente confiável, habilidoso e bem disposto para criar peças exatamente de acordo com os desejos de quem as encomendava, e porque com certeza não iria questionar o status quo com seus trabalhos. Além disso, as encomendas não raro eram regidas por um minucioso contrato legal, onde se discriminavam os materiais a serem usados, o tempo de entrega, o tamanho, tema e abordagem formal da obra. Entretanto, é óbvio que também se esperava que o artista dominasse cabalmente os princípios da Estética para que a obra resultasse bela e eficiente, e de fato o Renascimento foi uma fase em que a arte como um ramo da Estética foi extensivamente debatida pelos círculos ilustrados, e em vista disso se considera o período como o marco inicial da arte moderna. Por outro lado, dentro de limites aparentemente tão rígidos, ainda havia bastante espaço para experimentos técnicos e formais.

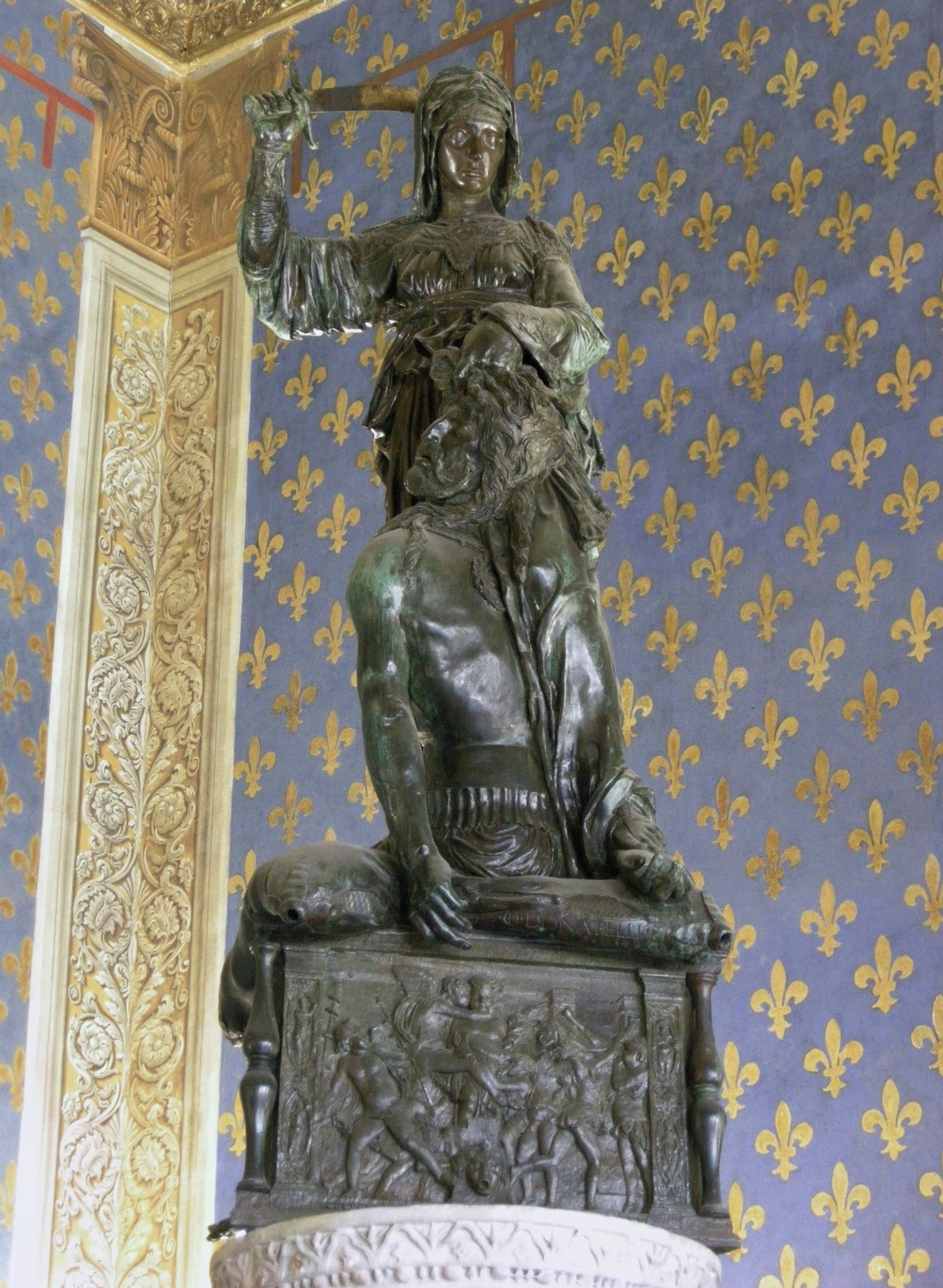
Donatello: Judite e Holofernes, 1455-1460. Palazzo Vecchio, Florença.

A orientação social da produção artística pode ser atestada pelas inscrições que alguns monumentos exibiam. Em Florença os Médici encomendaram a Donatello uma estátua de Judite decapitando Holofernes, em cuja base se lia "A salvação do Estado. Pedro de Médici filho de Cosme dedicou esta estátua de uma mulher tanto à liberdade como à fortaleza, pelas quais os cidadãos com coração invencível e constante podem retornar à república. Reinos caem pela luxúria, cidades se erguem através das virtudes. Contemplem o pescoço do orgulho cortado pela mão da humildade!". Ao pé do David, do mesmo autor, um símbolo de liberdade e de identidade cívica caro aos florentinos, estava inscrito: "É vencedor todo aquele que defende sua pátria. Deus esmaga a ira de um inimigo gigantesco. Vêde! Um menino venceu um grande tirano! Vencei, oh cidadãos!". Mesmo que a elite usasse a arte também para promover a si mesma, a administração republicana dos Médici esteve empenhada em se associar com o ideal do governante bom e ilustrado, e sobrevivem crônicas de cidadãos comuns que falam com entusiasmo sobre os projetos decorativos da cidade, não parecendo se importar com o seu alto custo financeiro, ao contrário, os apoiando explicitamente e referindo a felicidade que traziam para o povo. Perto do final do século, contudo, a opinião pública começou a questionar se esses projetos estavam voltados de fato ao bem comum ou apenas à glória pessoal dos Médici e das outras famílias poderosas, e assim se justifica o apelo, tanto entre o povo como entre alguns membros da elite, da pregação religiosa do monge Savonarola contra o luxo ostensivo, a opressão dos pobres e a decadência moral, que levou à destruição em fogueiras públicas inúmeras obras de arte até que o movimento foi suprimido com sua execução, também numa fogueira em praça pública. Mesmo com oscilações ocasionais como esta, o sistema de patronato público se manteve em vigor durante todo o Renascimento, e não só em Florença, sendo uma prática generalizada. A contemplação dessas obras em museus modernos, assim descontextualizando as peças de sua localização primitiva em palácios, igrejas e praças públicas, as priva de boa parte de seu significado sociocultural.

### Fundamentos teóricos
É difícil nos tempos de hoje fazer uma ideia da imensa importância que a arte assumia naqueles dias, mas relatos históricos confirmam que ela despertava um entusiasmo realmente intenso em todas as camadas da população, e, em especial, logicamente, entre os artistas, mecenas e teóricos. Os documentos descrevem o calor do debate intelectual na crítica contundente, na execração do artista preguiçoso ou inábil, no elogio transbordante da obra-prima, na exaltação do mecenas ilustrado e liberal. Por mais erudita que fosse a arte renascentista em suas bases teóricas, e por mais refinada que tenha se tornado a questão técnica e formal, não se deve perder de vista o fato de que ela era uma arte verdadeiramente popular. As maiores obras do período foram criadas para consumo público e não para o deleite privado de uns poucos iluminados, e por isso sua linguagem devia ser - e era - compreendida por todos, pelo menos em seus princípios gerais, necessariamente preservando a capacidade de plena comunicação com as massas. No estudo das bases conceituais que possibilitaram para esta arte uma circulação e uma receptividade tão amplas, André Chastel definiu duas ideias-chave:

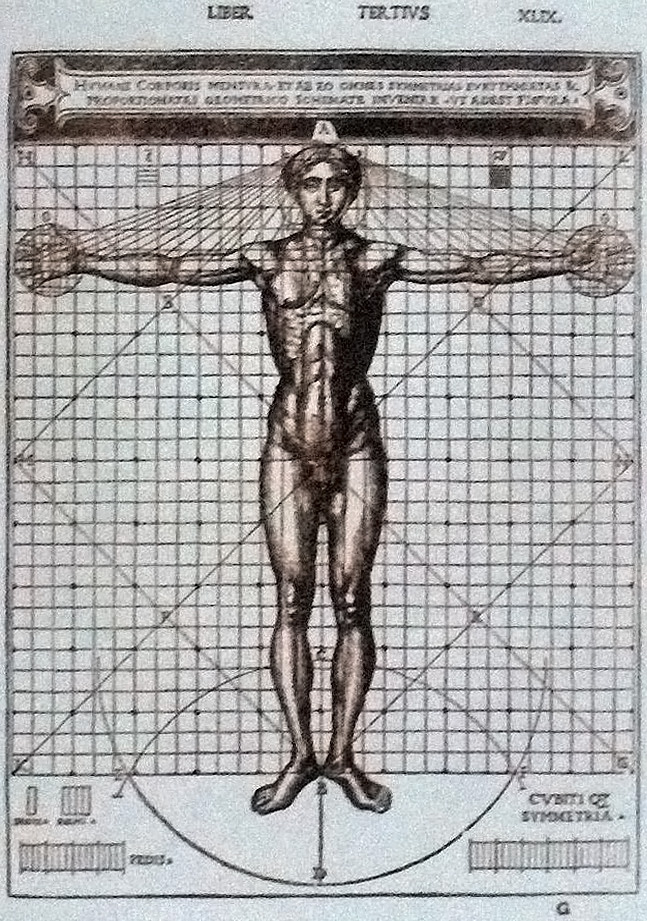
As proporções do corpo humano em uma edição renascentista de Vitrúvio.

- O desejo de dar nova vida à Antiguidade, a restitutio antiquitatis, que para eles havia sido imprudente e injustamente esquecida nos séculos anteriores, o que levou mais tarde à cunhagem do termo "Renascimento". O maior elogio para um artista era ser comparado aos grandes mestres da Antiguidade clássica. Enquanto que na pintura o Gótico permaneceu mais ou menos visível até meados do século XV, foi nas artes tridimensionais, a arquitetura e a escultura, que as inovações ganharam terreno mais cedo, e onde revestir-se da autoridade dos clássicos pareceu uma necessidade mais premente. Não era mais uma questão de criar boas obras em si, mas de desenhar todo um sistema de modelos formais gerais. Nessa busca por modelos a prática da cópia de obras antigas se tornou uma etapa preparatória inescapável para todo aprendiz, e enriqueceu o repertório de formas à disposição. Quanto aos teóricos, reiteradamente deploravam a perda de tratados sobre arte da Antiguidade, que eram conhecidos somente através de escassos fragmentos ou citações em obras posteriores, e que excitavam a imaginação de todos. Pode-se vislumbrar o que significou, nesse contexto, a redescoberta em 1414 pelo humanista florentino Poggio Bracciolini do tratado De architectura, do romano Vitrúvio, que além de ser uma grande obra sobre técnicas de arquitetura, é também uma peça valiosa sobre a estética clássica. Da mesma forma, os escultores, lendo a literatura clássica disponível, viam aquelas listas de nomes célebres como Fídias, Policleto, Praxíteles, sabiam da admiração que sua produção atraíra em seu tempo, mas não conhecendo suas obras - a grande maioria das que hoje se vê em museus só foi descoberta mais tarde -, almejavam criar substitutos. Nesse sentido, diz Chastel, de muitas maneiras o século XV se dedicou à tarefa de reparar os azares da História, produzindo obras equivalentes àquelas que jamais deveriam ter desaparecido.[38] Isso levava diretamente à outra ideia:
- A associação íntima entre o discurso teórico-literário e a arte prática. Para que aquela excelência louvada nos antigos pudesse ser revivida, era indispensável que se formulasse um corpo conceitual consistente que resolvesse o problema básico da representação - a antinomia entre o idealismo antigo e o interesse presente pela observação da Natureza, ou entre o universal e o particular. Na segunda metade do século XV, como será detalhado adiante, a questão foi em essência resolvida; as ideias humanistas se consolidaram, Vitrúvio e o Platonismo estavam assimilados e Alberti dera uma grande contribuição adicional. Para eles, a Antiguidade estava novamente aqui-agora. Uma evidência disso foi a prática de restauração sistemática de inúmeras peças greco-romanas fragmentárias, mas, como hoje o distanciamento histórico permite perceber, de acordo com padrões renascentistas e não verdadeiramente antigos. Naquela época a diferença aparentemente não foi percebida de imediato em toda a sua extensão, e só com o gradual nascimento da Arqueologia como ciência a Antiguidade passou a ser vista sob uma perspectiva de fato histórica.[39]

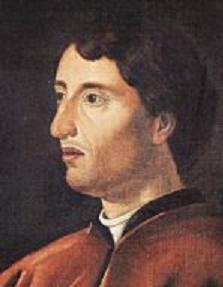
Leon Battista Alberti.

Leon Battista Alberti foi uma das grandes figuras da primeira fase do Renascimento italiano. Humanista multidotado, dedicou-se especialmente à arquitetura, à filosofia moral e à teoria da arte, mas foi considerado pelos seus contemporâneos como o protótipo do homem universal renascentista, unindo o brilhantismo intelectual a realizações práticas de vulto, e levando uma vida eticamente modelar. Seus tratados teóricos exerceram vasta influência por muito tempo, e a partir de seus estudos de Vitrúvio reviveu um dos princípios centrais da arte clássica, a definição de Beleza como a harmonia entre todas as partes de um objeto. Também trabalhou o conceito de mímese, a teoria das proporções, as relações da Arte com a Ética e a Ciência, e invocou uma função social para o trabalho do artista dentro do espírito da paideia grega. Via a arte de seu tempo como devedora dos antigos, mas a considerava superior por envolver uma multiplicidade de conhecimentos científicos novos que eles não possuíam. Acreditava que a arte tinha o poder de criar um mundo melhor para todos desde que não abandonasse sua motivação educativa e moral, e julgava essencial a união entre teoria e prática. Sobre a escultura escreveu um pequeno tratado, De statua, e a abordou também em seu De re aedificatoria, onde reiterou seus princípios filosóficos gerais e, segundo Carlos Brandão, proveu um método e um sistema de mensuração ao artista dentro do qual ele podia se mover em liberdade sem perder de vista a universalidade que justificava sua obra, fazendo de si mesmo um modelo ético que convencesse o público da verdade de sua ação e palavra.

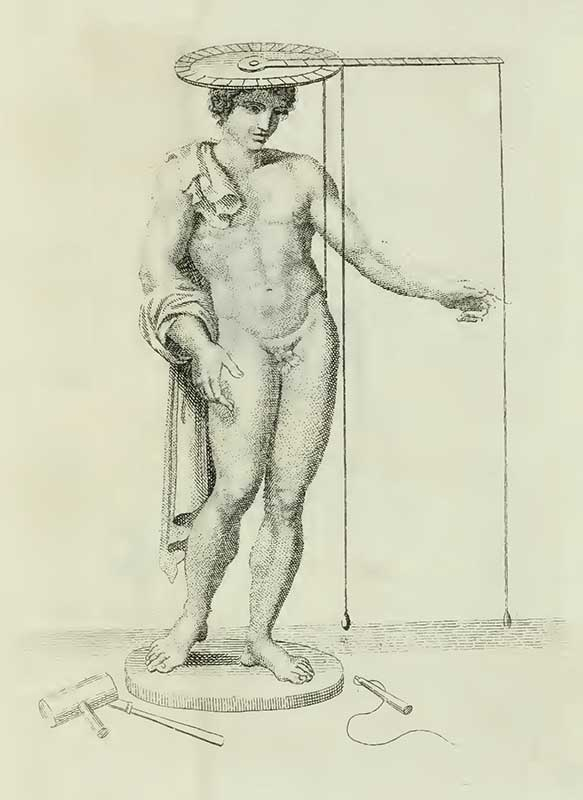
Ilustração em De Statua de Alberti, que ensina a maneira de estabelecer a finitio.

Em De statua Alberti propôs todas as artes como derivadas de um único princípio criador, a Natureza, e por isso muitos dos conceitos de uma modalidade de arte eram perfeitamente aplicáveis às outras. De acordo com sua teoria, a Natureza tem uma dupla função para o artista: sugere ao homem que é possível criar coisas semelhantes a ela, sendo o depósito universal de formas à espera do artista que lhes dê significado, e quando o artista, memorizando essas formas naturais, pode prescindir da imitação direta, torna-se a Natureza um parâmetro corretivo pelo qual a qualidade da obra de arte pode ser julgada, garantindo que a obra não se desvie demais do modelo natural e permitindo que se distinga entre o que é genérico e atemporal e o que é particular e passageiro. A estatuária para ele era especialmente sensível aos problemas inerentes à mímese, e distinguiu a mímese própria da pintura e a da escultura. Mas não lhe bastava que a escultura fizesse uma imitação literal da Natureza, era preciso que fosse imbuída de uma dimensão ideal e que veiculasse significado, ou seja, fosse pertinente à humanidade. Reconhecia ainda a dificuldade do artista em trabalhar a partir da Natureza para chegar ao ideal, pois no mundo nenhuma forma é ideal, mas sempre impura e imperfeita, e procurou manter válido o resgate tanto do universal como do particular, pois se por um lado a obra mimética retrata o Homem, também retrata os vários homens, que devem ser caracterizados de acordo com suas particularidades. Pelo uso desses dois instrumentos conceituais, um que estabelece um cânone de proporções e formas genéricas e fixa a realidade num esquema abstrato replicável infinitamente, a dimensio, e outro que define as individualidades, os movimentos e as posturas particulares, a finitio, a escultura podia se constituir numa forma estável que não é encontrada no mundo das formas perecíveis, uma estabilidade que era a própria justificativa do fazer artístico enquanto meio de se conhecer e compreender a verdade das coisas. No diálogo criativo entre dimensio e finitio a mímese resulta menos das medições do real do que da vontade de forjar na realidade um princípio que a regule nas várias circunstâncias, e produz um modelo de beleza ideal capaz de se moldar à descrição do particular sem perder sua universalidade, a qual é a força que transmite à Arte o seu sentido ético e pedagógico. Em De re aedificatoria deu à escultura uma dimensão mais histórica e coletiva do que em seu outro trabalho, que é mais operacional e técnico e de uso privado do escultor. Analisando os monumentos públicos, Alberti os via como memórias de acontecimentos capazes de infundir nos homens o exemplo da ação virtuosa, curando as almas, e de consolidar para as gerações futuras as glórias e vitórias das cidades e seus heróis. Recomendava que na representação de heróis e personagens sagrados o artista devia se pautar pela moderação, pela sobriedade e pela dignidade e não se render aos apelos puramente sensoriais em obras extravagantes. Além disso, dizia que nem todos os temas era propícios à representação, mas somente aqueles que pudessem modelar positivamente o comportamento dos homens. Por fim, as obras deviam ser feitas em materiais resistentes ao tempo, pois isso seria um símbolo da perenidade da Virtude frente aos acidentes e reveses da Fortuna.

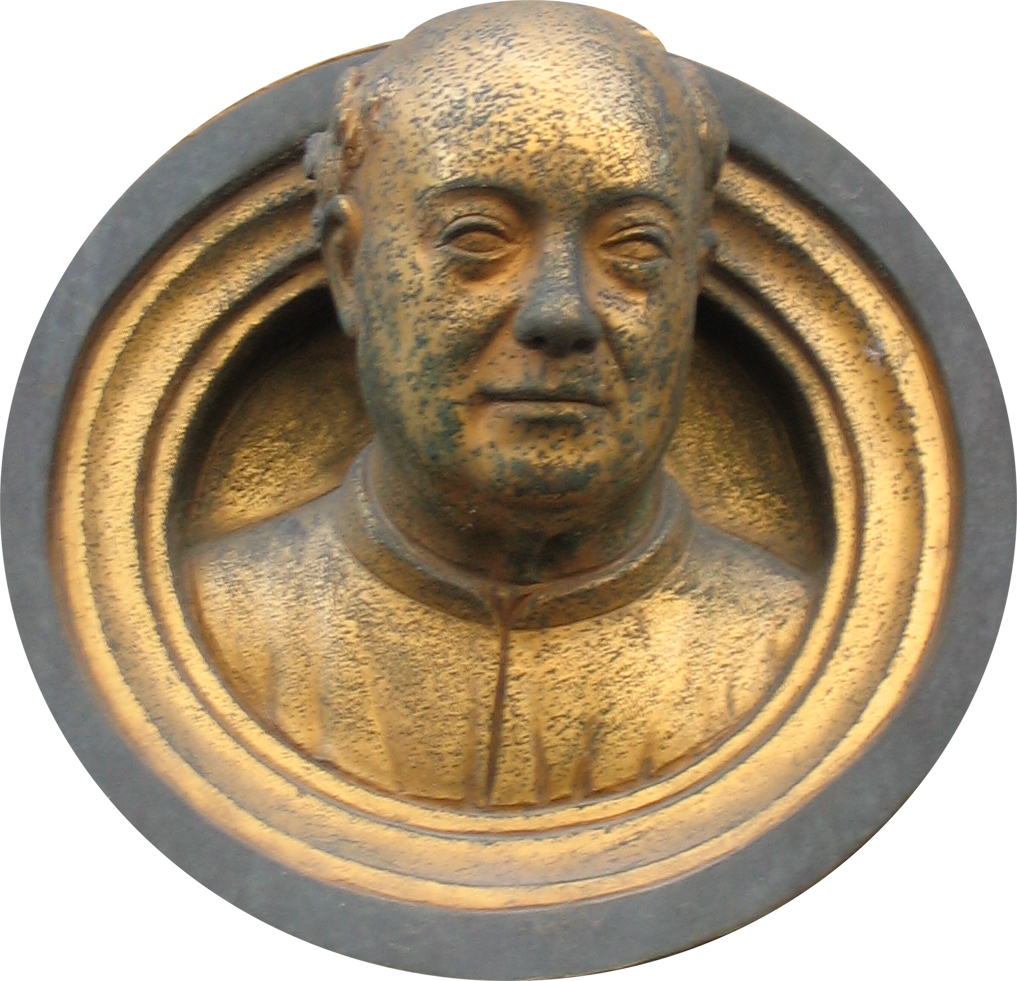
Auto-retrato de Lorenzo Ghiberti no Batistério de São João, Florença.

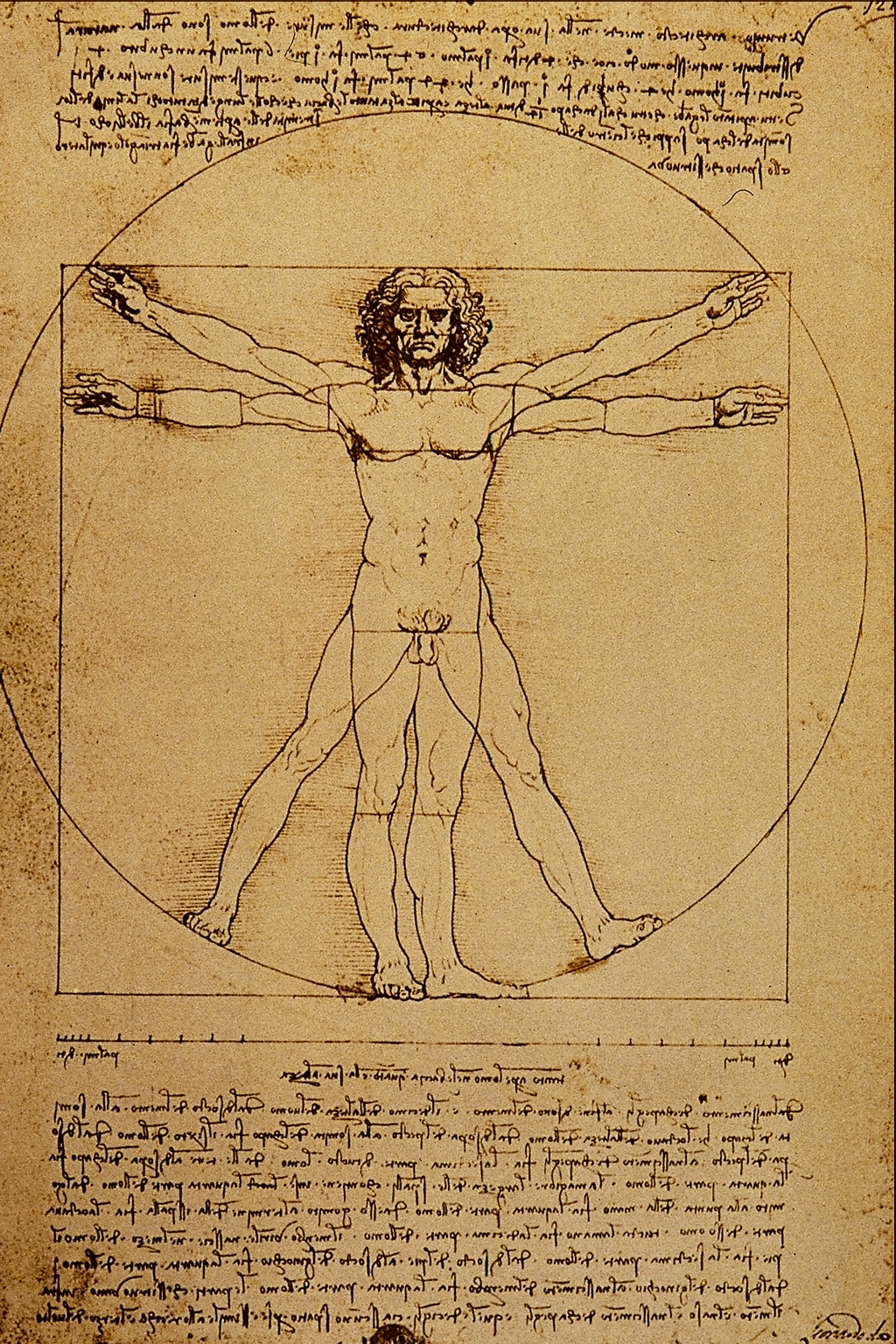
As proporções ideais do corpo humano na interpretação de Leonardo, a partir de Vitrúvio.

O outro a escrever sobre a escultura foi o escultor Lorenzo Ghiberti, em seus Comentarii, em três volumes. Na primeira parte traçou um painel sobre a história da arte antiga baseado na Naturalis Historia de Plínio, o Velho e no De architectura de Vitrúvio. A partir desses autores fez um elogio da arte clássica, explicou a ciência contida na pintura e na escultura e as colocou como as atividades criativas mais difíceis entre as artes liberais, pois exigiam um alto grau de conhecimento, e com isso desqualificou o artista inculto. Para ele a prática da escultura combinava um domínio teórico dos significantes e dos significados, bem como um talento natural (ingegno) e um sólido aprendizado prático (disciplina), sendo essenciais o domínio do desenho e da perspectiva. Distinguiu como Alberti a mímese pictórica da escultórica, e se esforçou por dar uma base científica à sua arte, de rigor comparável à da matemática, ainda que reconhecesse o papel da invenção e da fantasia. Em sua abordagem da mímese mostrou estar consciente dos problemas da óptica e das imprecisões da percepção visual. A obra é interessante ainda por trazer uma grande quantidade de citações de autores antigos e por trazer a sua própria autobiografia, a primeira de um artista a aparecer na história do ocidente. Infelizmente a terceira parte dos Comentarii, onde ele aparentemente trataria das relações entre teoria e prática, foi perdida.
O dado mais original nesse tratado foi a introdução na discussão teórica do sentido do tato como um dos elementos indispensáveis para aquisição do conhecimento. A ideia na verdade não era nova, já fora debatida por Aristóteles na Grécia Antiga, e depois dele por São Tomás de Aquino, mas a volta a esse tema se torna interessante porque o tato era segundo longa tradição considerado um sentido inferior, mais ligado ao lado animal do homem e à sua sensualidade do que ao intelecto e ao espírito, que estavam fortemente associados com a visão. Mas Ghiberti reafirmou sua importância dizendo que o tato era capaz de prover um conhecimento específico, inalcançável pela visão, e incentivou seus leitores para que explorassem tactilmente as esculturas, ao mesmo tempo em que reconheceu que esse conhecimento poderia estar de fato ligado a questões de sexualidade, no que vários outros escritores concordavam. A tactilidade inerente à escultura também entrou no debate sobre qual das artes seria a mais nobre, uma polêmica conhecida como a questão do paragone, que se estendeu pelo século XVI adentro, da qual participaram Michelangelo e Leonardo, mas com resultados inconclusivos.
Ainda deve ser considerado como um grande teórico Leonardo da Vinci, que trabalhou no final da Renascença. Segundo Chris Murray, sua importância como escritor reside em sua demonstração do poder intelectual da Arte como um método de pesquisa da Natureza, e seus escritos sobre Arte devem ser estudados no contexto de suas pesquisas científicas dos fenômenos naturais; mesmo que ele tenha focado mais na pintura, suas ideias tiveram ampla divulgação em todos os círculos artísticos. Através de extensivas observações do mundo natural procurou extrair dele leis que possibilitassem sua reconstrução sobre pressupostos eminentemente artísticos, transformando a Arte em uma confirmação das leis naturais. Seu profundo interesse no movimento o levou a identificá-lo como a causa da vida e relacioná-lo ao universo das emoções. Estudando a anatomia humana, o fez nos termos dos processos de crescimento e das suas implicações para as emoções, a ação e a percepção, e concebeu o homem como um espelho de toda a Natureza, um microcosmo dentro do macrocosmo. Louvando a visão acima dos outros sentidos, colocou a pintura acima da escultura, e por sua combinação única de teoria e pesquisa empírica deu nova forma à crítica de arte, sendo um modelo para as gerações futuras.

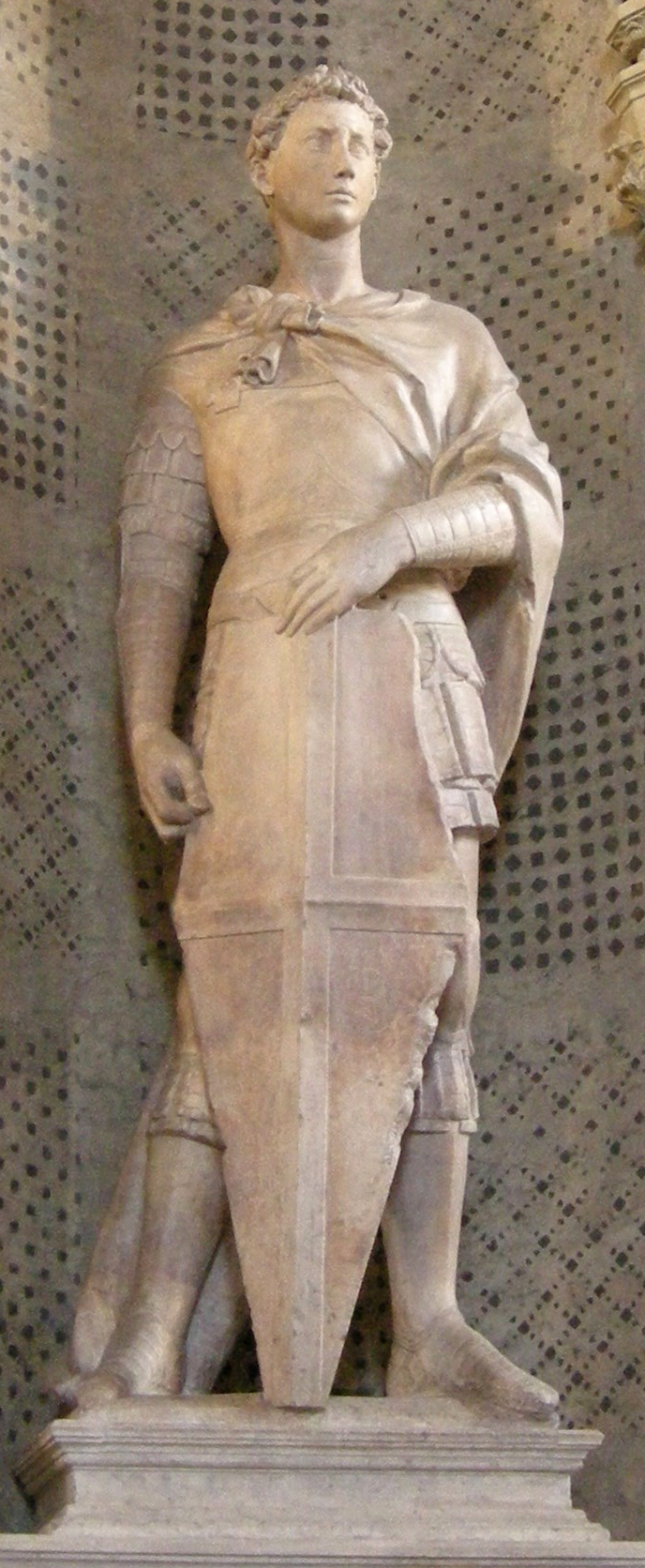
Donatello: São Jorge, 1416. Bargello, Florença.

Em suma, a teoria renascentista definia a Arte como uma forma de conhecimento. Envolvia o domínio de uma ampla gama de técnicas e habilidades específicas, e em suas expressões mais ambiciosas, pretendia englobar o domínio de todas as técnicas e habilidades, significando uma abrangência de todo o conhecimento disponível formando um homem universal. Os teóricos enfatizavam as relações da Arte com o conhecimento especulativo, o tipo de conhecimento mais elevado, abstrato, mas estavam cientes de que o conhecer estava indissoluvelmente ligado a um estudo metódico, de caráter muito próximo do científico, dos objetos naturais e do legado da Antiguidade, ligando-se também ao fazer, implicando a ação, o movimento, a total dedicação ao trabalho, e por extensão associava a conduta social, a disposição geral face ao mundo, um modo ideal de atuar em sociedade, interrelacionado Ética e Estética, teoria e prática, e integrando artífice, público, patrono e crítico num sistema unificado cuja maior justificativa para sua existência era sua vocação social e educativa, e sua maior virtude, a capacidade de plasmar símbolos visíveis e eficientes de valores coletivos. Grande era, então, a responsabilidade do artista como o porta-voz de toda a sua cultura, expressando seus ideais e expectativas, definindo identidades individuais e coletivas, instruindo e educando o seu público, e, no caso da obra sacra, contribuindo para a salvação das almas, já que a arte sacra era considerada uma interface efetiva entre Deus e o homem. Na visão renascentista do homem como o centro do universo, as ideias concretizadas plasticamente eram meios de afirmar a presença humana na Natureza, e de, através delas, dominá-la, criticá-la, adestrá-la, organizá-la, gerando cultura e sociedade e revelando a essência divina e criativa do homem e os poderes de sua imaginação e de sua liberdade. Como diz James Elkins, a nova concepção de Arte que emergiu no Renascimento está diretamente relacionada a uma nova percepção do significado da representação, e da função da Arte como a superintendente de toda a capacidade representativa do homem, tanto como uma faculdade mental como uma prática social, e como uma necessidade imperiosa para a sobrevivência do homem enquanto um ser autoconsciente, racional e cultural, diferente dos animais. O idealismo presente em boa parte da escultura renascentista, por outro lado, era tanto uma herança adquirida do classicismo como uma resposta a uma necessidade de escolher a melhor forma de representação entre todas as possíveis, a fim de que a vocação social da arte se cumprisse e o bem comum fosse aumentado. Disso deriva que todo o improviso e toda idiossincrasia excessivamente pessoal na sua criação fossem suprimidos.
Numa época de crescente interesse pelo estudo da Natureza, o problema de como conciliar as visões idealistas com o que era observado diretamente no mundo exterior foi sintetizado no conceito de decorum, que estabelecia as leis de relacionamento entre o idealismo e o realismo na imagem, permitindo que a ordem do mundo e a ordem da Arte entrassem em um processo de correção recíproca. Esse princípio era semelhante ao adotado pelos gregos clássicos, mas até a Alta Renascença, a fase final do período, permaneceu um interesse na caracterização definida das emoções e estados mentais, expressa num tratamento de fisionomias mais realista especialmente quando a obra era um retrato, enquanto que a arte clássica antiga centrava sua atenção mais na beleza do corpo, não havendo desenvolvido uma tradição na retratística senão no Helenismo. São distinções sutis, sobre as quais existe pouco consenso na crítica moderna, e é preciso lembrar que soluções rigidamente unificadas não existiam, havendo grande número de variações entre a produção dos vários mestres, alguns se inclinando para uma representação mais idealista, outros mais para o realismo, e outros ainda fazendo misturas variáveis de ambos, também variando conforme o tema tratado e as muitas escolas regionais. Essas variantes se clarificam no estudo mais detalhado das carreiras de alguns dos principais escultores do Renascimento italiano.

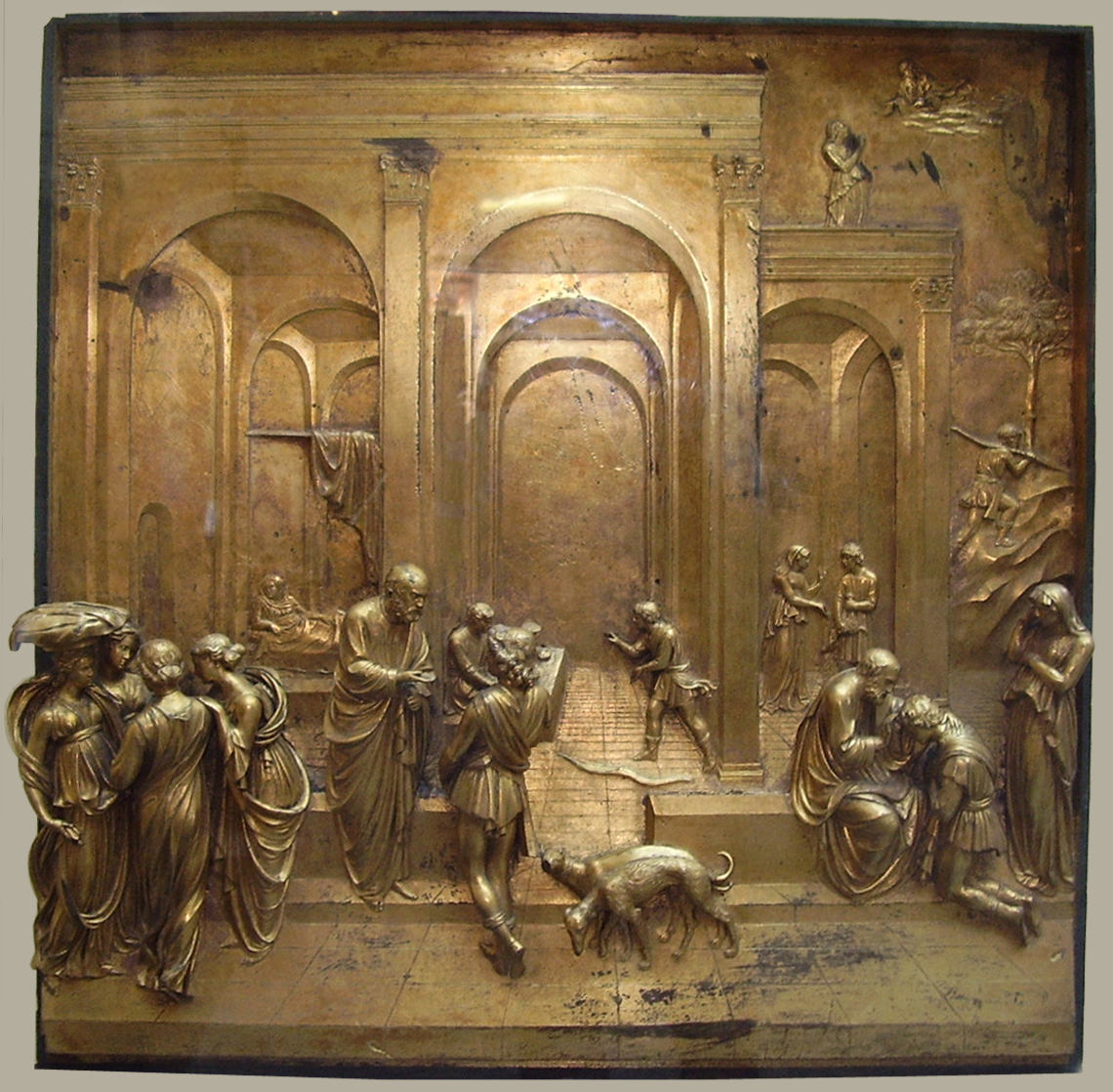
Lorenzo Ghiberti: Isaac, Esaú e Jacó, Porta do Paraíso. Museo dell'Opera del Duomo, Florença. Ilustra o uso da perspectiva na escultura.

De qualquer forma, eles estavam atentos para o fato de que toda representação não passa de uma ficção, não sendo o fato concreto ou a ideia que pretende imitar, mas procuravam fazer com que essa ficção fosse eficiente a ponto de ser um instrumento de acesso à Verdade, pois o decorum não era um simples expediente ilusionístico, mas revelador, não fazia algo parecer belo, mas fazia aparecer a verdadeira Beleza, através de um processo essencialmente ético de purgação das impurezas. A essência ilusória da arte é melhor exemplificada no sistemático uso da perspectiva, o elemento estruturador do espaço planar mais poderoso da representação pictórica e que na escultura foi usado nos relevos sob os mesmos princípios. A perspectiva implica a organização da imagem a partir de um único ponto de vista centralizado, determinando proporções entre as figuras numa progressão decrescente para aquelas que estão mais afastadas do primeiro plano, orientando também o desenho das arquiteturas e paisagens das cenas. O resultado era um espaço unificado e coerente que subordinava todos os seus elementos constituintes a um único princípio estruturador, conseguindo excelentes resultados ilusionísticos que imitavam com sucesso a percepção visual do observador de uma cena tridimensional real. O desenvolvimento da perspectiva de ponto central, a partir das perspectivas multifocais da Antiguidade, foi uma das mais importantes e seminais contribuições do Renascimento à arte do ocidente, permanecendo em uso até hoje.

#### Alta Renascença
Esta cidade de Roma, através da beneficência de Sisto... foi tão extensivamente restaurada e adornada que parece ter sido fundada de novo. —Aurelio Brandolini
Todos esses conceitos teóricos foram consolidados, sintetizados e reinterpretados na fase final do período, chamada de Alta Renascença, aproximadamente entre 1480 e 1530, quando os artistas iniciaram um processo de afastamento de suas origens artesanais buscando uma equiparação com o intelectual, a arte começou a ser vista como um bem em si mesma, desvinculada de suas obrigações sociais, surgiram as primeiras ideias de se sistematizar o ensino artístico em academias, muitas outras cidades entraram na corrente geral renascentista, e o idealismo pareceu predominar. Nesse momento Florença já não era o centro mais importante do Renascimento, tendo sido suplantada por Roma, que readquirira seu prestígio como sede do papado depois de no século anterior ter sido abandonada por Avinhão e ter caído em ruínas. Com o reinado de Sisto IV e seus sucessores, iniciou-se sua recuperação com um grandioso projeto de edificações públicas, e em torno de 1500 já podia novamente dizer que era "a cabeça do mundo". Júlio II deu um impulso ainda maior à glorificação da cidade e do papado, declarando sua liderança universal com uma filosofia de expansionismo territorial e com a reafirmação de Roma como a herdeira direta do Império Romano e dos papas como sucessores tanto de São Pedro como de Júlio César. Os literatos e oradores sacros do momento foram ainda mais longe, dizendo que ela era a nova Jerusalém, a consumação de tudo o que fora prometido pelos Patriarcas, a capital de uma nova Idade Dourada. A cidade também se tornara um importante centro financeiro, seu patriciado falido se recompusera buscando casamentos ricos entre a classe dos grandes comerciantes e banqueiros, e atraía vários artistas de primeira linha, fundando uma escola local com características próprias e deixando ali o mais expressivo conjunto de obras da Alta Renascença. Foi determinante na definição dos rumos dessa escola o patrocínio eclesiástico, com uma ordem de valores bem distinta do patronato laico de Florença e de outras comunas italianas. Além dos papas, boa parte do alto clero era ativamente interessada em arte. Segundo a análise de Arnold Hauser, somente sob o império papal pôde ser criado um estilo grandioso e realmente cosmopolita, que sintetizou as visões do antigo classicismo e fez as outras escolas de arte regionais parecerem todas provincianas. A atuação de Michelangelo em Roma na área da escultura proveu os exemplos mais perfeitos dessa síntese.

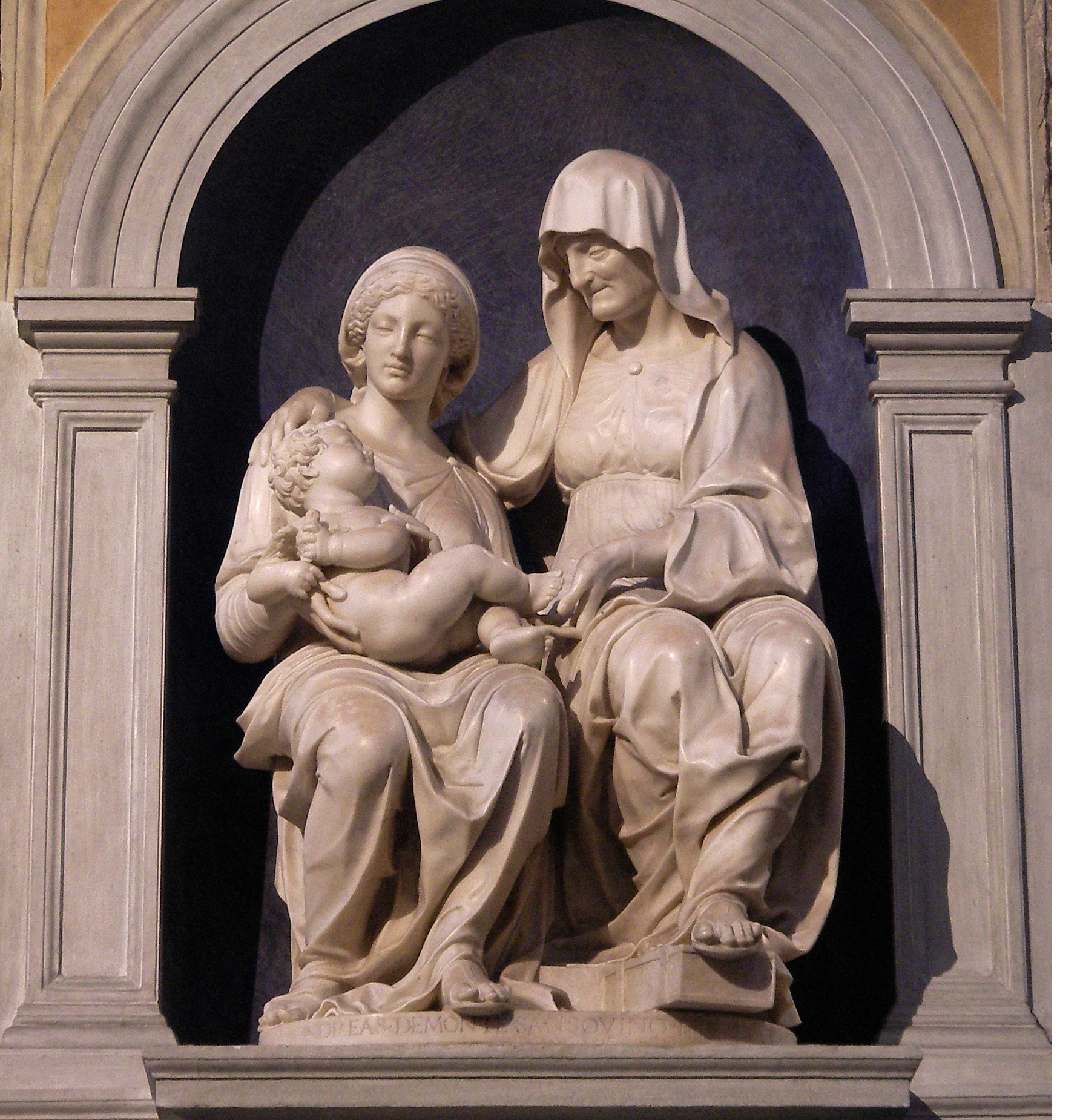
Andrea Sansovino: Madonna, o Menino e Sant'Ana, 1512. Basílica de Santo Agostinho, Roma.

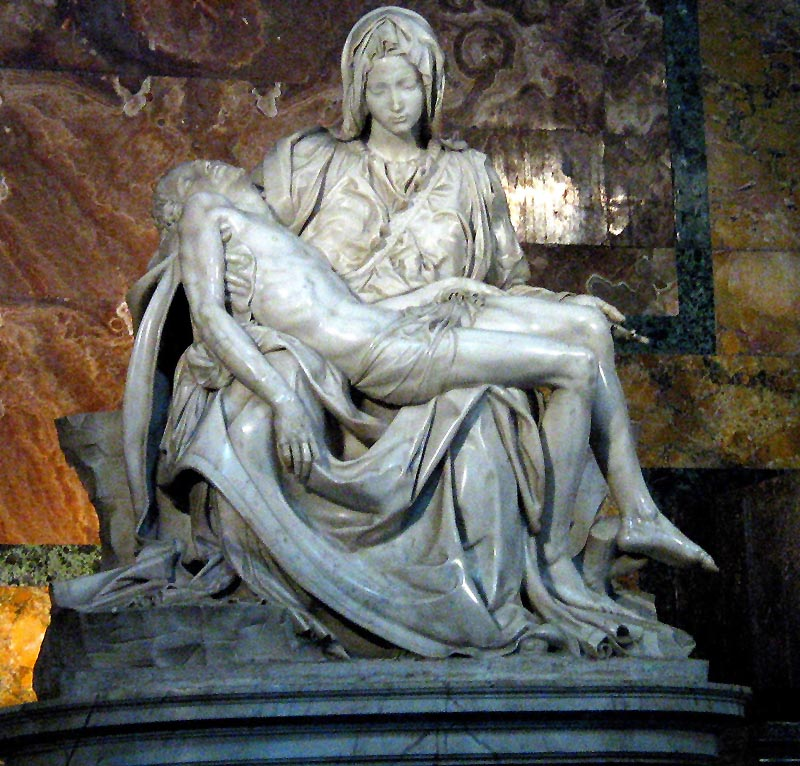
Michelangelo: Pietâ, 1498-99. Basílica de São Pedro, Vaticano.

Sem qualquer solução de continuidade com as propostas do século XV, a arte do início do século XVI continuou mantendo válido conceito de decorum e um senso de fidelidade à Natureza, e de fato parece ter estreitado ainda mais essa ligação, mas a passagem do naturalismo vivaz do Quattrocento florentino para o classicismo austero, regulado e idealista do Cinquecento romano foi conduzida por uma sociedade aristocrática imbuída de lembranças da grandeza do Império Romano e de ideais da cavalaria em extinção, que desejava impedir quaisquer mudanças sociais - numa fase em que a Itália já estava sendo invadida em vários pontos pela França, Alemanha e Espanha e a burguesia ascendia rapidamente - e estava muito mais distante do povo do que, por exemplo, o governo republicano de Florença. Essa sociedade cristalizou um código de conduta artificial baseado em pretensões descabidas a respeito de sua própria dignidade, e que tentou viver, ou antes, aparentar viver, de acordo com um esquema ético fictício, num verdadeiro teatro social, já que a história relata a arrogância da elite patrícia, os abusos de poder do papado e seu ímpeto belicoso e imperialista, o nepotismo na Igreja e a submersão do alto clero da época nos assuntos mundanos, ostentando um estilo de vida principesco, coisas que estavam entre as causas diretas da Reforma Protestante.
Para esta aristocracia o convívio social era altamente ritualizado e devia ser regido pelas leis da harmonia - moderação, sobriedade, elegância, autocontrole emocional e supressão de toda espontaneidade, até mesmo nos gestos - e afastando-se de tudo o que era considerado burguês e plebeu. Mesmo em temas trágicos o drama foi excluído, e a tendência se voltou para atmosferas contemplativas e interiorizadas, como é perceptível na Pietà de Michelangelo. As esculturas criadas para este público são formas submetidas aos princípios da economia, da dignidade, da estabilidade, da tranquilidade, da nobreza, do equilíbrio, dando-lhes uma aura majestática, atemporal e distante que está muito além do âmbito humano comum. Por outro lado, os artistas desse período puderam conceber as suas formas de um modo nitidamente mais coerente e integrado do que seus antecessores, abandonando a tendência analítica das fases anteriores que muitas vezes dava às composições um aspecto de aglomerados fortuitos de elementos díspares, mantidos juntos apenas pela necessidade e não por uma verdadeira organicidade interna; nessa nova organicidade se revela a enorme fidelidade da escultura da Alta Renascença à Natureza, e não no detalhamento dos particulares. Mas sua harmonia, embora sumamente bem conseguida em termos plásticos, tinha uma motivação utópica e artificiosa, deseja a perpetuação de um mundo que sequer existia, um mundo de paz, de elevada moral, de dignidade e equilíbrio, sem quaisquer conflitos. O particular artístico, nesse contexto, se tornava irrelevante, pois era uma arte que pretendia exibir modelos universalmente válidos, imperecíveis e incorruptíveis, em uma extensão sem precedentes na arte italiana. Não deixa de surpreender o alto sucesso dessa proposta no terreno artístico, considerando a corrupção e cinismo da sociedade que lhe deu origem, mas atesta a força de todo o corpo conceitual por detrás e pelo menos como projeto estético teve uma importância superlativa, representando o resultado de um processo continuado de busca da perfeita união entre o natural e o ideal que vinha sendo perseguido há séculos. Mesmo no terreno sacro foi uma arte de perfil profano, era destinada a aparecer como um grande espetáculo, e a literatura da época louvou mais a glória, a majestade e o triunfo seculares do que o martírio e a santidade.
Esse mundo sofreu um choque devastador em 1527, quando Roma foi invadida e saqueada pelas tropas do Sacro Império em meio a um banho de sangue, assinalando um divisor de águas na cultura do Renascimento. Os críticos modernos não chegaram a um consenso sobre se depois desse evento ainda é possível se falar em Renascimento na Itália, pois para muitos parece perfeitamente claro que a atmosfera cultural mudou drasticamente, desaparecendo a autoconfiança, o otimismo e a liberdade anteriores, dando origem a uma arte que se ainda tinha o classicismo como uma referência forte, o interpretou de outras maneiras. E não só por isso, pois outro choque foi a declaração do cisma Protestante, que minou a unidade do Cristianismo, abalou a autoridade papal e fez a Igreja Católica adotar em meados do século XVI amplas medidas para seu combate, orientando a arte sacra para outros caminhos sob um pesado manto de censura prévia. Esses argumentos parecem prevalecer entre os pesquisadores recentes, e por isso este estudo sobre a escultura do Renascimento italiano não penetra no Maneirismo.

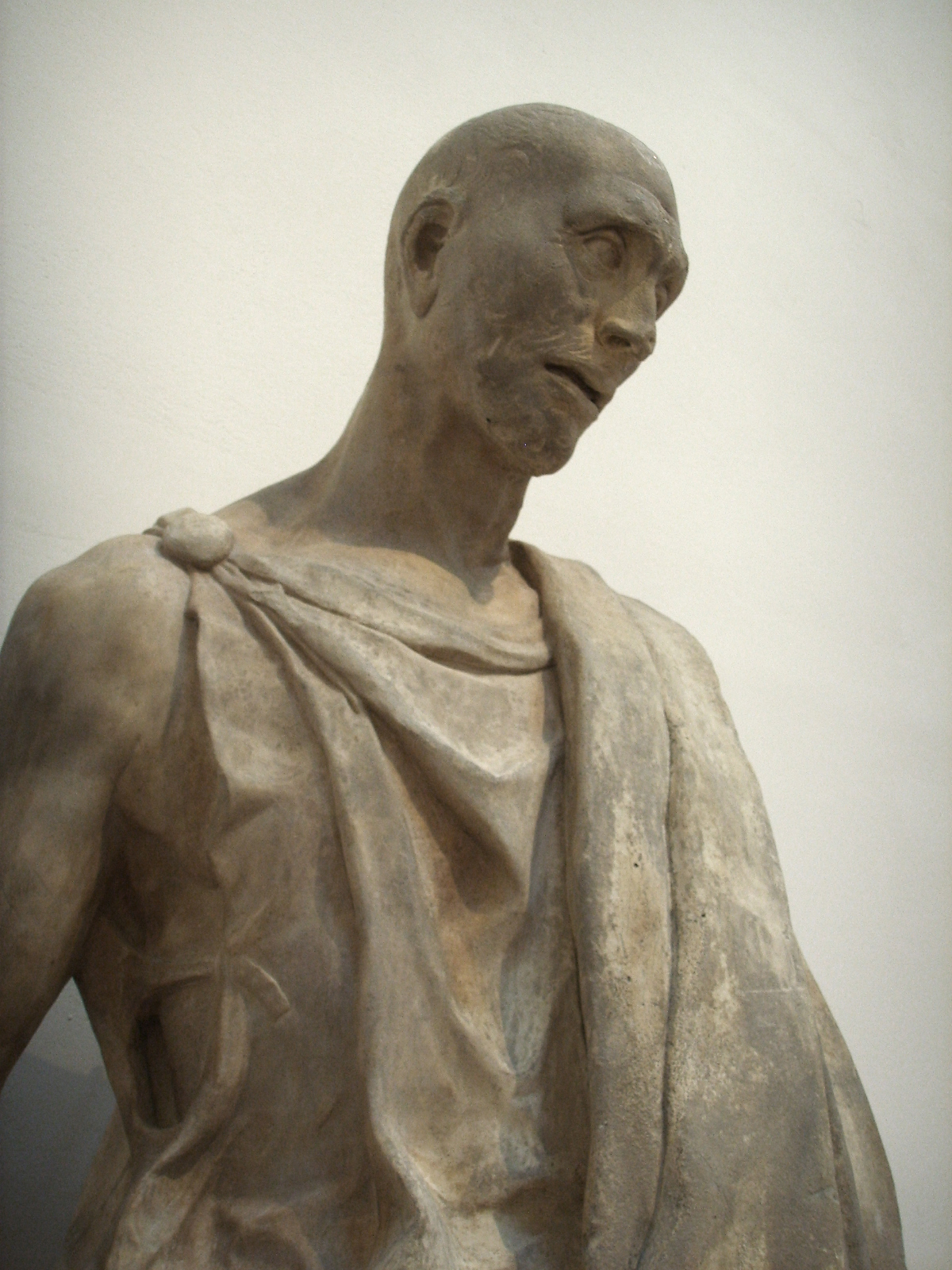
Donatello: Habacuc, 1423–35. Museo dell'Opera del Duomo, Florença.

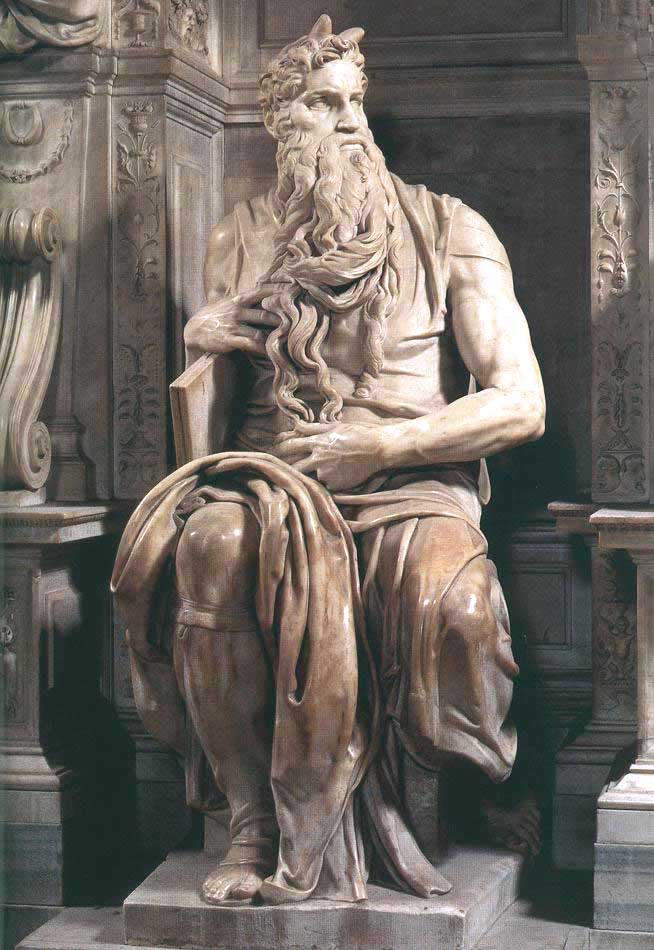
Michelangelo: Moisés, 1513–15. Basílica de São Pedro Acorrentado, Roma.

### O contexto religioso e a escultura sacra
O Renascimento tem sido muitas vezes associado com um processo de secularização da sociedade, mas isso só é em parte correto. Como provam as igrejas da época e os museus de hoje, uma enorme quantidade de arte renascentista tratou de temas religiosos, e a Igreja Católica foi de longe o maior mecenas individual dentre todos os que houve. Mesmo o debate filosófico laico dedicou muito de seus esforços no sentido de tentar melhor compreender as relações entre o Homem e Deus, e em nenhum momento surgiu qualquer questionamento sério sobre a verdade da Religião como um todo ou de seus dogmas específicos, nem o entusiasmo dos eruditos pelo classicismo pagão teve qualquer poder de deslocar o Cristianismo de seu lugar central naquela sociedade.
A estatuária sacra renascentista, como toda arte sacra do período, foi criada com o propósito de estabelecer um meio de comunicação intermediada com Deus e os anjos e santos, e como uma espécie de monumento que pudesse lembrar constantemente ao devoto os princípios essenciais da fé através de uma complexa rede de convenções simbólicas representacionais, então de domínio público, no que diz respeito a atitudes, gestos, posturas e expressões fisionômicas das figuras e ao caráter geral da composição e da narrativa. Falando sobre a abordagem da estatuária sacra, Alberti havia prescrito que os artistas preferissem modos sóbrios e dignos, sem se exceder em imagens grandiloquentes ou bizarras, pois estas pareceriam mais filhas do furor do que da virtude, e incapazes, por seu sublime demasiado, de serem alcançadas pela compreensão do público comum, falhando em seu papel pedagógico, ainda que fossem capazes de maravilhar o olhar. Mas durante a Alta Renascença se observou uma nítida inclinação para a idealização e para o sublime. Os santos, apóstolos e mártires já não podiam ser figurados com as feições do homem comum, como eles haviam sido na realidade e como haviam sido retratados na maior parte do século XV, ainda que essas feições fossem em boa medida generalistas e não específicas, mas se tornaram imagens augustas, impassíveis, graves e solenes. completamente sobre-humanas, em composições altamente ritualizadas.
Além disso, a arte sacra deve ser analisada contra um panorama maior, como parte de uma elaborada política de salvação das almas através do patronato de obras devocionais, uma vez que a salvação exigia na época uma combinação de fé com obras piedosas, obras que podiam assumir várias formas - a encomenda de missas pelos mortos, o custeio de embelezamentos de igrejas e as doações aos pobres - considerando a caridade como um dos cimentos sociais. Através desses atos o devoto ganhava o direito a uma redução de suas penalidades após a morte, permanecendo menos tempo no purgatório. Com isso foi natural que vastas somas em dinheiro fossem despendidas no financiamento de arte sacra.

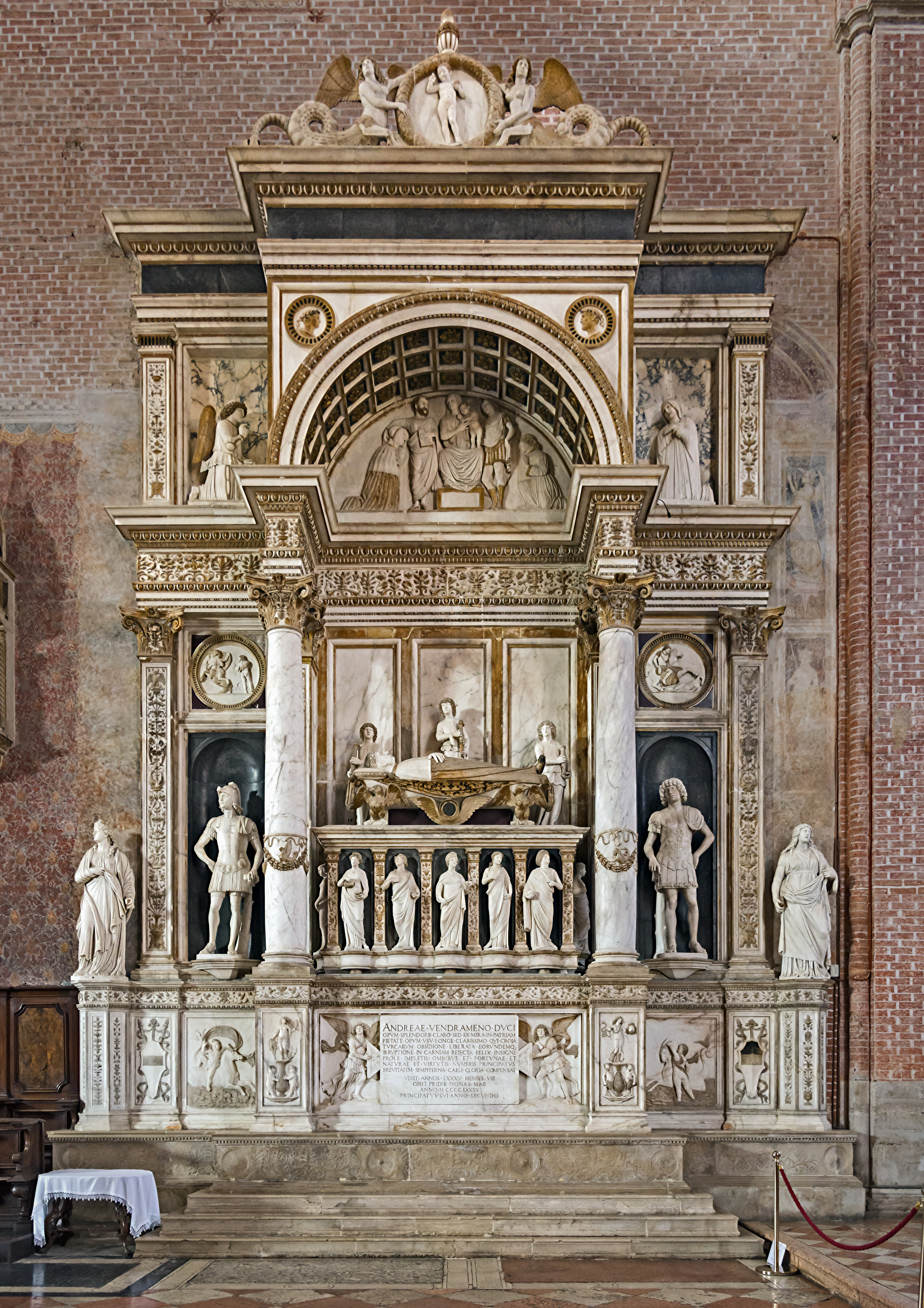
Tumba do doge Andrea Vendramin em Veneza, obra de Antonio e Tullio Lombardo.

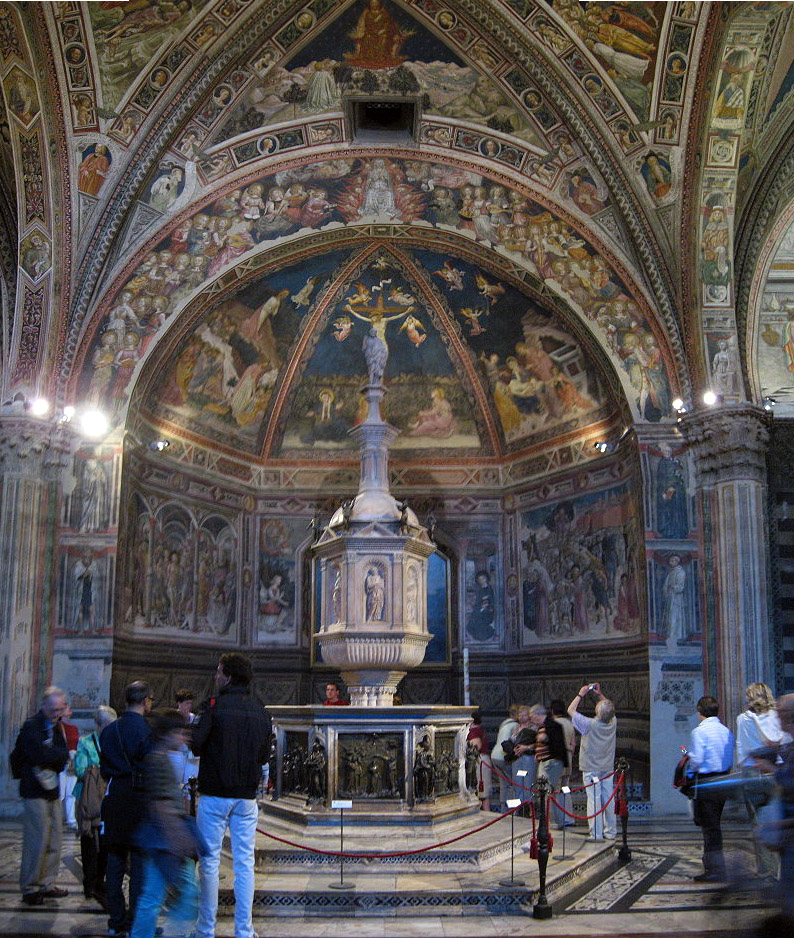
A elaborada pia batismal da Catedral de Siena, com esculturas e relevos de Donatello, Lorenzo Ghiberti‎, Jacopo della Quercia, Giovanni di Turino e Goro di Neroccio.

Sendo as preces pelos mortos outro meio de obter alívio no purgatório, se tornou uma praxe que se erguessem grandes monumentos fúnebres tanto para perenizar a memória dos falecidos e atrair a piedade de todos, como para embelezar os templos. Assim, o monumento fúnebre foi um dos grandes mercados para a escultura renascentista, e ao contrário da Idade Média, quando eles eram erguidos frequentemente muitos anos após a morte do homenageado, no Renascimento ainda em vida os indivíduos se preocupavam em criar seus túmulos. A tumba da elite italiana, que podia se dar ao luxo de encomendar um monumento dispendioso como esse, era geralmente uma construção bem elevada acima do solo, ocupando um nicho em uma igreja, com um caixão para o corpo e uma estátua, busto ou medalhão com a efígie do morto, além de uma variedade de elementos decorativos acessórios, como falsos cortinados, dosséis, brasões e estatuária, entre anjos, personagens alegóricos, imagens de santos ou do Cristo e a Virgem.
Dentro do aparato litúrgico outras peças tinham uma função proeminente, e receberam tratamento escultórico, revelando a estreita associação entre escultura e arquitetura ao longo de todo o Renascimento. Uma delas era a pia batismal, por ser onde o recém-nascido ingressava na vida cristã pelo batismo e tinha apagada a mácula do pecado original. Em muitos casos a pia estava localizada num edifício independente da igreja, como os grandiosos batistérios de Florença e Pisa. Outras peças eram o púlpito, de onde o sacerdote pregava a palavra divina, o balcão do coro, onde ficavam os cantores do culto, os tabernáculos para guarda do Santíssimo Sacramento, e os altares, que podiam ter retábulos escultóricos em relevo ou estatuária de vulto completo. Mesmo que a peça devocional principal fosse uma pintura, ela via de regra era inserida em um grande conjunto de características arquitetônicas, com muita ornamentação escultórica. Outras partes da igreja também tinham ornamentos em escultura, como as fachadas, os tímpanos dos portais, os capitéis das colunas, os relicários dos santos e vários outros detalhes.
Na esfera religiosa é interessante voltar brevemente à questão da interatividade com as estátuas sagradas, na perspectiva do contato físico, como Ghiberti havia exposto, onde a tactilidade desempenhava um papel em nada desprezível. Depois de devidamente consagrada uma estátua de um santo se tornava um meio de comunicação com ele, e especialmente entre o povo o toque era muitas vezes fundamental para o recebimento das graças solicitadas nas preces. Havia rituais específicos onde o contato direto com as imagens era uma parte integrante do culto, como em procissões em honra aos santos e em cerimônias onde o Menino Jesus era retirado dos altares, passava para os braços de várias mulheres e era beijado, e o fervor emocional que isso desencadeava gerou várias proibições de parte do clero contra os excessos, na maior parte das vezes sem efeito prático. Também naquela época mulheres piedosas costumavam possuir em suas casas estatuetas de Jesus Menino que vestiam e manipulavam como se fossem bebês.

### A representação do corpo e o nu artístico

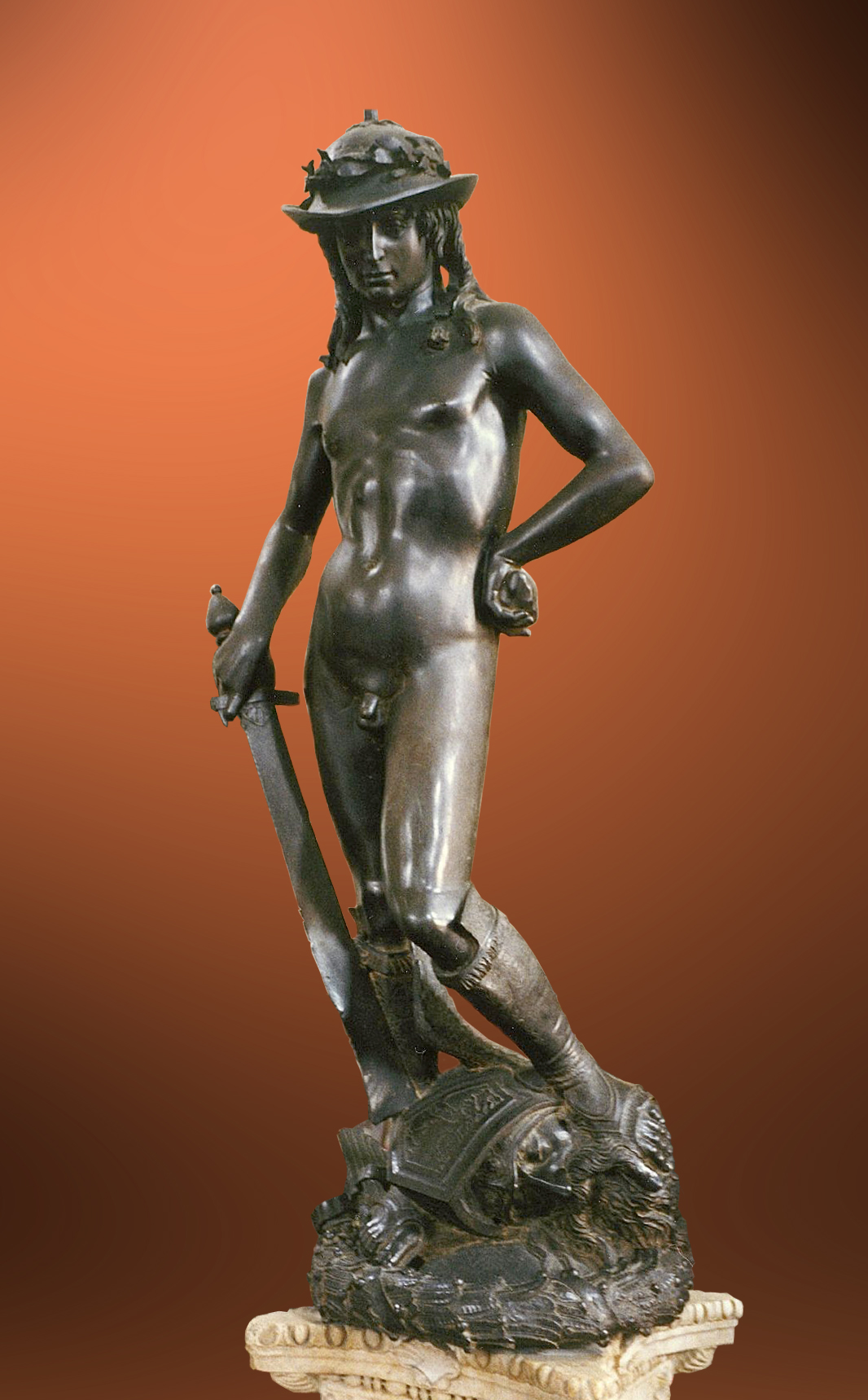
Donatello: David, 1430-1432. Museo Nazionale del Bargello, Florença.

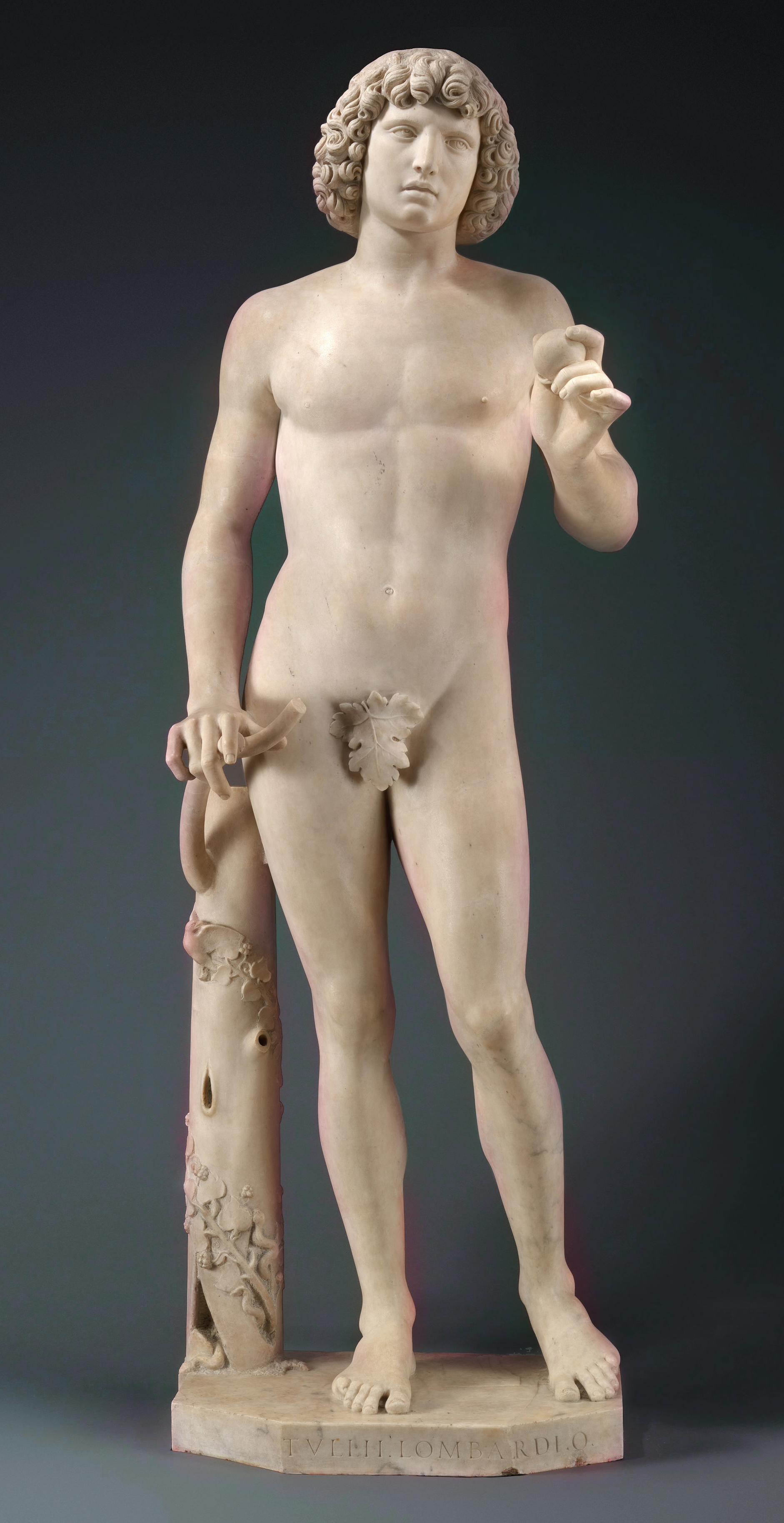
Tullio Lombardo: Adão, c. 1490-1495. Metropolitan Museum of Art, Nova Iorque

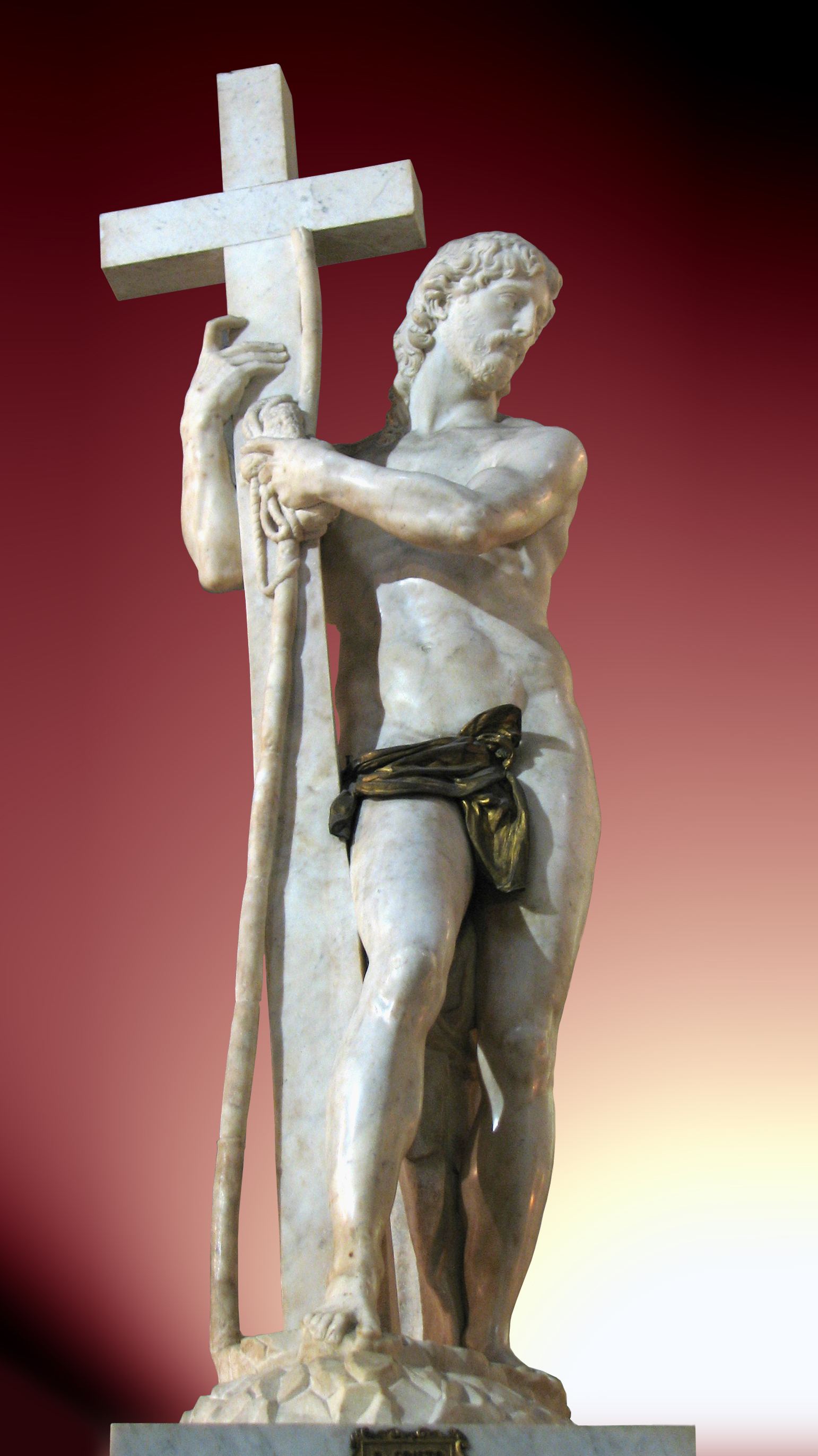
Michelangelo: Cristo redentor, 1519-1520. Igreja de Santa Maria sopra Minerva, Roma.

Depois da dissolução do mundo romano e com a crescente influência do Cristianismo, o tema do corpo humano saiu do panorama artístico. Ao contrário dos pagãos clássicos, os cristãos não cultivavam os jogos atléticos e nem tinham uma divindade que requeresse imagem, uma vez que está claro nos Dez Mandamentos que o homem é proibido de criar ídolos. Além disso, a moralidade cristã incentivava o celibato e a castidade, e o nu se tornara um símbolo do pecado a partir da lenda sobre a queda de Adão e Eva. Com base nessas ideias, se deve ao Cristianismo a destruição da maior parte do imenso acervo estatuário clássico, onde o nu tinha um papel proeminente. Depois disso o nu só apareceu muito esporadicamente, em geral nas imagens de Adão e Eva, para sinalizar a sua vergonha, a imagem do homem passou a ser muito esquematizada, abandonando-se qualquer ligação com o naturalismo, e a beleza natural do corpo humano foi completamente ignorada. Como já foi mencionado (vide seção Antecedentes), a partir do século XII iniciou o processo de recuperação do naturalismo na escultura através do ensino humanista nas universidades, bem como, pouco mais tarde, o de reaquecimento do estudo das relíquias escultóricas da Antiguidade, onde o nu é presença constante; daí que no Renascimento o nu foi restaurado a uma posição prestigiada, como um símbolo ao mesmo tempo de uma reencarnação do classicismo, e de uma nova posição do homem como o centro do universo e como um ser dotado de beleza, enaltecendo a sua forma natural como um espelho do seu espírito divino. Pico della Mirandola em 1496 sumarizou essa nova concepção em sua Oração sobre a Dignidade do Homem, onde invocando as Escrituras, exaltou o ser humano:
"Portanto, quando tudo estava criado... não havia entre seus (de Deus) arquétipos um que pudesse gerar uma nova progênie, nem havia entre seus tesouros algo que pudesse conceder como herança ao seu novo filho ( o homem)... Enfim o supremo artífice ordenou que a criatura à qual não dera nada de próprio devesse ter a posse de tudo o que era particular nos diferentes tipos de ser. Então tomou o homem, uma criatura de imagem inespecífica e, assinalando-lhe um lugar no centro do mundo, falou-lhe: Não te demos nem um domicílio fixo nem uma forma que é só tua nem qualquer função peculiar a ti somente, Adão, a fim de que de acordo com teus anelos e teu julgamento pudesses ter e possuir a casa, a forma e a função que desejares... A natureza de todos os outros seres está limitada e constrita dentro dos limites da Lei que estabelecemos. Tu, livre de todos os limites, de acordo com o livre arbítrio que te concedemos, definirás por ti mesmo os limites de tua natureza. Te colocamos no centro do mundo para que pudesses mais facilmente observar tudo que nele existe. Não te fizemos uma criatura do Céu nem da Terra, nem mortal nem imortal, de modo que com liberdade de escolha e com honra, como o criador de ti mesmo, pudesses te modelar da maneira que desejasses. Tens o poder de degenerar até as mais baixas formas de vida bruta. Tens o poder, nascido da discriminação de tua alma, de renascer em formas superiores que são divinas".
Ele apenas deu forma verbal a uma tendência que já estava presente na Itália desde o século XIII, como já era percebido nos relevos de Nicola Pisano, já citados, e depois dele um grande número de escultores trabalharam o corpo humano dentro dessa perspectiva altamente otimista e magnificada, fosse ele vestido ou nu, embora o nu aparecesse como um tema especialmente atrativo dada a sua virtual ausência nos séculos anteriores. Margaret Wertheim disse que a arte renascentista poderia quase ser resumida como um longo hino à forma humana. Imaginava-se que a nobreza de um corpo refletia a nobreza da alma; os movimentos do corpo para os renascentistas eram os movimentos do espírito vivente que o anima, e suas formas e proporções haviam sido estabelecidas por Deus com perfeição, assim como o Supremo Artista havia ordenado o cosmos perfeitamente, com todas as suas partes em harmonia. Cabia ao artista, pois, usando seus conhecimentos técnicos e sua base teórica, suas próprias observações da natureza e o exemplo deixado pelos mestres da Antiguidade, tentar se aproximar na escultura o máximo possível da obra divina natural. Para isso se tornou necessário que os artistas realizassem detalhadas investigações anatômicas, a fim de compreender melhor o funcionamento das articulações, a organização das massas musculares, a estrutura óssea subjacente, os movimentos e posturas, a distribuição de pesos. Até o período da Alta Renascença os artistas estiveram na vanguarda nesse campo, conseguindo de seus estudos mais informações técnicas do que os médicos e cientistas, ainda que a prática de dissecção de corpos fosse cercada de tabus e usualmente permanecesse proibida, e suas observações se restringissem à inspeção superficial de modelos nus vivos, registrando-as em desenhos minuciosos.
A primeira estátua de nu de vulto completo criado desde a Antiguidade foi o David em bronze de Donatello (1430-1432). Embora constitua um marco na história da arte e tenha causado sensação ao ser exibida, foi um reaparecimento discreto, já que a obra tem escala menor que a natural, mas sua juventude, tão bem representada, segundo Sorabella é um verdadeiro símbolo do renascimento deste gênero na arte do ocidente. Uma representação em tamanho natural teria de esperar ainda algum tempo para realizar-se, ocorrendo com o célebre Adão de Tullio Lombardo, esculpido entre 1490 e 1495.
O interesse pelo nu se tornou tão grande que ele apareceu abundantemente até na iconografia do Menino Jesus, como parte da ideia de ensinar ao devoto ao mesmo tempo sua humanidade e sua divindade. Mas não só o Cristo menino foi representado nu, um importante Cristo Redentor em sua idade adulta e inteiramente nu foi criado por Michelangelo entre 1519 e 1520. Não há evidências para crer que Michelangelo tenha pretendido chocar o público, e Leo Steinberg sugere que além da nudez completa ser uma referência ao conceito da nudez heroica da Antiguidade, deve ter sido vista pelo autor como um símbolo do caráter redentor de Cristo, que ao redimir a humanidade do pecado eliminou a sua necessidade de se envergonhar do corpo, pois a vergonha nascera somente depois do pecado original. Sua nudez, a rigor, se alinhava inteiramente à ortodoxia religiosa, até porque a cultura renascentista havia enfatizado a doutrina da Encarnação do Logos e da humanidade de Cristo e desenvolvera uma iconografia para demonstrá-la. Anos depois sua genitália exposta foi coberta com um manto de bronze, pois passou a ser considerada ofensiva. O interesse pelo natural, epitomizado na busca da imitação da aparência de vida, e a admiração pelas conquistas técnicas e estéticas da arte antiga, ficam claros nas palavras do humanista Poggio Bracciolini:
"Fico sumamente deliciado com as esculturas e bronzes feitos em memória dos excelentes homens de antigamente. Sou compelido a admirar seu gênio e arte, uma vez que eles transformam uma coisa muda e inerte em algo que parece respirar e falar; muitas vezes eles também representam as emoções da alma de modo que uma coisa que não sente dor nem alegria nos olha como se risse ou chorasse".
Esse desejo de poder imitar a realidade, dando à escultura uma aparência de vida, a essência do conceito de mímese, para o artista e o patrono do século XV estava inextrincavelmente ligado à funcionalidade da obra de arte, capacitando-a a cumprir seus objetivos no diálogo com o público, fosse ele o estímulo à afetividade devocional numa estátua sacra, a capacidade de reencenar de modo convincente um evento histórico para despertar o espírito cívico dos cidadãos, ou bem expressar a pura beleza de um corpo humano, a obra-prima da Criação divina, transportando o observador à contemplação da bondade de Deus e da maravilha de sua própria natureza.

### Mitologia
Desde os primeiros dias do Cristianismo o panteão greco-romano fora condenado. Chamou-se os antigos deuses de demônios, e sua religião de um engodo do Diabo para perder a humanidade, mas os modelos formais da estatuária clássica, incluindo a de culto, continuaram sendo usados pelos artistas paleocristãos, e o prestígio da estatuária pagã continuou elevado ao longo de vários séculos. Prudêncio, no fim do século IV, ainda recomendava que se preservassem as estátuas dos ídolos pagãos como "exemplos da habilidade de grandes artistas, e como adorno esplêndido de nossas cidades", e Cassiodoro relatou como ainda eram feitos esforços no século VI d.C. de se conservar esculturas antigas como testemunho da grandeza imperial para a posteridade. Contudo, logo em seguida a política do papado e do império mudou, estimulando uma assombrosa onda iconoclasta em todo o império que decretou o desaparecimento da vasta maioria do fabuloso acervo de obras de arte acumulado ao longo dos séculos anteriores.

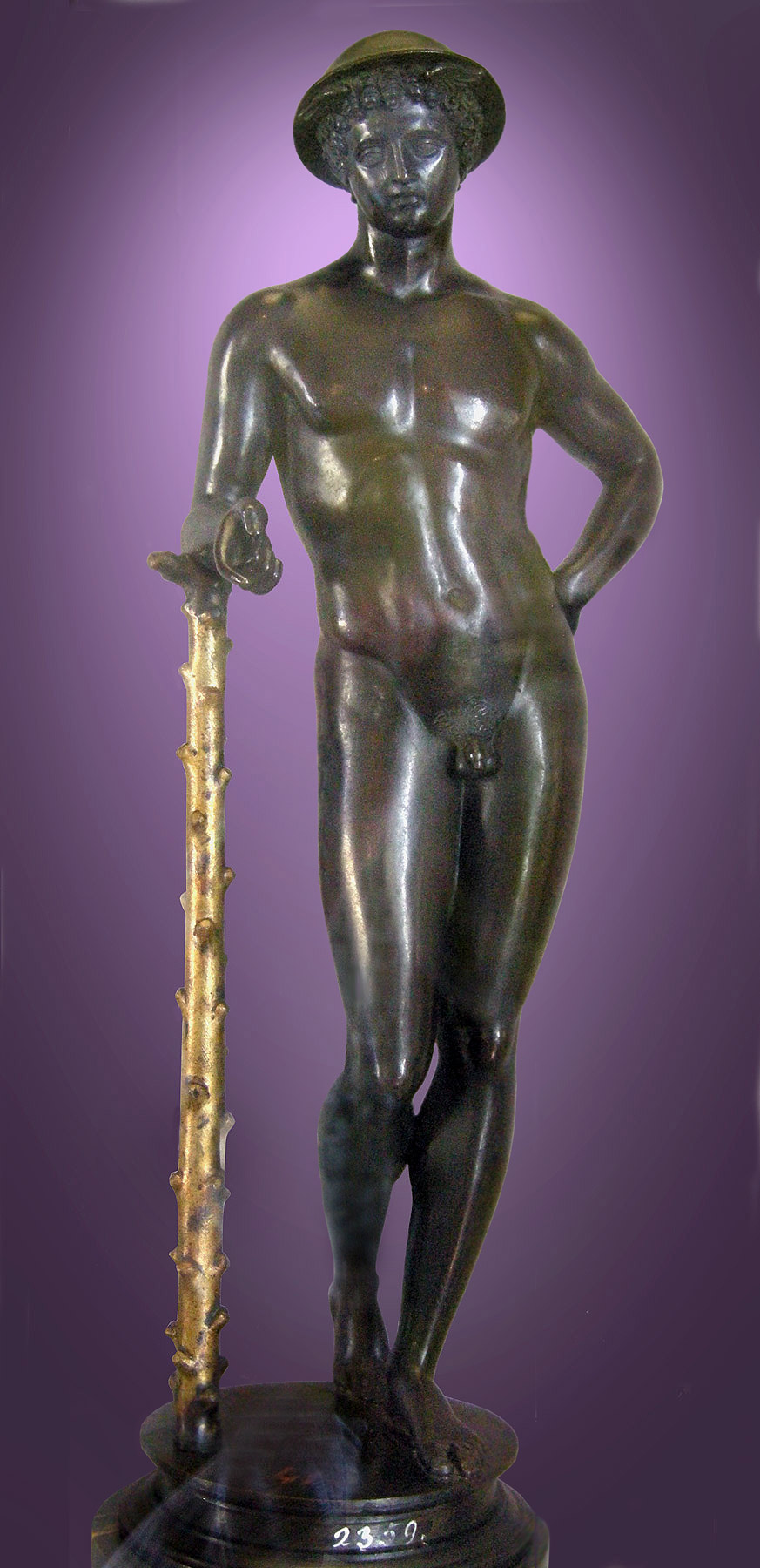
Antico: Mercúrio. Kunsthistorisches Museum, Viena.

Com a consolidação do Cristianismo em toda Europa nos séculos seguintes o "perigo" pagão foi ultrapassado, e seus mitos passaram a ser vistos mais como lendas curiosas, apenas parte da história cultural da humanidade. Entre os séculos X e XI, porém, os mitos começaram a ser reinterpretados como alegorias morais, como já o haviam sido entre os gregos e romanos, o que no século XII se tornou uma prática generalizada, e chegou-se ao ponto de rever a condenação dos antigos Padres da Igreja para encontrar na mitologia uma prefiguração das verdades cristãs, conforme havia sido sugerido por Santo Agostinho. Permanecia na cultura, porém, um folclore negativo a respeito dos ídolos pagãos, considerando-os imagens plasmadas sob a inspiração do Diabo ou obra de feitiçaria. No tempo de Dante e Petrarca os círculos ilustrados começaram a vencer essa aversão, e chegando ao século XV o interesse pelas representações dos deuses da Antiguidade havia crescido enormemente. Essa virada em parte se deve ao novo interesse pelo nu artístico, e também ao esforço dos humanistas em "salvar" a filosofia pagã através de sua interpretação sob a óptica moralizante cristã e racional, e desse modo a mitologia pôde ser "salva" em benefício da poesia da obra de arte. Os humanistas, como Cristoforo Landino e Marsilio Ficino, em suas reelaborações do Platonismo através de suas leituras de Porfírio, Jâmblico e Proclo, chegaram à requintada e altamente ética visão platônica das divindades, e os mitos antigos se tornaram então veículos de pensamento filosófico renascentista. Mais do que isso, descobriu-se neles símbolos de elevada sabedoria sob o disfarce daquelas histórias tantas vezes imorais e violentas, as mesmas verdades pregadas pelo Cristianismo, e disso se concebeu a ideia de que todas as religiões são em essência igualmente dignas, e que a forma dos mitos fora criada para proteger a Verdade da profanação vulgar. Embora essas conclusões não chegassem às camadas do povo, entre os letrados florentinos a dissolução das fronteiras entre Cristianismo e Paganismo beirou a heresia, aceitando os dogmas da Igreja apenas no seu sentido alegórico e não literal. Mas isso não passou despercebido pela Igreja, que teve meios de regular os abusos. Ficino, que dizia publicamente que Platão devia ser lido nas igrejas, em 1489 foi acusado de magia diante de Inocêncio VIII, e teve de fazer uma completa defesa com a ajuda de um arcebispo para evitar sua condenação. Problemas semelhantes enfrentou Pico della Mirandola com suas 900 teses, das quais algumas foram consideradas heréticas.
Outra parcela do resgate da mitologia se deve ao interesse renascentista pela Astrologia, onde os deuses desempenham um papel fundamental caracterizando tipos psicológicos e os mitos funcionam como modelos de comportamentos e de processos vitais. Ficino, por exemplo, imaginou sua vida e obra nos termos de um trânsito de Saturno por Aquário. Através da Astrologia os deuses antigos prestaram um grande serviço à cultura do Renascimento descrevendo vários elementos do mundo real até então sem qualquer explicação disponível. Tanto o povo como os nobres e mesmo membros do clero faziam consultas amiudadas a astrólogos profissionais, e se tomavam decisões em função do que os astros, cujos nomes eram nomes de deuses pagãos, previam. Ademais, como os vários mitos expressam uma ampla gama de situações muito próximas do mundo dos humanos, diferentemente da religião cristã e seus ideais de pureza, altruísmo, penitência, renúncia ao mundo, caridade e doação da própria vida em benefício do próximo, tantas vezes utópicos e inalcançáveis para a experiência do povo comum e mesmo da elite, a representação mitológica se tornou um veículo perfeito para se dar voz ao que ainda não tinha uma - a infinita pletora de nuanças de sentimentos especificamente humanos e comuns a todos, que interessavam a todos, sendo um manancial inesgotável de inspiração e oferecendo um vasto repertório de tipos descritivos da diversidade humana. Não foi nada mais natural que depois da segunda metade do século XV os modelos formais da arte pagã deixassem de apenas inspirar a escultura dessa civilização cristã, os deuses passassem a ser figurados em suas verdadeiras identidades, e o mercado para esculturas e estatuetas de deuses e semideuses se expandisse. Ainda que os deuses não tenham aparecido tão frequentemente na escultura como o fizeram na literatura e na pintura, sobrevivem vários exemplos significativos. Um grande conjunto mitológico foi deixado por Francesco Laurana e outros em Rimini, em torno de 1450, apinhando a Capela dos Planetas da Igreja de São Francisco com um cortejo de sibilas, personificações das artes liberais, signos do zodíaco e deuses como Marte em sua carruagem, Vênus com suas pombas, Saturno com sua foice, Apolo e as Graças, e vários outros. Logo em seguida Antico liderou uma moda de criação de estatuetas de deuses de caráter decorativo que conheceram uma aceitação em larga escala, e na Alta Renascença Michelangelo deixou uma grande obra em seu Baco ébrio.

### Outros grupos temáticos
Dentro das representações do corpo ganhou destaque o retrato, que desde o fim da era romana havia sido pouco cultivado na Europa, e que no Renascimento recebeu novo impulso numa cultura de glorificação da fama e da personalidade individual. De início os retratos seguiam as convenções medievais de impessoalidade e esquematismo, criando tipos genéricos antes do que imitações fiéis da Natureza. Mas em meados do século XV passou a ser dada grande atenção à representação fisionômica verossímil, capaz de estabelecer a identidade do modelo de forma mais verdadeira. O gênero se popularizou nessa época em que o indivíduo era valorizado como um ser único, diferente de todos os outros e não como apenas parte de uma massa coletiva amorfa e indistinta, mas na escultura ele não foi tão prolífico quanto na pintura, ainda que quase todos os artistas do período deixassem uma ou outra obra neste gênero, sejam em busto, estátua em tamanho natural ou monumento fúnebre. Alguns até se tornaram especialistas, como Desiderio da Settignano e Francesco Laurana. Duas tendências principais se observam - o idealismo, cujos melhores representantes são estes dois mestres citados, e o realismo, inspirado na retratística romana, com exemplos importantes de Donatello, Mino da Fiesole e Verrocchio, entre outros. Além das obras de grande porte, o retrato encontrou no Renascimento um fértil campo de exploração na medalhística, uma categoria até há pouco tempo negligenciada pelos historiadores da arte como um subtópico da numismática. Sua importância está em que constitui uma fonte iconográfica insubstituível para muitos personagens do período que não tiveram sua efígie registrada de outra maneira. Diferentemente das moedas, as medalhas tinham uma função comemorativa, e as vantagens de poderem ser encomendadas por pessoas de poucos recursos para a perenização de sua memória e ser reproduzidas em grande número, circulando com grande facilidade - foi encontrada uma medalha renascentista até na Groelândia. Além da efígie, usualmente continham uma inscrição que explicitava um princípio que melhor definia o caráter ou vida da pessoa, ou fazia uma alusão ao motivo da cunhagem, e no verso podiam conter alguma cena narrativa como ilustração adicional. O gênero foi iniciado por Pisanello, aparentemente seguindo uma sugestão de Alberti para comemorar o Concílio de Florença em 1439. Apesar de suas dimensões reduzidas, nas mãos de um escultor habilidoso se transformavam em preciosas obras de arte.
Entre as formas menores da escultura estavam as peças meramente decorativas usadas para adorno de palácios urbanos e villas rurais. A temática era muito variada, incluindo imagens de animais reais ou fantásticos, fontes, bustos, figuras alegóricas ou eróticas, monstros mitológicos ou até peças de caráter cômico, instaladas para a surpresa e o deleite dos visitantes nas fachadas, pátios e jardins. Algumas villas dispunham de uma gruta artificial com decorações internas ou um ninfeu (nymphaeum), um espelho d'água cercado por estátuas de divindades greco-romanas. Também nesse grupo podem ser incluídos objetos decorativos domésticos em bronze como candelabros e vasos de vários tipos, além de mobiliário entalhado em madeira, e elementos arquiteturais variados em pedra como bocas de lareira, frisos, arcos, molduras.

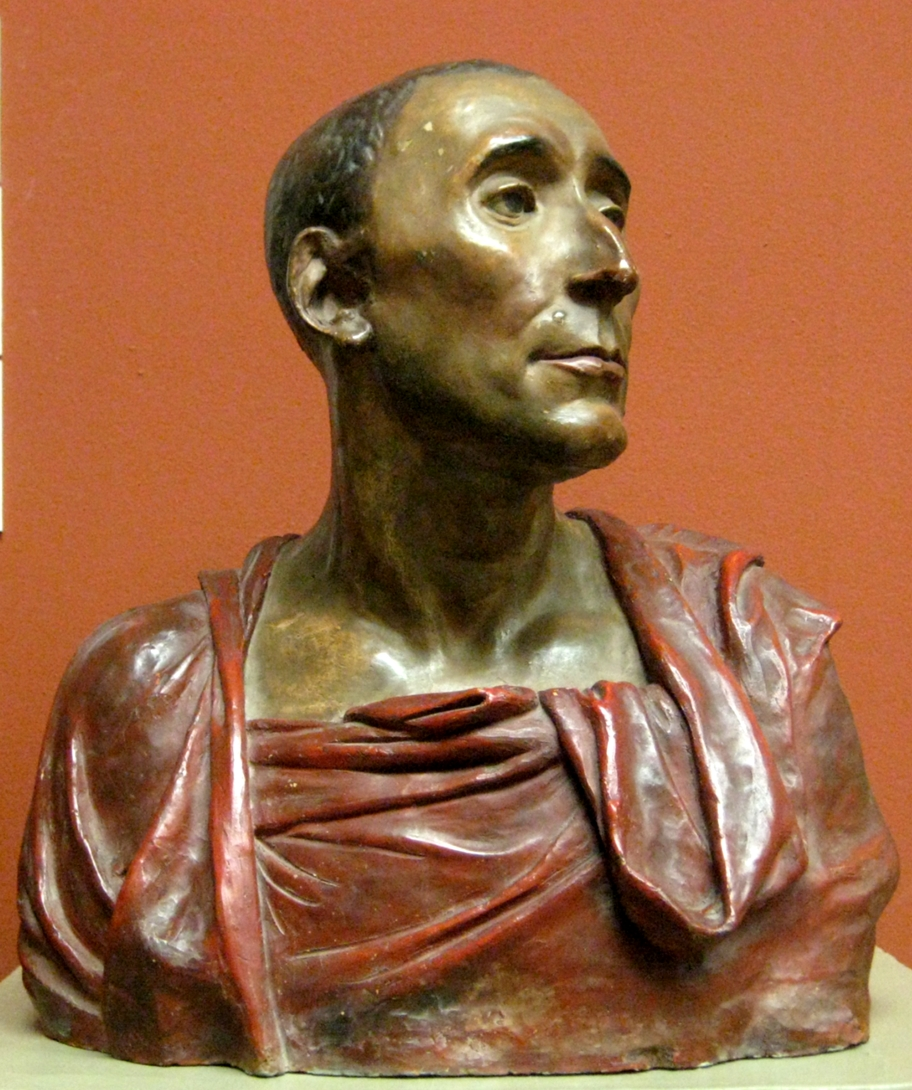
Atribuído a Donatello: Retrato de Niccolò da Uzzano, c. 1432. Cópia do Museu Pushkin, Moscou
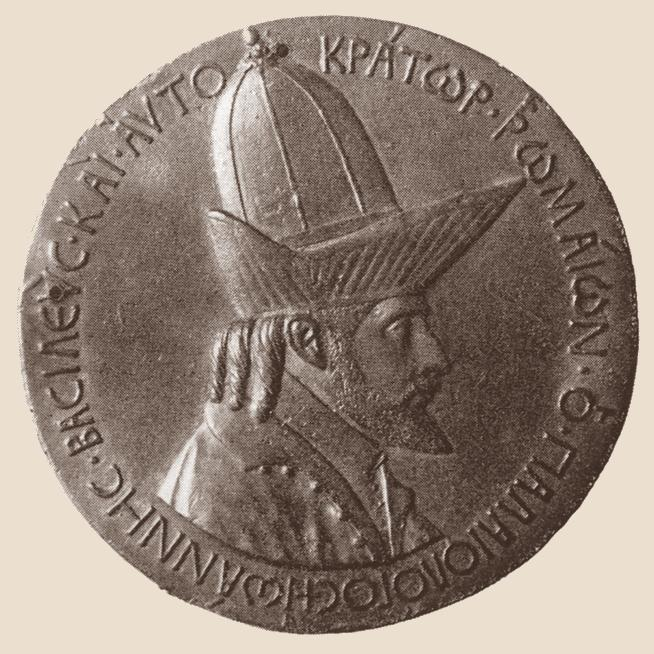
Pisanello: Medalha de João VIII Paleólogo, 1438, recto. Biblioteca Nacional da França, Paris
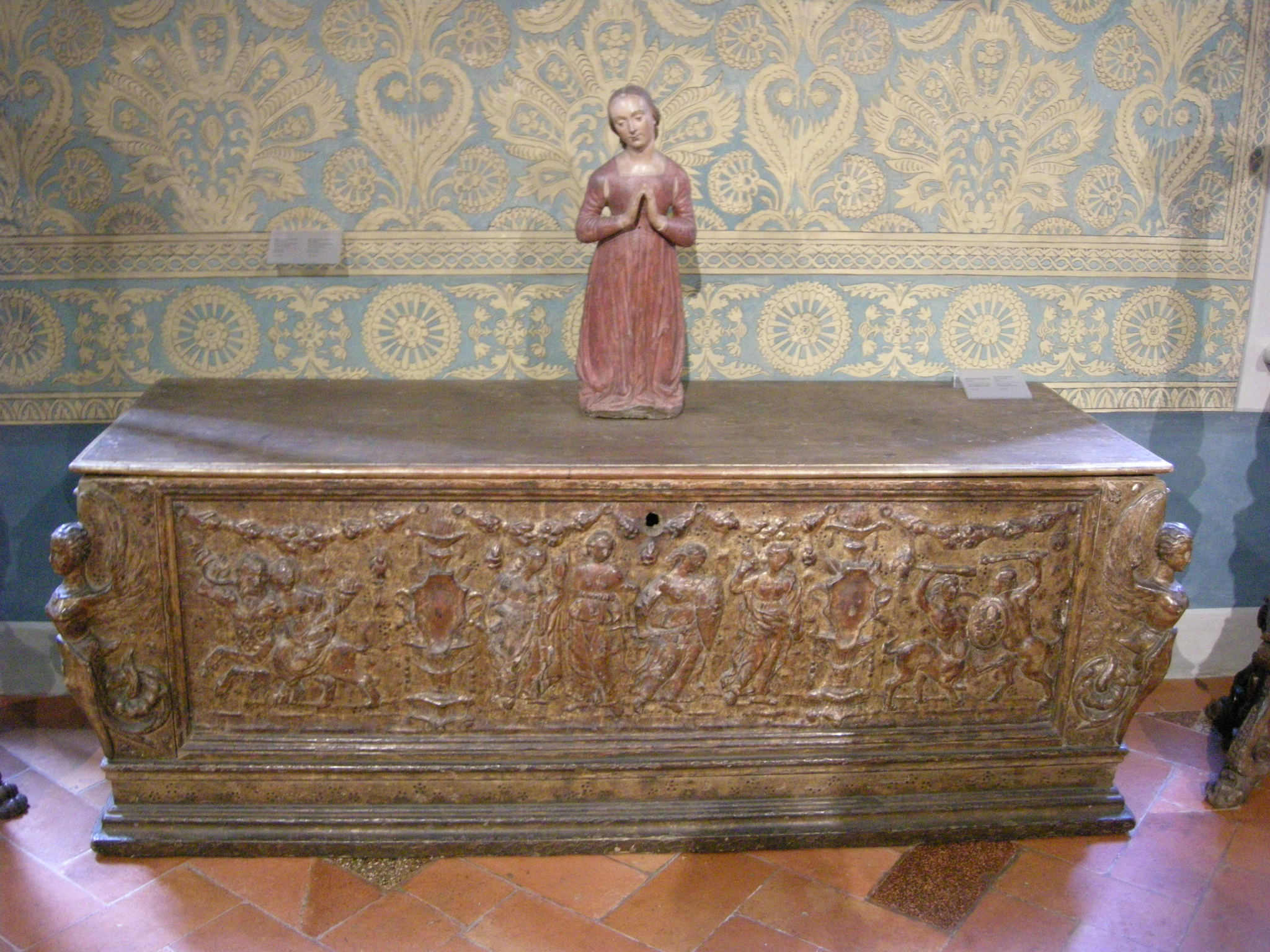
Arca decorada, oficina dos irmãos Pollaiolo, século XV
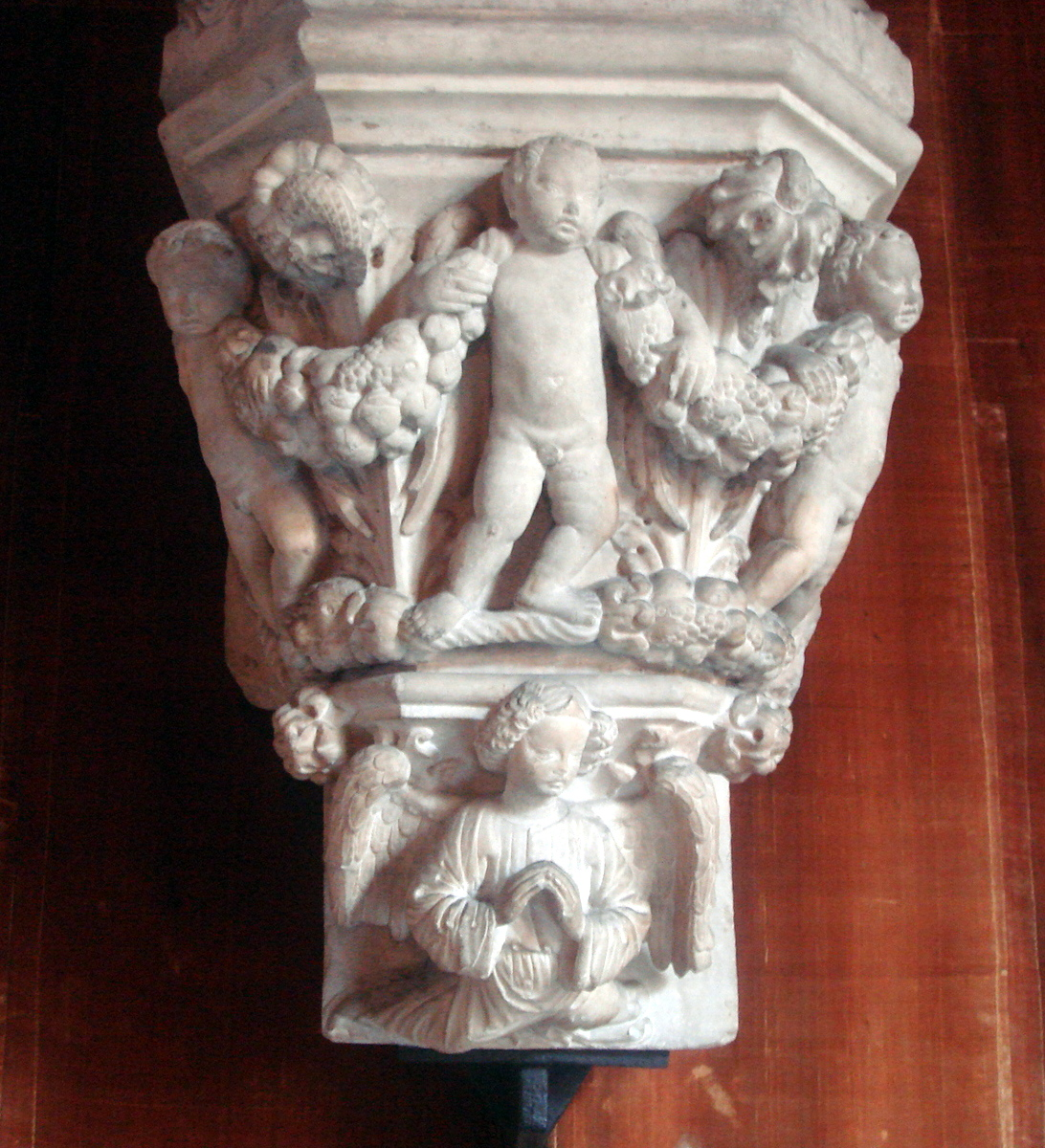
Anônimo: Capitel decorado, século XV. Capela do Castello Sforzesco, Milão

### Técnicas de escultura
A prática da escultura começava pelo desenho. Depois de realizar esboços preparatórios para definir a composição geral, o escultor em mármore tomava o bloco de pedra bruta e desenhava sobre ele as formas gerais que havia concebido. Em seguida passava à talha da pedra, primeiro com um cinzel de ponta e mais adiante com um dentado. Chegando próximo à forma definitiva, usava um cinzel com dentes menores, próprio para definir detalhes. O polimento era dado com pedra-pomes e lixas. Muitas vezes o escultor antes de passar ao mármore fazia um modelo em argila, gesso ou cera para ter uma visão mais clara de seu objetivo, possibilitando-lhe corrigir erros de composição ou mudar sua ideia inicial, já que o mármore não admite correções extensas a meio do caminho. Uma peça especialmente importante podia requerer a confecção de um modelo no mesmo tamanho da obra definitiva e com grande grau de detalhamento, e deste modelo, através de um engenhoso mecanismo de translado de medidas chamado de ponteamento, se as transferiam para o bloco de pedra, possibilitando que nele se produzisse uma cópia muito fiel do modelo. A escultura em madeira não requeria tantos cuidados, pois a maleabilidade do material e a facilidade de adição, supressão ou troca de partes, cujas emendas desapareciam sob a camada de policromia, facilitavam grandemente o trabalho. Outra técnica era a da terracota, com peças criadas em argila e depois cozidas em um forno para lhes dar durabilidade. Se deve a Luca della Robbia e a Andrea della Robbia o desenvolvimento de uma técnica de vitrificação da terracota, o que lhes emprestava resistência ainda maior e permitiu que se produzisse peças de grandes dimensões que podiam ser instaladas ao ar livre. Muitas vezes eram usados moldes, que reproduziam uma mesma obra várias vezes, a ponto de a oficina de Andrea della Robbia ter se tornado uma verdadeira indústria e espalhado suas criações por uma grande região da Itália e mesmo pelo exterior.

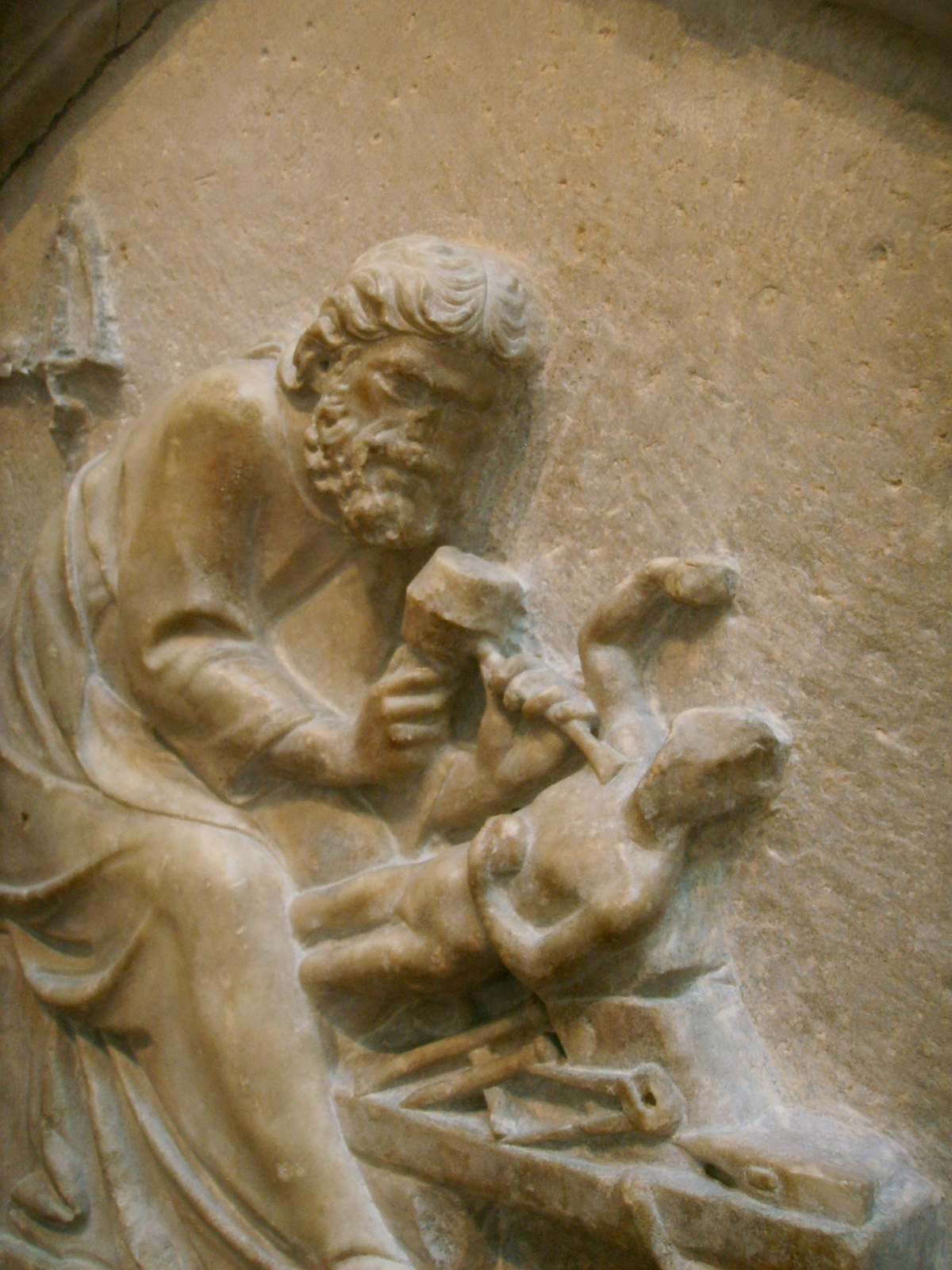
Nicola Pisano: detalhe do relevo Fídias ou a arte da escultura, 1334-1336. Museo dell'Opera del Duomo, Florença.

A escultura em bronze era cerca de dez vezes mais dispendiosa do que uma em mármore. Em geral as oficinas de bronzistas tinham todo o aparato para fundir sua produção, e mesmo que não o tivesse, o perigoso e trabalhoso processo de fundição era invariavelmente supervisionado pelo mestre encarregado da encomenda. Entretanto, até a segunda metade do século XV somente peças de pequenas dimensões podiam ser realizadas em bronze, pois ainda não se havia redescoberto a técnica da fundição indireta com cera perdida, de modo que as estátuas permaneciam maciças. A fundição direta requeria a criação de um modelo em cera como se fosse a obra definitiva, em seus mínimos detalhes. O modelo era então recoberto com uma capa de argila refratária, deixando-se alguns orifícios abertos nesse invólucro. Seco o conjunto, era aquecido em um forno que ao mesmo tempo cozia a argila, dando-lhe resistência, e derretia a cera, que escoava pelos orifícios deixando o interior oco. Depois de frio, o bloco se tornava o molde para a fundição, e o bronze derretido era introduzido no oco deixado pela cera. Depois do metal esfriar, o molde era quebrado e se retirava a cópia em bronze. Esse método tinha a vantagem de permitir a realização de obras muito detalhadas, mas no processo o modelo original era destruído, não se podiam retirar outras cópias, e se a fundição por qualquer motivo falhasse, todo o trabalho se perdia.
A redescoberta da técnica indireta possibilitou o barateamento da produção e a criação de obras em grande escala, pois a escultura resultante era oca. O primeiro passo era realizar um modelo em argila ou cera como se fosse a obra definitiva. Este modelo era então coberto com uma camada de gesso que criava um molde, de modo que pudesse ser removido depois em seções separadas. Quando o gesso secava era removido parte a parte, e o modelo original era salvo para uso futuro. Então o conjunto era recomposto como um quebra-cabeças e o interior preenchido com cera líquida. Antes que a cera secasse completamente, era removido o excesso, deixando o interior do molde com uma fina camada de cera aderida, o que formava o intermolde, oco. Por dentro desse oco se vertia gesso líquido, que depois de seco formava o cerne. Então o bloco era perfurado com finos pinos de metal que atravessavam sua superfície, penetravam a cera do intermolde e se fixavam no cerne. Isso era necessário porque a seguir o bloco era aquecido, a cera derretia e extravasava por orifícios no molde externo, e os pinos metálicos mantinham o cerne na posição original, deixando uma camada oca entre ele e o molde externo que era preenchida na etapa seguinte, quando se derramava bronze derretido no espaço deixado pela cera. Depois que o metal esfriava, o molde exterior e o cerne de gesso eram removidos, a estátua recebia polimento, limavam-se excrescências imprevistas e se podiam aplicar detalhes adicionais ou preencher lacunas numa técnica a frio. Depois de acabada a fase de polimento, geralmente a estátua era dourada, em parte ou no todo, com uma finíssima camada de ouro, aplicada com fogo. Neste método indireto a obra original se preservava e o processo podia ser repetido várias vezes, retirando várias cópias do mesmo modelo.

## Legado
O legado principal da produção do Renascimento foi a fundação da escultura moderna. Estabeleceu um corpo de teoria e uma série de procedimentos técnicos e disciplinares que foram de importância central para a evolução de toda a escultura europeia do século XVI, e esse legado permaneceu influente até que as vanguardas modernistas do século XX colocassem abaixo tudo o que era tradição na arte do ocidente e descartassem tanto idealismo quanto naturalismo no terreno artístico. A principal linha de transmissão da tradição renascentista para as gerações seguintes foi criada por Michelangelo, que havia iniciado sua carreira na Alta Renascença com obras classicistas e a partir da década de 1520 desenvolveu um estilo maneirista que criou larga escola. Seu contemporâneo, Giorgio Vasari, de acordo com a perspectiva evolucionista linear daquele período, disse que a escultura do século XV havia chegado a um ponto tão próximo da imitação da verdade da Natureza que pouco faltava para os escultores de sua época levá-la à perfeição, o que só teria sido conseguido com Michelangelo. Chamado de divino, ele estabeleceu uma reputação quase opressiva para outros escultores, sem nenhum que se erguesse à sua altura, sendo todos comparados a ele em termos menos favoráveis pelos críticos do século XVI.

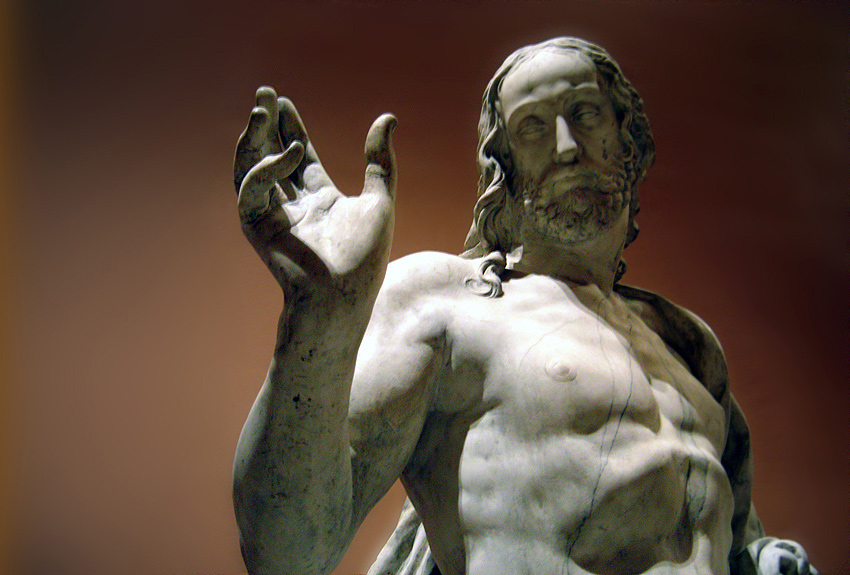
Germain Pilon: Cristo ressurreto, antes de 1572.

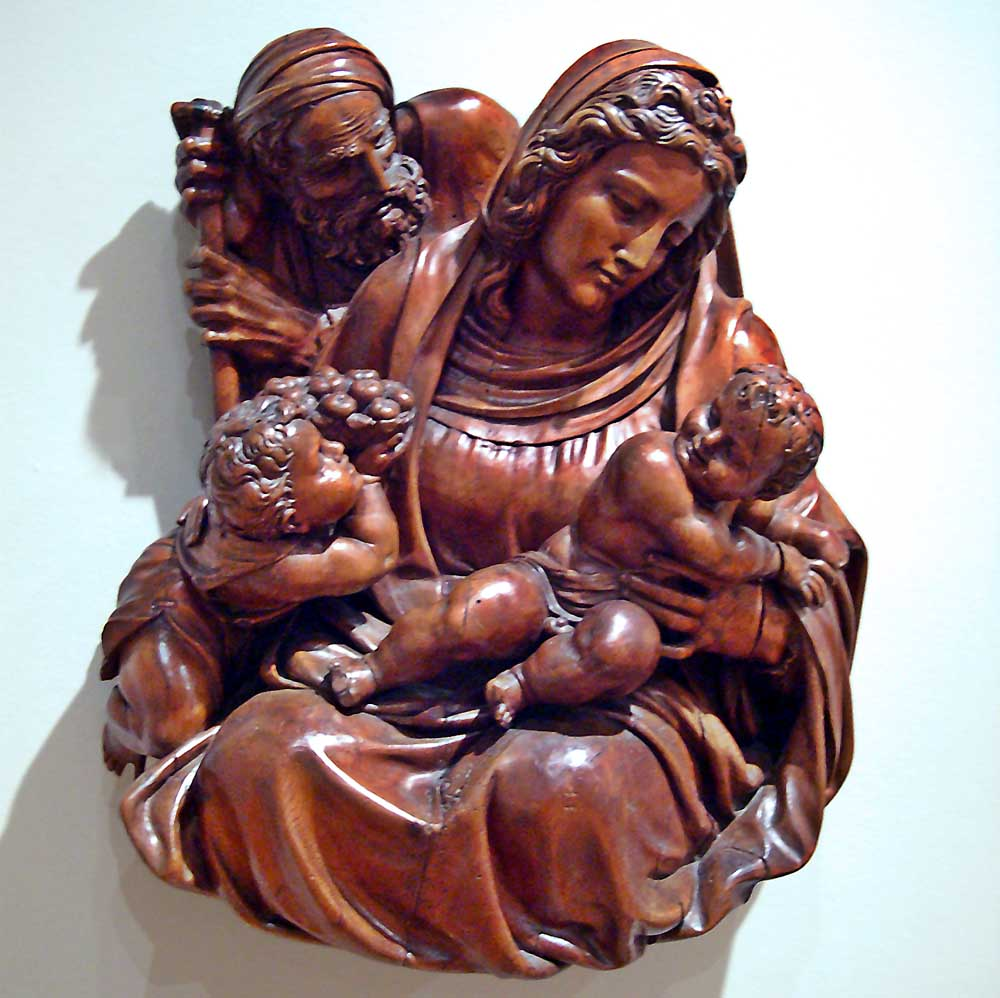
Diego de Siloé: Sagrada Família.

Mas concentrar a análise do impacto da escultura renascentista italiana sobre toda a Europa nesta sucessão individual é enganoso e reduz muito a amplitude do processo. Desde o início do Renascimento os intercâmbios comerciais e culturais de Florença com outros pontos da Europa lançaram as primeiras sementes da difusão do estilo toscano fora da Itália. Com o passar do tempo a influência se intensificou, e mestres italianos entre o fim do século XV e o início do século XVI já trabalhavam em outros países, outros iam para a Itália para receber sua formação ou aperfeiçoamento e nesta altura a Itália era a principal referência da cultura europeia. Francesco Laurana atuou na França e ali Francesco Primaticcio foi um dos fundadores da Escola de Fontainebleau, que influenciou Jean Goujon e Germain Pilon. Andrea Sansovino trabalhou em Portugal e na Espanha, Pietro Torrigiano na Inglaterra e Espanha; os espanhóis Alonso Berruguete, Diego de Siloé e Juan de Juni estudaram na Itália, todos esses figuras de atuação destacada na escultura desses países, além do que obras de arte eram importadas em grande quantidade da Itália e peças célebres circulavam amplamente através de reproduções em gravura. Quando a Itália entre fins do século XV e início do século XVI foi invadida pela França, Espanha e Alemanha, uma enorme quantidade de esculturas e outras obras de arte foi saqueada e levada para o estrangeiro. Com essa verdadeira inundação de referências materiais dificilmente algum ponto da Europa pode dizer que ficou inteiramente imune ao espírito do Renascimento como ele foi formulado na Itália, ainda que esse espírito em cada lugar tenha se mesclado a estilos autóctones, principalmente versões do Gótico, que deram origem a uma vasta multiplicidade de escolas regionais.
Do século XVII em diante a influência italiana direta começou a declinar e outras estéticas assumiram o lugar da renascentista, mas o que se produziu em escultura fora da Itália então não pode ser imaginado se não houvesse ocorrido antes a inseminação italiana, e mesmo a que surgiu na península cresceu sobre aquelas raízes renascentistas.
A escultura renascentista italiana desenvolveu recursos técnicos que possibilitaram um salto imenso em relação à Idade Média em termos de capacidade de criação de formas livres no espaço e de representação da natureza e do corpo humano. Renovou o próprio sentido da representação, fez renascer os gêneros do retrato e do nu, que tiveram uma carreira fertilíssima depois, contribuiu para dar ao artista um status mais prestigiado na sociedade e para estimular o interesse geral pela história antiga. Seus fundamentos teóricos procuraram definir-lhe um papel socialmente significativo, defendendo valores humanistas elevados como o heroísmo, o espírito público e o altruísmo, que são peças fundamentais para a construção de uma sociedade mais justa e livre para todos, embora esta arte tenha sido muitas vezes usada como veículo de glorificação de visões políticas hoje tidas como injustas e da personalidade vaidosa dos poderosos. Finalmente, a enorme produção escultórica que sobrevive, tanto na Itália como dispersa por inúmeros museus do mundo, continua a atrair multidões, é usada por professores como instrumento educativo de seus alunos e por acadêmicos no conhecimento do período como um todo, e constitui parte significativa da própria definição de escultura ocidental. Embora os estudos sobre o Renascimento italiano em todas as suas expressões sociais, culturais, políticas e religiosas tenham se multiplicado assombrosamente no século XX, explorando áreas ainda pouco compreendidas e oferecendo uma série de novas perspectivas que muitas vezes têm contestado e revisado muitos conceitos consagrados historicamente, nas artes - salvo a respeito de Michelangelo e em menor extensão Donatello - o tópico específico da escultura têm permanecido relativamente à margem do interesse dos acadêmicos, que se voltaram principalmente para a pintura, a literatura e a arquitetura, e está ainda à espera de um tratamento em separado com mais profundidade.

## Apêndice: alguns representantes principais

### Jacopo della Quercia

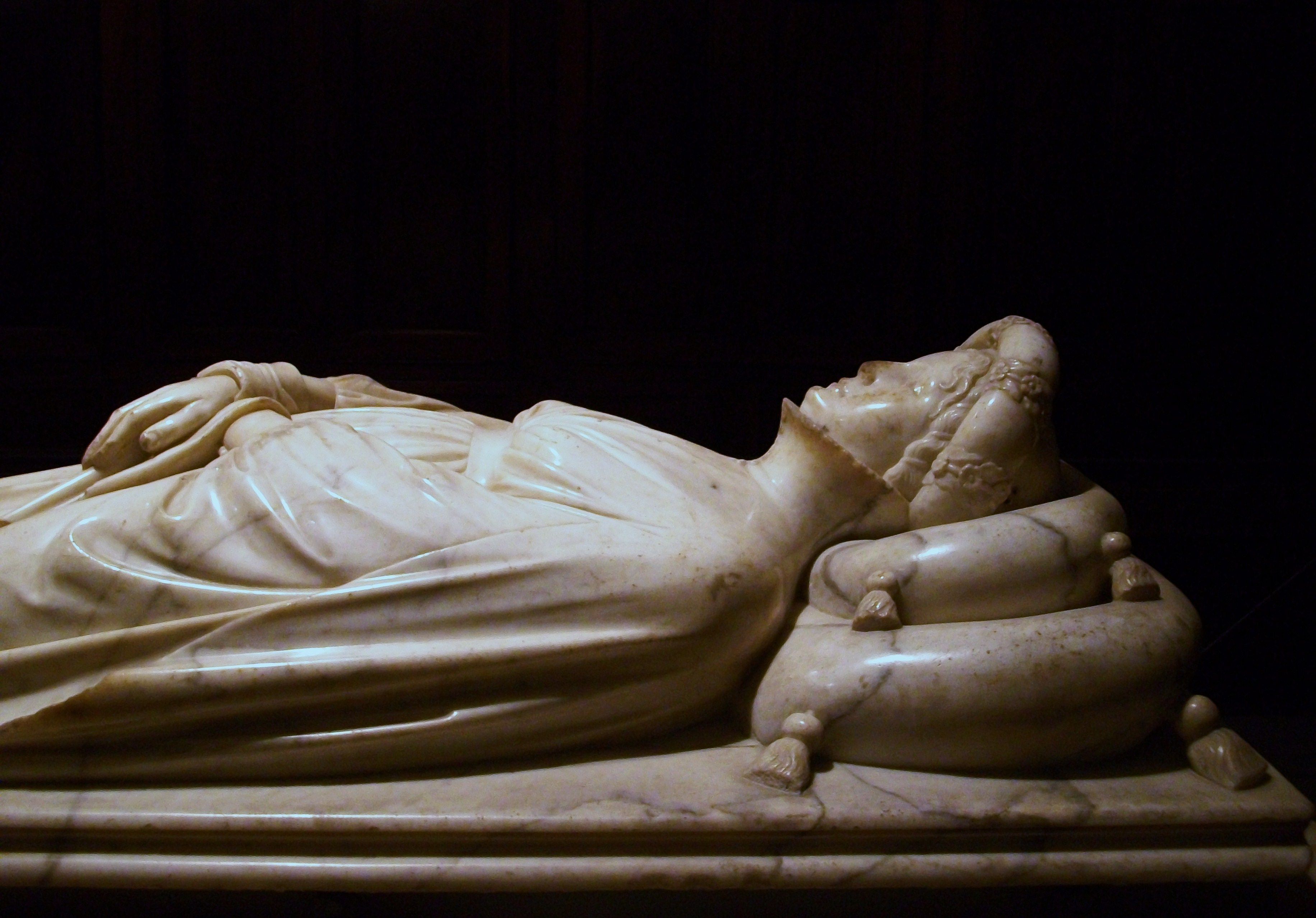
Jacopo della Quercia; Detalhe da Tumba de Ilaria del Carreto, 1406-1408, Catedral de Lucca

Jacopo della Quercia (Siena, 1374 - Bolonha, 1438) foi o maior representante da escola sienense de escultura e um dos mais originais mestres do início do século XV, influenciando Michelangelo e vários outros. Era de uma família de artistas. Em c. 1406 produziu a Tumba de Ilaria del Carretto, na Catedral de Lucca, que só sobrevive em parte, e em 1408 uma estátua da Madonna com o Menino Jesus, em Ferrara. Um ano depois recebeu a encomenda para uma grande fonte pública em Siena, a célebre Fonte Gaia, e ao mesmo tempo se envolveu em uma grande encomenda para Lucca, uma estátua de um apóstolo, um altar e uma tumba, além de relevos para uma pia batismal em Siena. A quantidade de trabalho fez com que entregasse várias partes a assistentes. Sua principal obra foi o relevo do portal da Basílica de São Petrônio em Bolonha, cujo vigor o levou a ser comparado com as conquistas de Masaccio na pintura da figura humana. Em 1435 foi indicado arquiteto-chefe da Catedral de Siena.

### Lorenzo Ghiberti

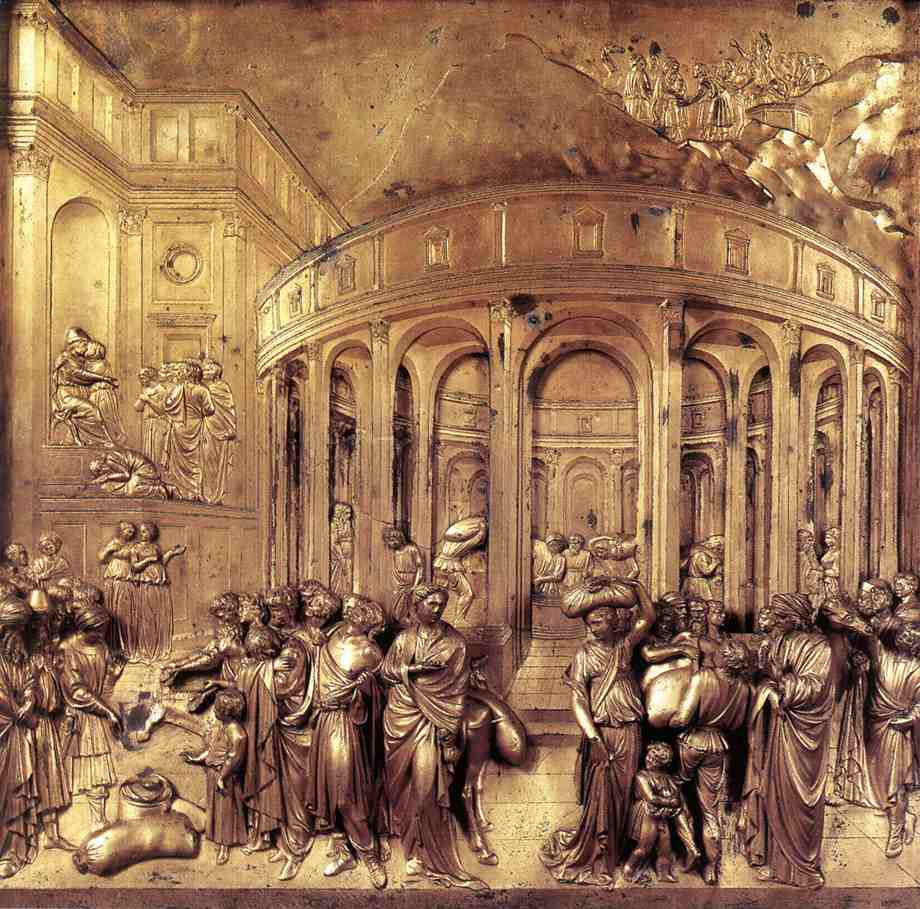
Ghiberti: A história de José, 1425-52, Porta do Paraíso. Batistério de São João, Florença.

Lorenzo Ghiberti (Florença, c. 1378 - 1455) foi educado como ourives e pintor, e em 1400 deixou Florença para trabalhar em Pesaro. Sabendo que Florença havia aberto em 1401 um concurso público para a realização do segundo par de portas de bronze do Batistério de São João, voltou imediatamente para lá. A prova foi a criação de um painel representando o Sacrifício de Isaac, concorrendo com ele mais seis artistas. Venceu a competição, o que lhe trouxe uma fama imediata, mas o trabalho levaria mais de vinte anos para ficar pronto. Neste mesmo período trabalhou em desenhos para vitrais na Catedral, projetou tumbas e relevos em Florença e Siena, atuou como consultor de arquitetura e elaborou um São João Batista (1416) que foi a primeira estátua em bronze em tamanho acima do natural a ser fundida desde a Antiguidade, e a primeira nesta escala em Florença. O sucesso técnico e estilístico da empreitada lhe valeram mais duas encomendas semelhantes, um São Mateus (1419) e um Santo Estêvão para Orsanmichele (1425). Tanto as portas como estas estátuas ainda revelam ligações com o estilo Gótico. Nesta altura já administrava uma grande oficina, casou-se, enriqueceu, ingressou na alta sociedade, era tido como o principal artista de Florença e não conseguia dar conta de tantas encomendas. Pela sua oficina passaram como aprendizes futuros mestres como Donatello, Paolo Uccello, Michelozzo e Benozzo Gozzoli. Ao que parece era um professor liberal e interessado no progresso de seus alunos, e não lhes escondia seu conhecimento. Terminou enfim as portas do Batistério em 1424, que são o mais importante conjunto escultural do Gótico internacional, e foram altamente apreciadas em seu tempo. Os últimos painéis dessas portas já assinalam uma mudança de rumos estilísticos, e evidenciam a influência de Alberti, de quem se tornara amigo, e um estudo mais profundo da arte clássica, já trabalhando com o princípio da perspectiva.
Sua fama repousa principalmente no terceiro grupo de portas, as célebres Portas do Paraíso, criadas entre 1425 e 1452 e louvadas por Michelangelo. Ao contrário das primeiras portas, cujos painéis deixam o fundo liso, o segundo grupo trata o espaço em baixos-relevos de caráter pictórico, com eficiente definição de planos e perspectiva, e criando um espaço paisagístico povoado por várias figuras e edifícios. Hartt disse que a influência das ideias de Alberti é tão profunda que as portas são uma exposição sistemática e completa de suas teorias. Cada porta tem cinco grandes painéis com cenas do Antigo Testamento, circundadas por um friso de pequenas estatuetas, motivos ornamentais e pequenos medalhões contendo bustos, incluindo um auto-retrato. O conjunto forma uma das mais significativas conquistas da escultura Renascentista.

### Nanni di Banco

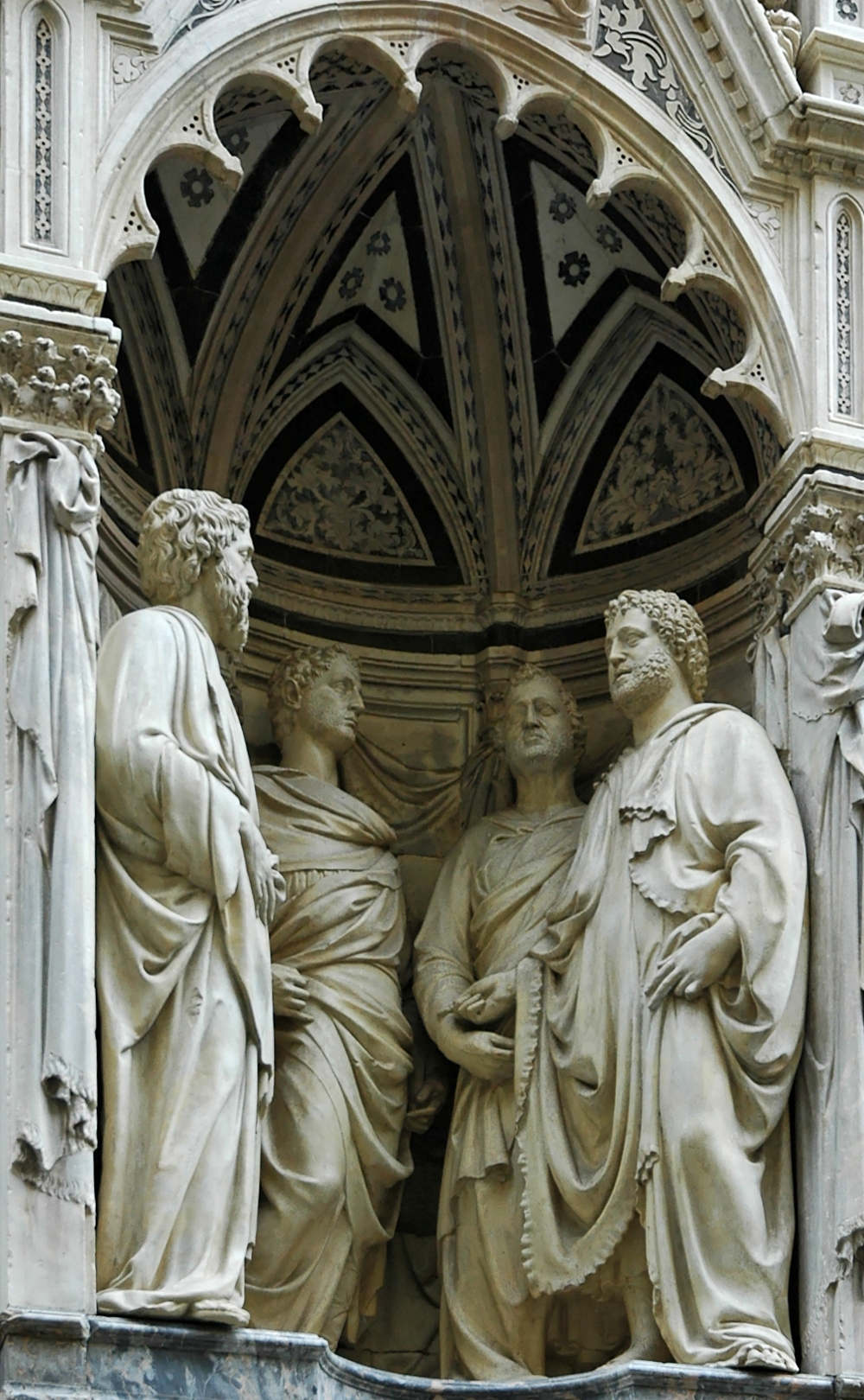
Banco: Quatro Santos Coroados, Orsanmichele, Florença.

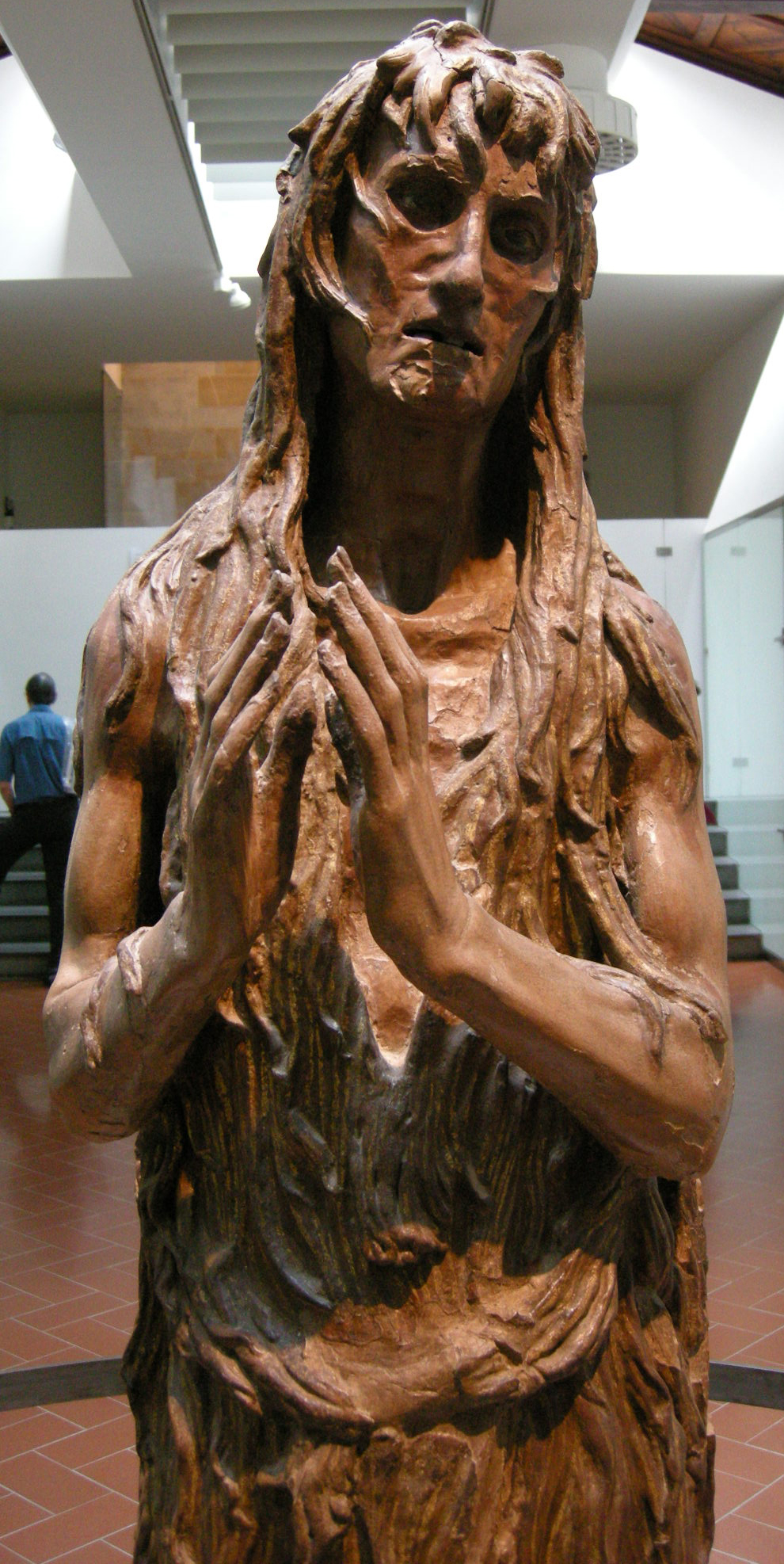
Donatello: Detalhe da Santa Maria Madalena penitente, 1455. Museo dell'Opera del Duomo, Florença.

Nanni di Banco (Florença, 1384/90 - 1421) foi um adepto de primeira hora dos ideais classicistas, e em sua fase final desenvolveu um estilo menos formalista que teve grande influência sobre seus sucessores. Treinado por seu pai, também escultor, empregado da Catedral de Florença, sua primeira encomenda foi para a Catedral, uma estátua de Isaías. Entre 1411 e 1413 criou um grupo escultórico, os Quatro Santos Coroados, para a guilda de Orsanmichele onde resolveu um dos mais difíceis problemas técnicos com que os escultores de sua geração enfrentavam, a representação de várias figuras juntas em vulto completo dentro de um nicho. Embora ainda se notem traços góticos nesta obra, no tratamento dos trajes, nas cabeças e na impressão geral se assemelha à estatuária romana. Conseguiu manter o grupo formalmente coeso através de uma sábia delimitação de planos e relações internas em suas atitudes, fazendo com que as figuras pareçam estar todas engajadas em uma conversação. Sua última obra foi um relevo para uma das portas da catedral, iniciado em 1414, deixado incompleto, que foi terminado possivelmente por Luca della Robbia, então seu discípulo. Também criou outras estátuas de santos e profetas.

### Donatello
Donato di Niccolò di Betto Bardi, conhecido como Donatello (Florença, 1386/87 - 1466), era filho de um cardador de lã; pouco se sabe sobre sua vida. Foi amigo de humanistas e registros de época o apontam como um conhecedor de arte clássica. Começou como aprendiz de pedreiro e em torno de 1404-1407 ingressou como discípulo de Ghiberti. Em seus anos de formação ainda não havia uma quantidade muito expressiva de obras antigas disponíveis, e assim suas criações iniciais ainda trazem uma forte marca gótica, mas a primeira grande composição de sua autoria, um São Jorge (c. 1415) criado para a guilda de Orsanmichele, já revela um sólido conhecimento da anatomia humana, e se distingue de tudo o que fora produzido antes na tensão manifesta em sua postura, no ensaio de caracterização psicológica de sua face, no seu manejo dos planos estruturais, na força e autonomia de sua "presença" e na sutileza de sua técnica escultórica. No relevo sob o nicho onde foi instalada a estátua, Donatello introduziu inovações que tiveram uma vasta repercussão na arte florentina posterior, criando um relevo bastante raso onde a delicada sugestão de planos e figuras cria uma perspectiva eficiente de profundidade e sutis efeitos de luz e sombra, que o aproximam do caráter da pintura respeitando a integridade da superfície plana. Os melhores exemplos nesse gênero são os relevos da Ascensão de Cristo e A festa de Herodes, realizados entre c.1420 e 1437. As mesmas qualidades do São Jorge foram expressas com ainda maior vigor na série de cinco profetas que foram instalados em nichos no campanário da Catedral de Florença, dos quais o Habacuc é considerado uma de suas obras-primas. Seu aspecto realista e intensamente expressivo os aproxima da retratística romana. Em torno de 1420 passou a trabalhar também em bronze, criando um belo São Luís de Toulouse (c. 1423), e nessa época estabeleceu uma parceria limitada com Michelozzo, criando com ele obras para Nápoles e Prato. De forma autônoma fez várias peças para Siena, aparentemente influenciado pela escultura etrusca. Entre 1430 e 1433 esteve em Roma, onde estudou as relíquias antigas, cujo fruto em seu retorno foram um tabernáculo e um balcão de coro para a Basílica da Santa Cruz, que exibem um repertório de formas classicistas muito ampliado. Até 1443 trabalhou para os Médici, produzindo a decoração da antiga sacristia da Basílica de São Lourenço, incluindo dez grandes relevos coloridos em estuque e duas portas em bronze com figuras de apóstolos e santos de intenso dinamismo. Neste período elaborou em torno de 1440 seu célebre David, a primeira estátua de um nu de grandes dimensões e de vulto completo desde a Antiguidade. As perfeitas proporções e a tranquilidade de sua atitude o tornam a mais clássica de todas as obras do autor.
Entre 1443 e 1453 trabalhou em Pádua, criando uma estátua equestre do condottiero Erasmo da Narni, apelidado de o Gattamelata, também uma reinterpretação de padrões clássicos, inspirado no célebre monumento a Marco Aurélio que conhecera em Roma, eliminando detalhes supérfluos e se concentrando no princípio do herói ideal, estabelecendo um paradigma para a representação equestre que continuou valendo pelos séculos à frente. Sua longa presença em Pádua estimulou a formação de uma florescente escola local de bronzistas, e as obras que elaborou para a Basílica de Santo Antonio de Pádua, incluindo um grande crucifixo e o mais ambicioso altar do século XV europeu - hoje recomposto de outra forma -, que compunha um conjunto de 21 relevos em bronze, um grande relevo em pedra e sete estátuas em tamanho natural, influenciaram gerações de pintores e escultores do norte da Itália. Ao retornar para Florença criou um São João Batista para Veneza e uma Santa Maria Madalena em madeira policroma para o Batistério local, de pungente expressividade, afastando-se do equilíbrio e sobriedade da tradição classicista. O estilo duro e dramático dessas peças foi um choque para os florentinos, que estavam inclinados para uma estética mais branda, e nessa fase suas principais encomendas vieram de fora. Entre elas um São João Batista e um par de portas de bronze para a Catedral de Siena, das quais somente foram executados dois painéis. Voltou a ser empregado pelos Médici e seus últimos anos de vida foram passados a criar dois púlpitos, um com o tema da Ressurreição e outro da Paixão de Cristo, para São Lourenço, que deixou não completamente acabados, mas que estão entre suas composições mais carregadas de conteúdo espiritual. A Donatello também se deve a elaboração do tipo do putto, uma espécie de gênio com forma de criança pequena, alado ou não, que se tornou um motivo decorativo de sucesso imediato e vasta disseminação.

### Luca della Robbia
Luca della Robbia (Florença, c. 1399 - 1482) foi instruído na escultura em mármore, e em 1431 iniciou seu trabalho mais importante, um balcão para o coro da Catedral de Florença, com dez painéis em baixo-relevo que mostram cenas de crianças cantando, dançando e tocando vários instrumentos musicais. Seu sucesso foi imediato, dado o naturalismo eficiente e a atmosfera de júbilo e inocência das cenas. Em seguida criou um tabernáculo para uma capela em Florença e em torno de 1440 iniciou pesquisas na terracota que o levaram a descobrir uma técnica de vitrificação, possibilitando-lhe obter superfícies vivamente coloridas que não desbotavam e eram impermeáveis à água, permitindo que fossem instaladas ao ar livre. Sua primeira composição documentada nessa técnica foi um medalhão com o tema da Ressurreição para a antiga sacristia da Catedral, de c. 1442. Então passou a dedicar-se quase somente a este modo de escultura, recebendo encomenda de grande número de peças em Florença e várias outras cidades, como Pescia e Urbino. Mesmo assim, na década de 1450 realizou outra grande obra em mármore, a Tumba de Benozzo Federighi, bispo de Fiesole, na Igreja da Santa Trindade em Florença.

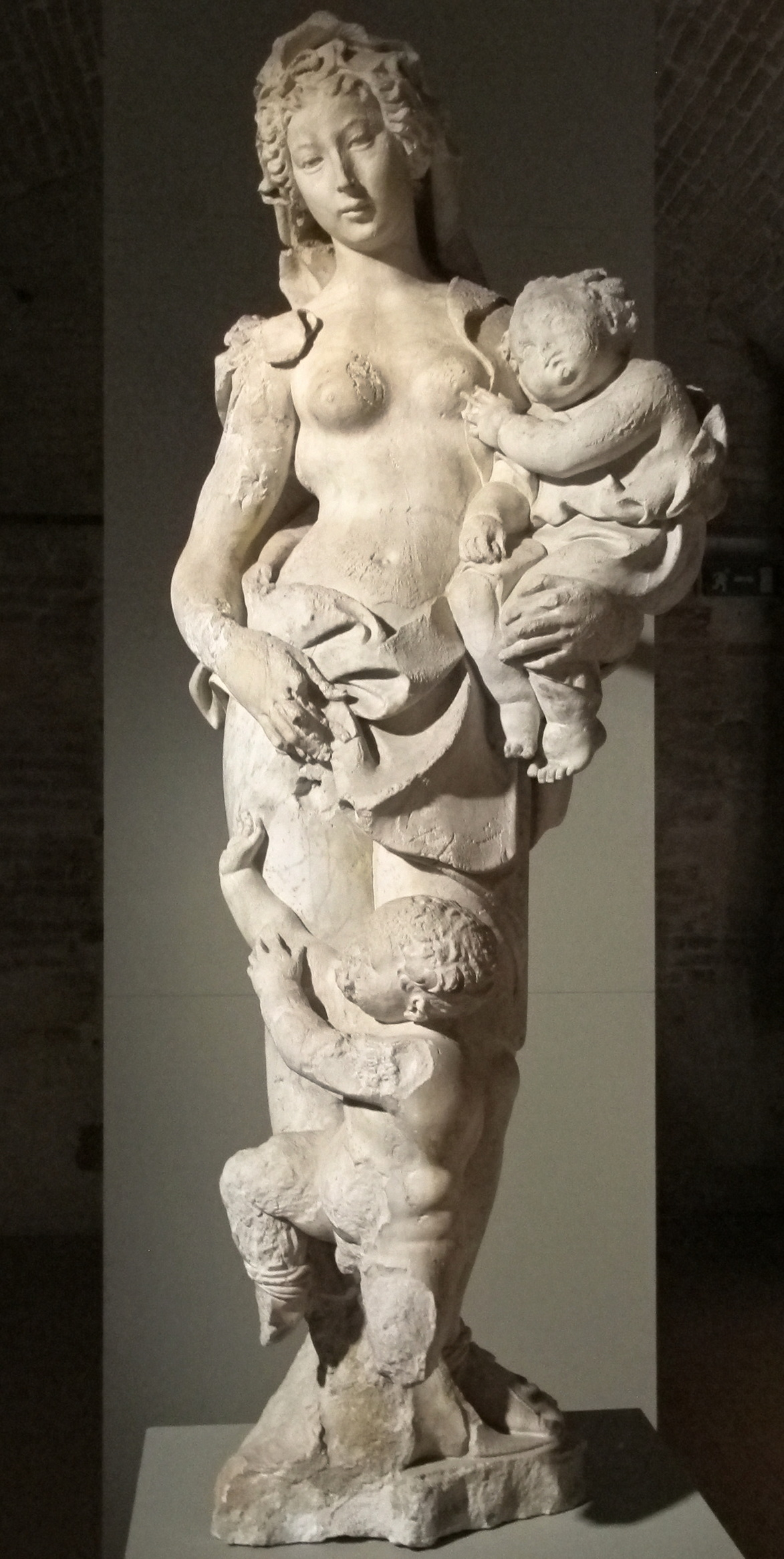
Jacopo della Quercia: Acca Latentia, 1414-1418, parte da Fonte Gaia, Santa Maria della Scala, Siena
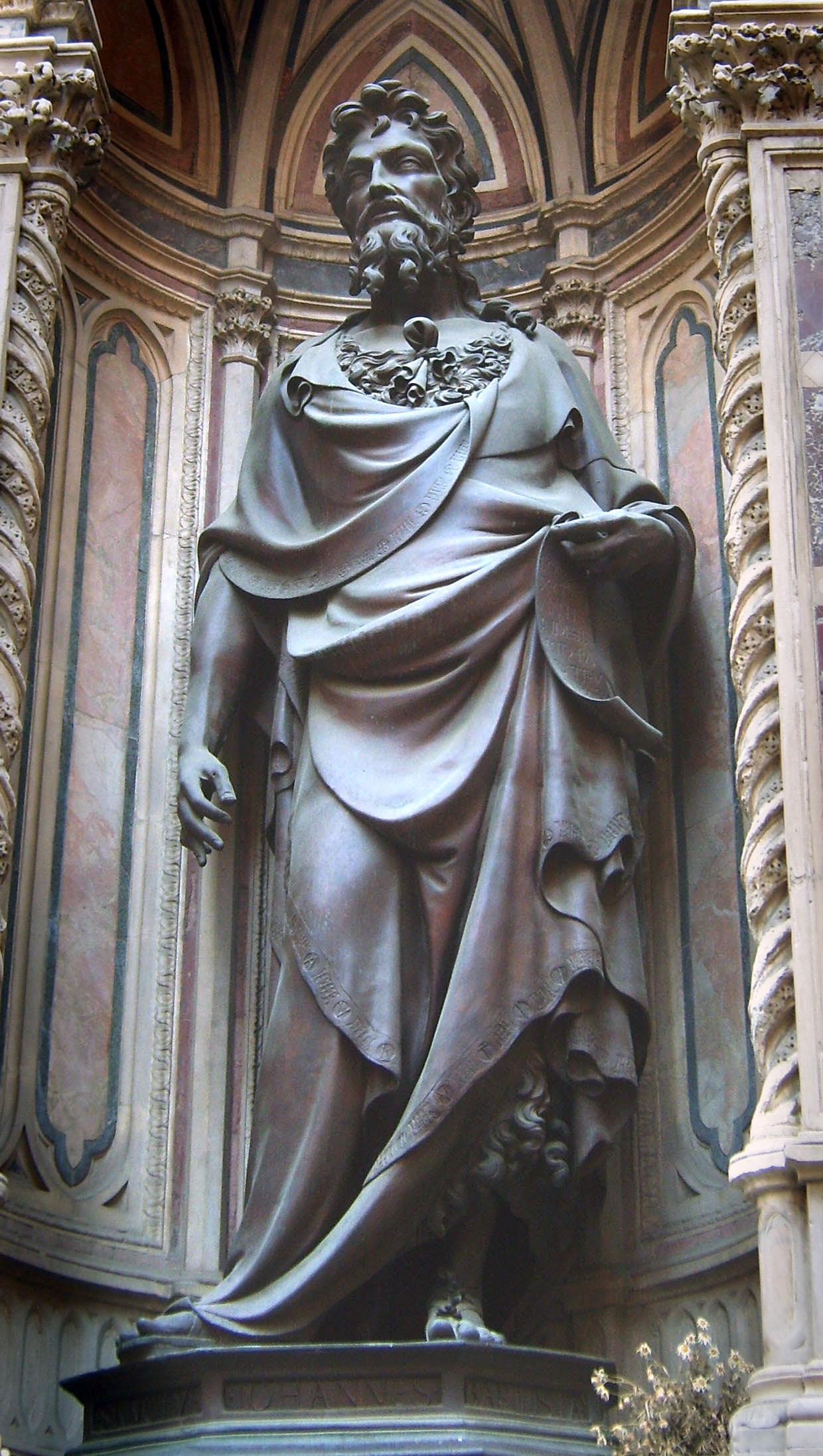
Ghiberti: São João Batista, 1416 (cópia). Orsanmichele, Florença
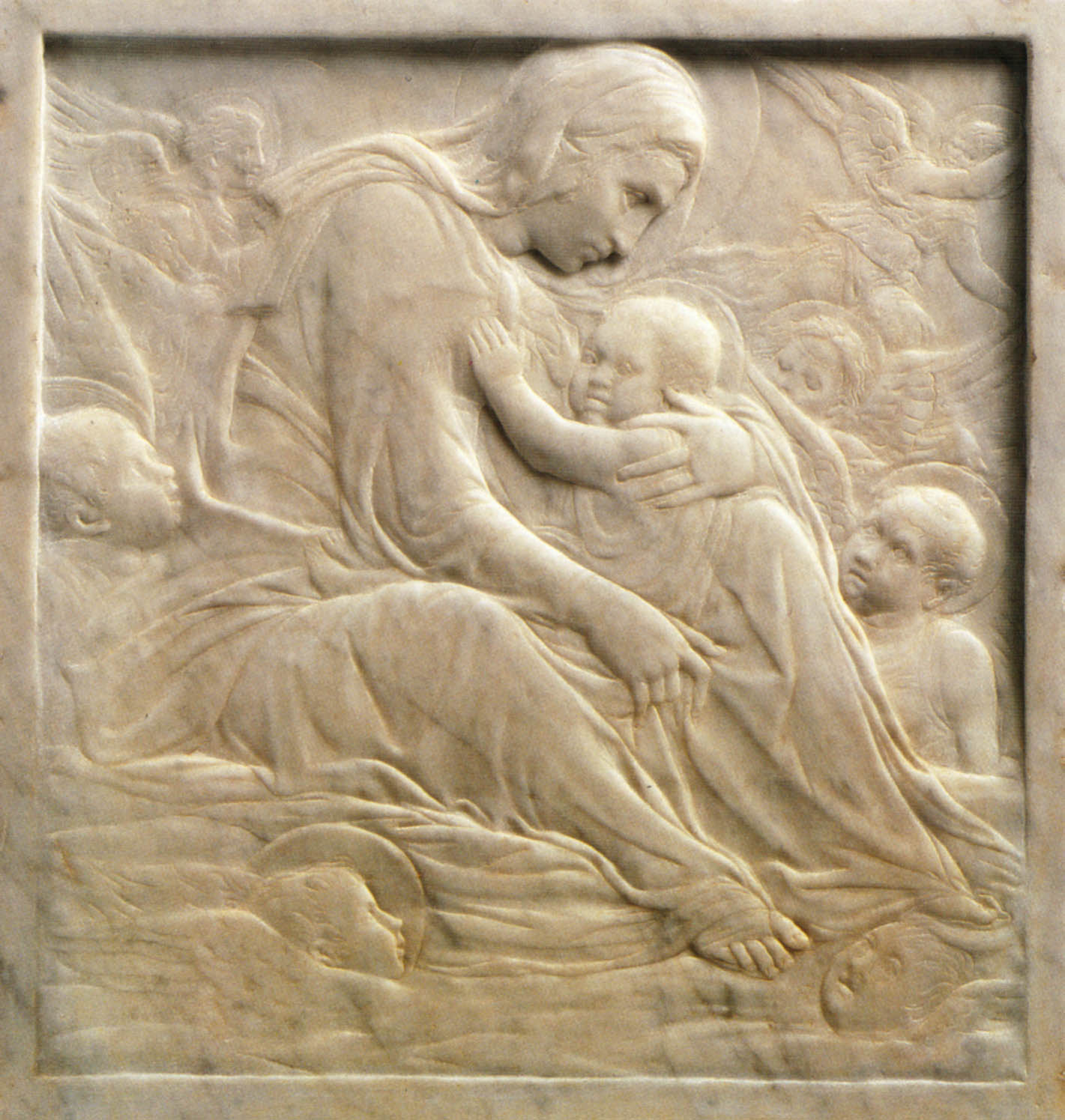
Donatello: Madonna das nuvens. Victoria and Albert Museum, Londres
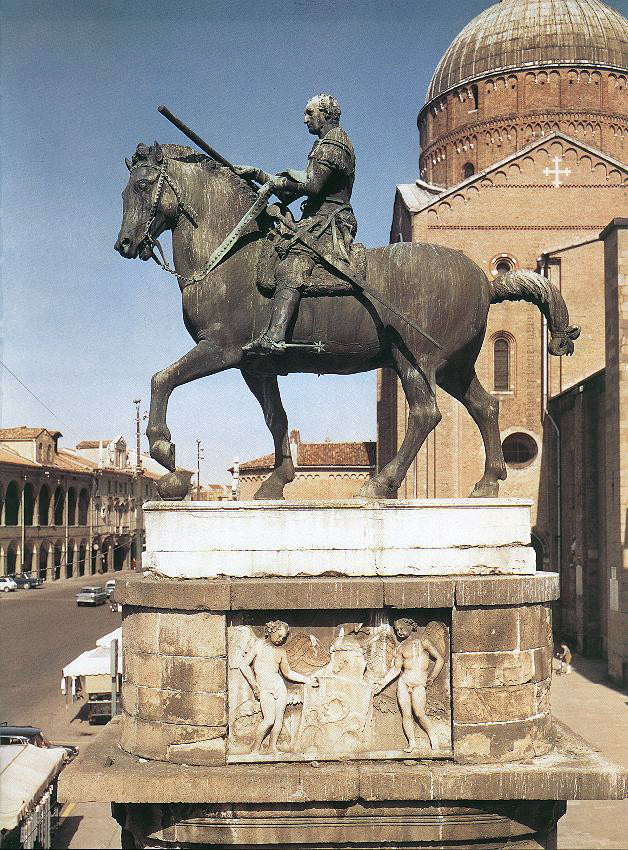
Donatello: Gattamelata, 1447-1450. Pádua

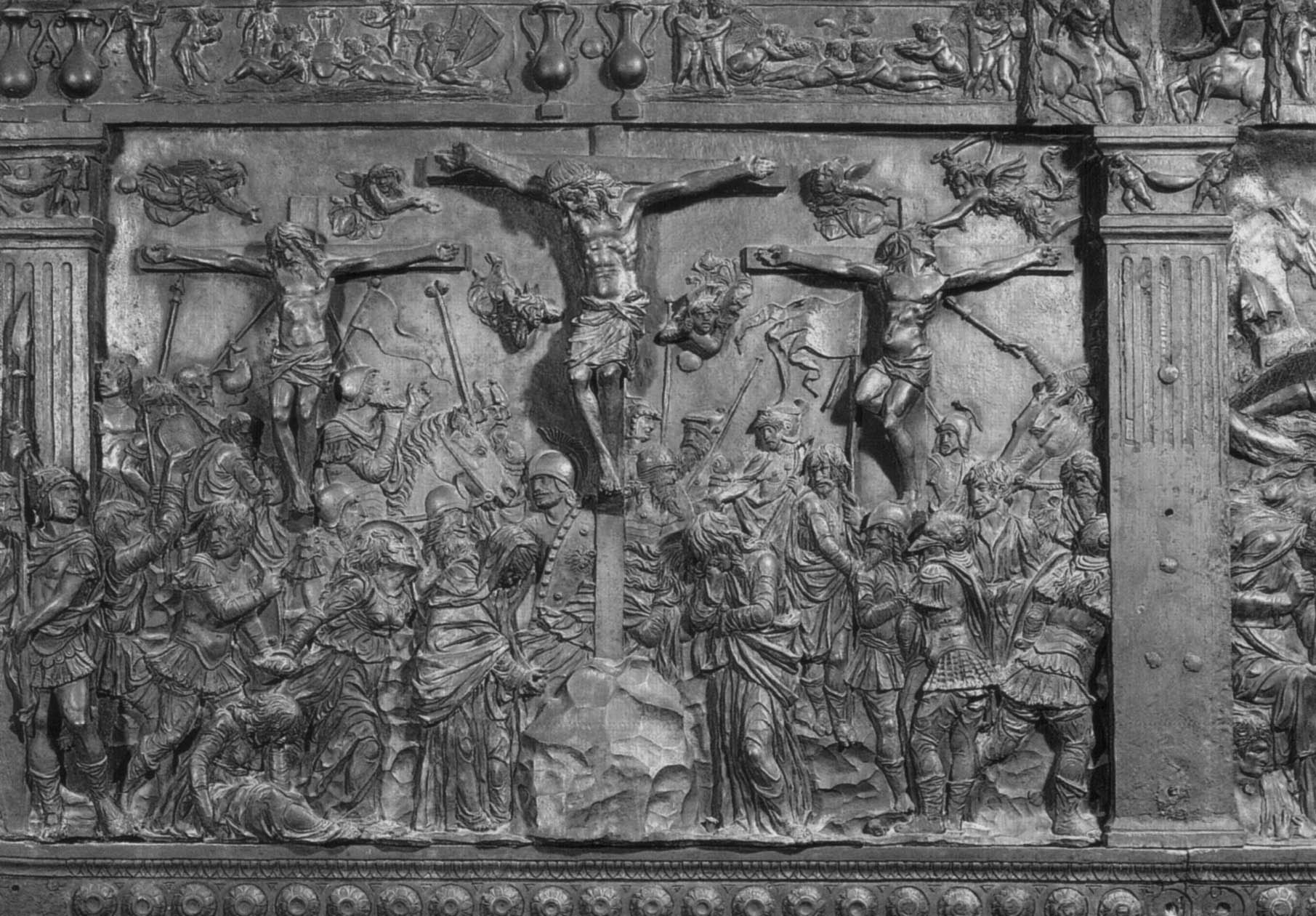
Donatello: Detalhe do Púlpito da Paixão, c. 1460. Basílica de São Lourenço, Florença
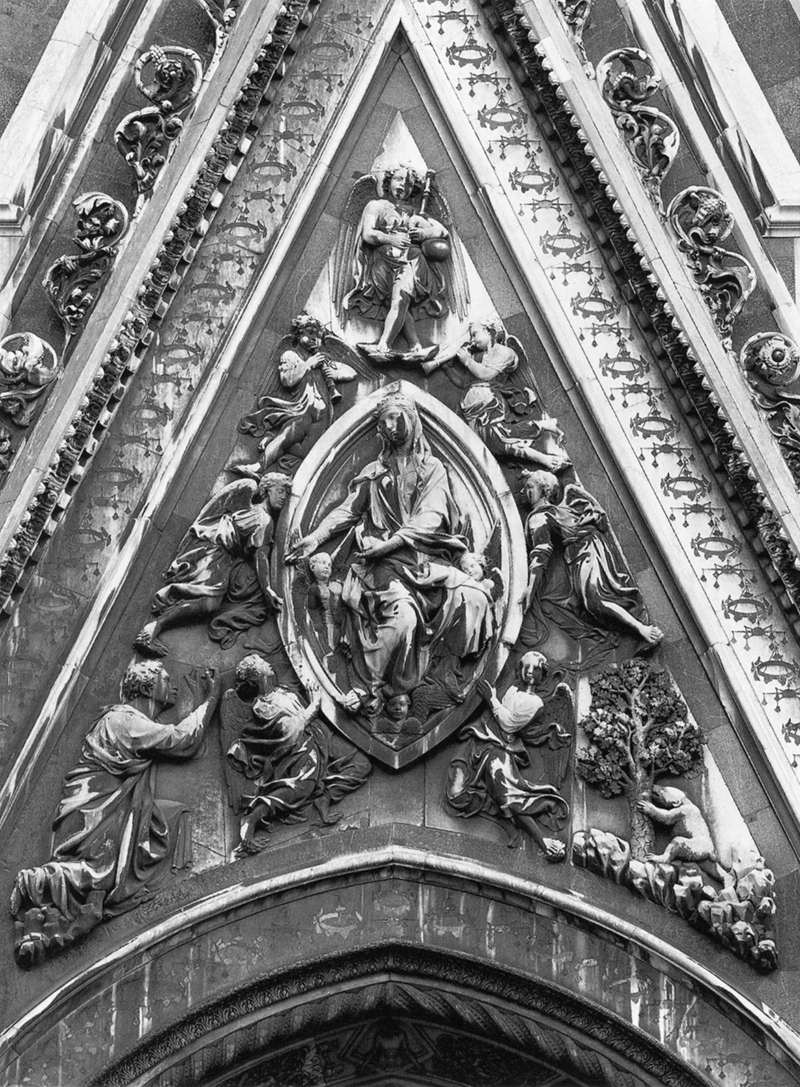
Nanni di Banco: Ascensão da Virgem, Porta della Mandorla, 1414-1421. Catedral de Florença
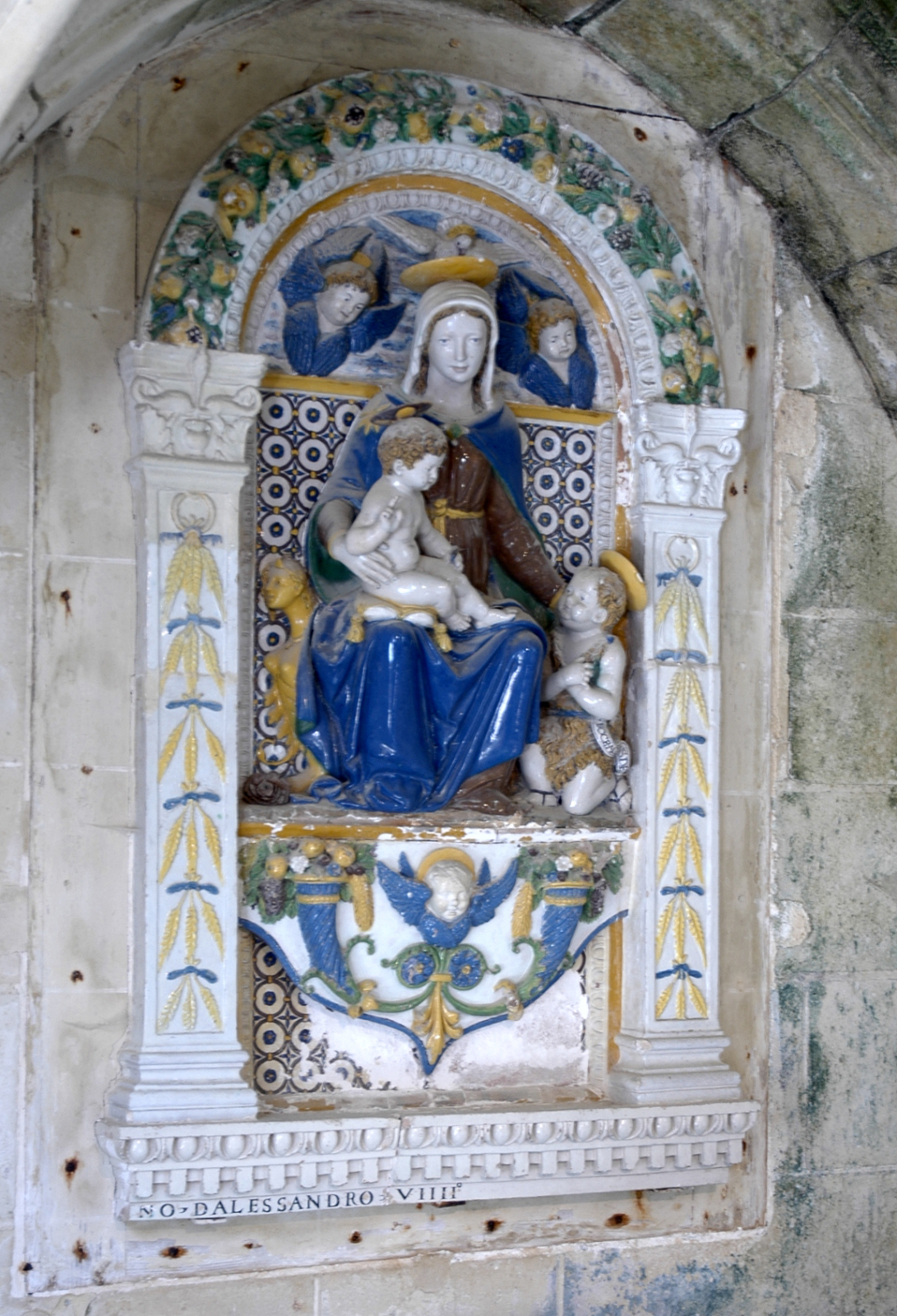
Luca della Robbia: Madonna com o Menino Jesus e São João Batista. Château d'Ussé, Rigny-Ussé
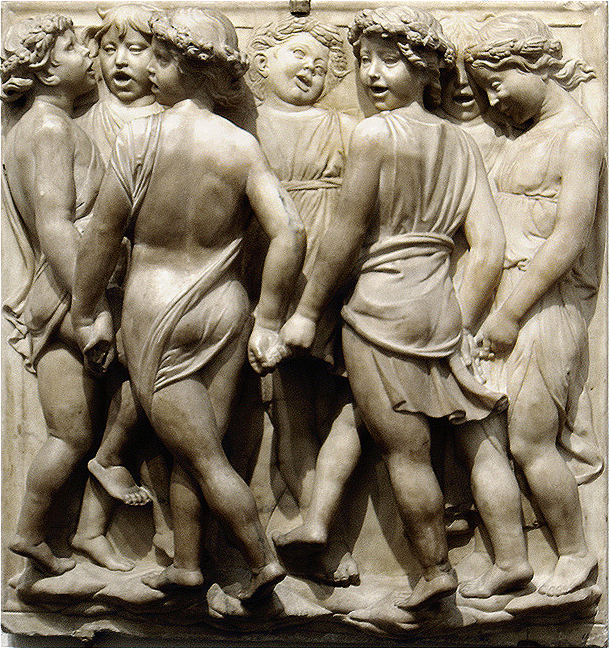
Luca della Robia: Detalhe do balcão de um coro, c. 1431. Museo dell'Opera del Duomo, Florença

### Bernardo Rossellino
Bernardo Rossellino (Settignano, 1409 - Florença, 1464), treinado por Filippo Brunelleschi e influenciado por Luca della Robbia e Ghiberti, foi membro de uma família de escultores, um classicista moderado e um dos grandes mestres da escultura fúnebre, além de ter sido notável arquiteto e urbanista. Sua obra-prima é a Tumba de Leonardo Bruni (1444–50) na Santa Cruz, que inaugurou um novo tipo de monumento funerário e está entre as maiores realizações do seu gênero do Renascimento, tornando-se um protótipo largamente imitado ao estabelecer um fino equilíbrio entre escultura e arquitetura, figuração e decorativismo. Outras obras importantes foram a Tumba de Orlando de Médici (1456–57) e a Tumba da Beata Villana delle Botte (1451–52), ambas em Florença.

### Antonio Rossellino
Antonio Rossellino (Settignano, 1427 - Florença, 1479) foi um notável escultor e arquiteto, irmão mais jovem de Bernardo, de quem recebeu instrução e influência, e a quem auxiliou como aprendiz em vários trabalhos. Foi um mestre no retrato, deixando várias peças de grande qualidade nesse gênero, como os de Giovanni Chellini (1456) e Matteo Palmieri (1468), com um estilo realista acentuado. Sua melhor obra é o grande conjunto da Tumba do Cardeal de Portugal (c. 1460), em São Miniato al Monte, na periferia de Florença, com uma complexa combinação de arquitetura, escultura e pintura. Teve a ajuda de vários colaboradores, mas para Hartt a identidade estilística de Antonio permanece dominante. Representou uma significativa evolução no conceito de monumento fúnebre, dando-lhe muito maior dinamismo e unidade, com uma forte caracterização no retrato do falecido, sendo um dos melhores exemplos em seu gênero em todo o século XV. Também deixou várias Madonnas e outro monumento importante para Filippo Lazzari (1464).

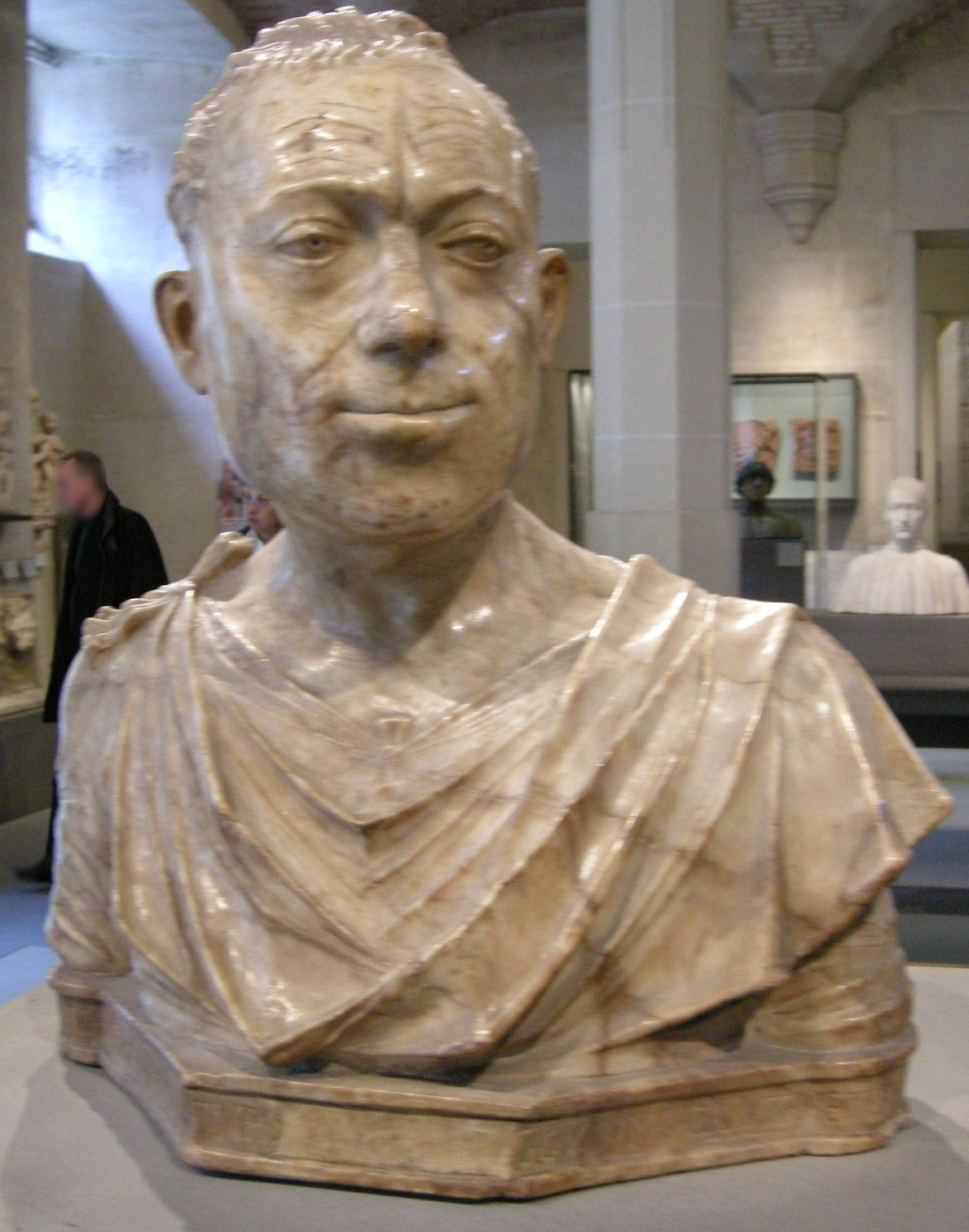
Mino da Fiesole: Retrato de Diotisalvi Neroni, 1464. Museu do Louvre, Paris.

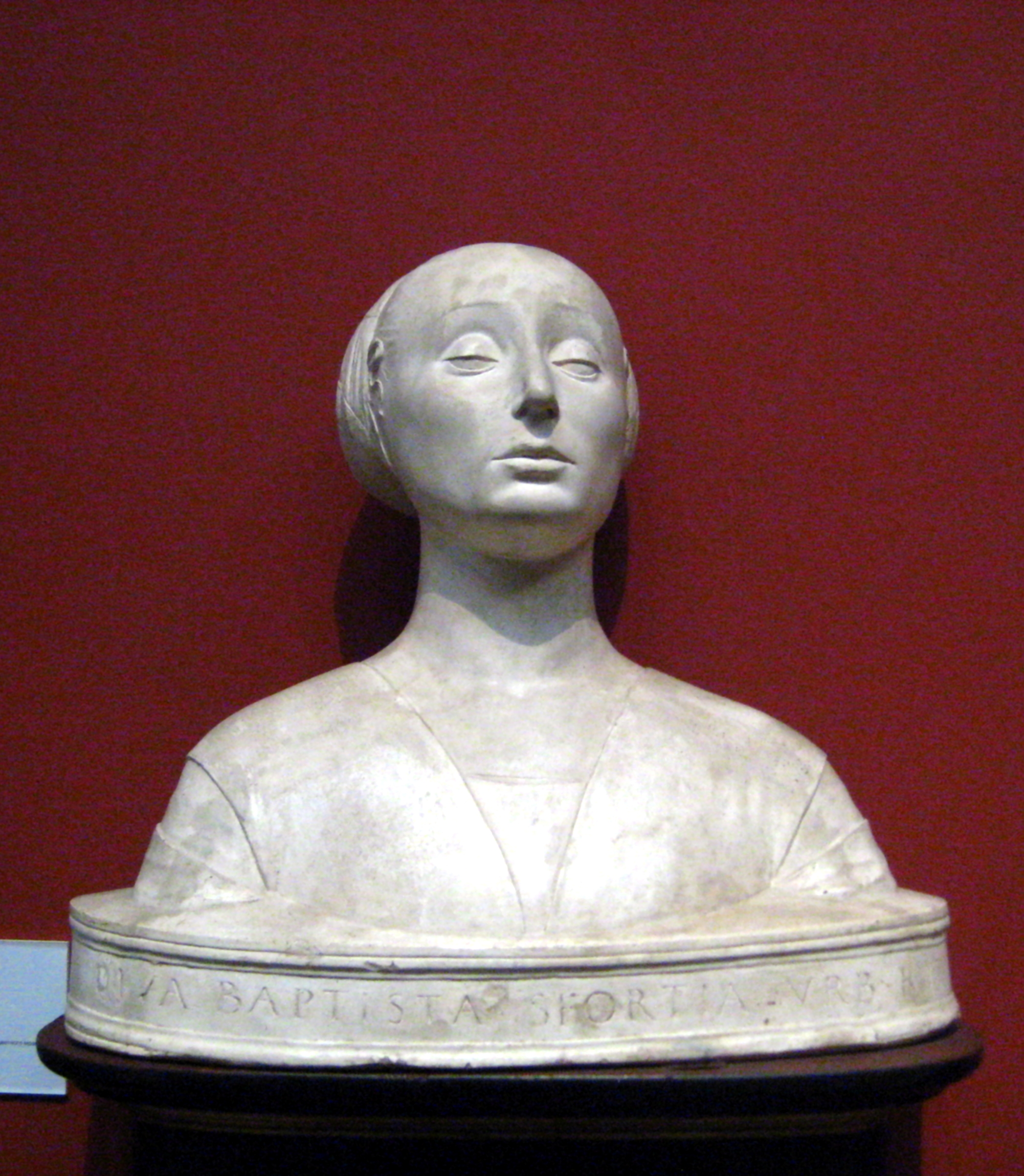
Laurana: Retrato de Battista Sforza, c. 1476 (cópia). Museu Pushkin, Moscou.

### Mino da Fiesole
Mino da Fiesole (Poppi, República de Florença, 1429 - Florença, 1484) foi treinado possivelmente por Antonio Rossellino em Florença, e passou boa parte de sua carreira em Roma, onde estudou a estatuária antiga, concentrando-se nos retratos. Lá executou entre outros trabalhos monumentos fúnebres para vários cardeais e para o papa Paulo II. Embora sua técnica não seja brilhante, adquiriu sua fama com os retratos, gênero em que foi um dos primeiros a se especializar, deixando composições notáveis nos retratos de Pedro de Médici, Niccolò Strozzi, Astorgio Manfredi, Rinaldo della Luna e Diotisalvi Neroni, entre outros.

### Desiderio da Settignano
Desiderio da Settignano (Settignano, c. 1430 - 1464) nasceu em uma família de pedreiros. Pouco se sabe de sua educação, mas deve ter sido influenciado por Donatello. Desenvolveu um estilo de grande suavidade, refinamento e sensualidade sublimada, expresso em retratos de mulheres, demonstrando uma grande capacidade de expressar sentimentos que vão da melancolia à alegria. Seus baixos-relevos evidenciam seu domínio da perspectiva e dos efeitos sutis de luz e sombra, e sua qualidade técnica e estética não teve rivais em sua geração. Também tornou-se hábil nos retratos de crianças e em peças devocionais da Madonna com o Menino Jesus. Deixou também dois grandes monumentos em Florença, a Tumba de Carlo Marsuppini na Basílica da Santa Cruz (c. 1453–55) e o Tabernáculo do Sacramento na Basílica de São Lourenço (1461), ambos de especial importância para a evolução subsequente da escultura em seus gêneros, com planos de perspectiva nos fundos dos relevos e uma modelagem de figuras que enfatiza os contornos e trata os trajes com elegância e fluência para sugerir a anatomia e o movimento. O tratamento das superfícies também já é diferente, com um polimento acetinado que empresta uma aura de doçura aos personagens.

### Francesco Laurana
Francesco de la Vrana, conhecido como Francesco Laurana (Vrana, então parte da República de Veneza, c. 1430 - Avinhão, c. 1502), escultor e medalhista, foi um dos introdutores do estilo renascentista na França. A primeira parte de sua vida é obscura, e as primeiras notícias que aparecem sobre ele datam da década de 1450, quando foi contratado por Afonso II de Aragão para criar um arco triunfal no Castel Nuovo em Nápoles. Entre 1461 e 1466 trabalhou para Renato I de Nápoles, para quem criou medalhas, e em 1468 estava na Sicília, passando seus últimos anos em viagens entre a Sicília, Nápoles e o sul da França. Deixou várias Madonnas e retratos de mulheres, dos quais é célebre o de Battista Sforza, cuja delicadeza e sofisticação os tornam espelhos da cultura cortesã da época, caracterizada pela busca da elegância e distanciamento aristocrático e pela reserva e economia formal, descartando detalhes e criando formas que se aproximam da abstração geométrica, além de realizá-las com suma perícia técnica.

### Andrea del Verrocchio
Andrea di Francesco di Cione, mais conhecido como Andrea del Verrocchio (Florença, 1435 - Veneza, 1488) foi filho de um oleiro, e durante sua infância a família sofreu com a pobreza. Diz a tradição que foi treinado por um ourives chamado Giuliano Verrocchi, de quem teria adotado o sobrenome. Em torno de 1460 começou a estudar pintura, talvez como aluno de Alesso Baldovinetti e Filippo Lippi, sendo colega de Botticelli. Alguns anos mais tarde, com a morte de Donatello, que era o favorito dos Médici, assumiu seu lugar como protegido, e para eles produziu pinturas e esculturas, além de desenhos para decorações, vestimentas e armaduras. Tornado conservador das coleções de antiguidades da família, restaurou muitos bustos e estátuas romanas. Então sua fama começou a se espalhar, abriu uma grande oficina que atraiu muitos discípulos, entre eles Leonardo da Vinci e Perugino, e foi uma influência para Benedetto da Maiano e Botticelli. Apesar de sua fama como pintor e de sua produção, que se supõe ter sido significativa, hoje quase nada pode ser atribuído a ele com certeza. Dedicou-se com mais ênfase à escultura, mas também nesse campo suas obras autenticadas, embora em maior número, são ainda poucas.

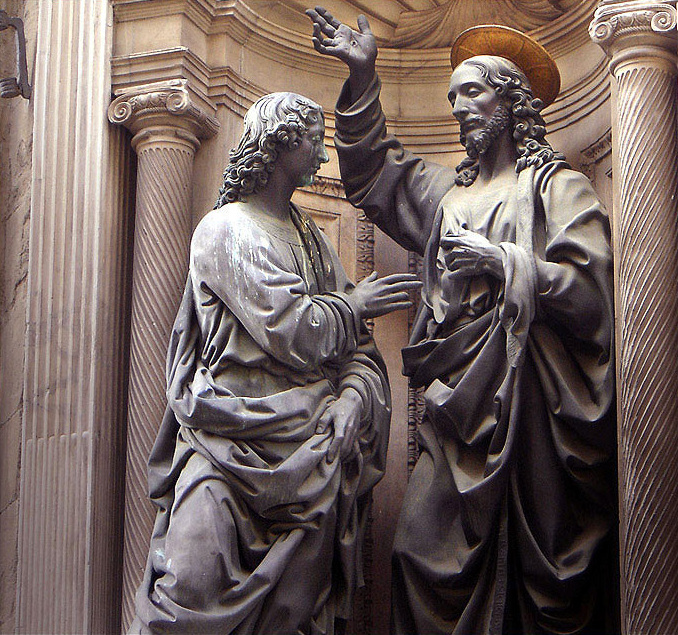
Verrocchio: São Tomé e Cristo, 1467-1483. Orsanmichele, Florença.

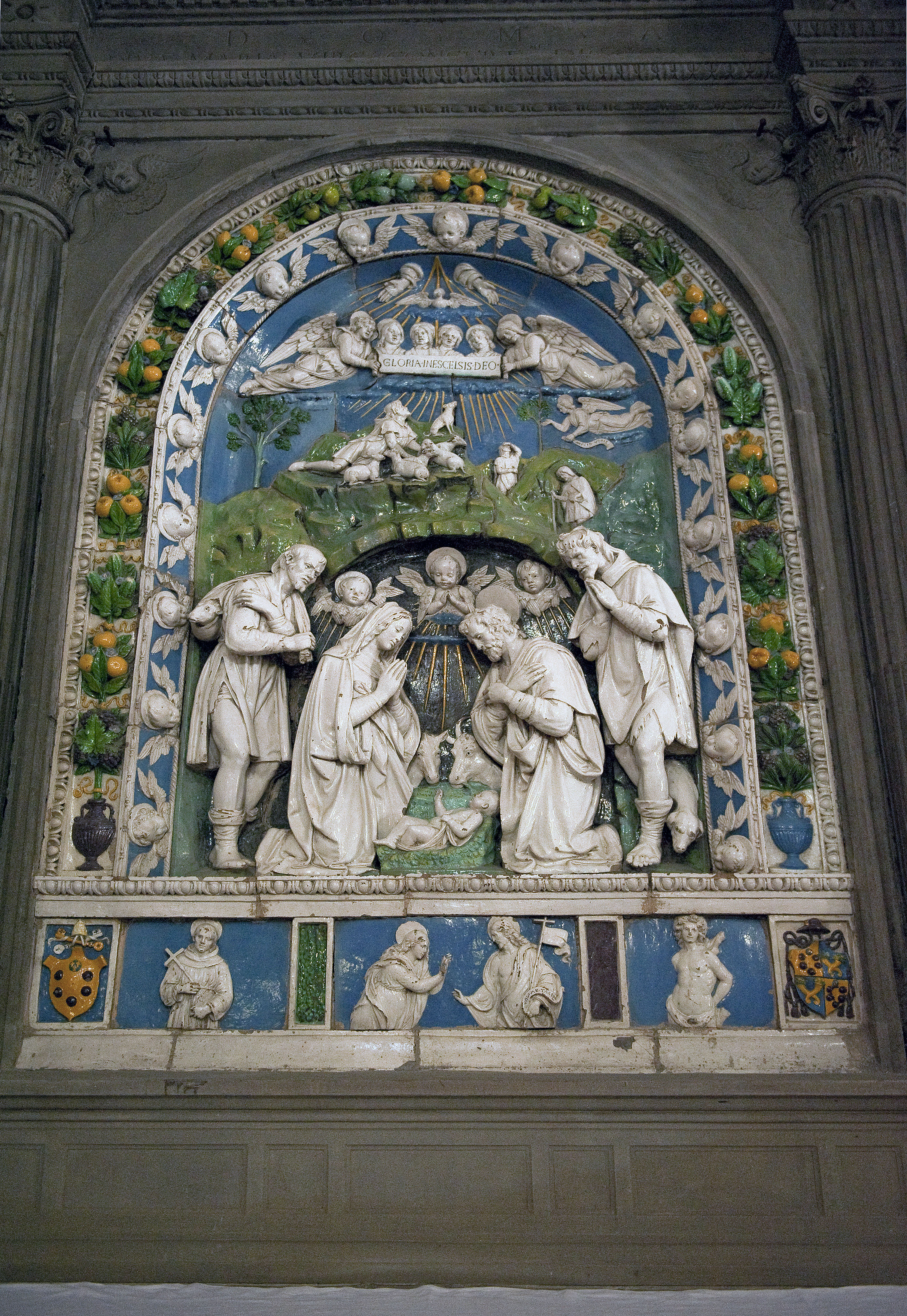
Andrea della Robbia: Natividade. Igreja de São Lourenço, Bibbiena.

Sua primeira grande encomenda foi uma tumba para Pedro e João de Médici na antiga sacristia de São Lourenço, completada em 1472, que impressiona pela originalidade de sua concepção e seu uso inspirado de mármores coloridos e pórfiro combinados com rica ornamentação em bronze. Em seguida realizou uma estatueta, Menino com um Golfinho, para uma fonte na Villa Medicea di Careggi, que revela seu interesse pelo movimento, sendo importante na evolução da forma espiralada conhecida como figura serpentinata, a forma preferida no Maneirismo. Sua reputação como um dos grandes escultores de baixo-relevo do século XV se estabeleceu com o Cenotáfio do Cardeal Niccolò Forteguerri para a Catedral de Pistoia, iniciado em 1476 mas jamais completado, sendo concluído somente após sua morte. Embora sua concepção original tenha sido algo modificada por outros artífices, permanece como um testemunho fidedigno de sua grande habilidade tanto na composição de um conjunto de efeito teatral, que antecipou as soluções do Barroco, como no desenho unificado e dinâmico das cenas nos relevos e em seu acabamento técnico impecável. Na técnica do baixo-relevo deixou ainda um painel representando a Degolação de São João Batista, para a Catedral de Florença (1480) e uma Madonna para um hospital (c. 1477). Nessa época produziu dois bustos, o Retrato de Juliano de Médici, de grande realismo, e a Dama com ramalhete de flores, onde criou um novo tipo de busto, que incluía os braços da figura. A escultura mais importante que criou para Florença possivelmente foi o grupo de Cristo e São Tomé, instalado em Orsanmichele (1467-83), notável pela sua perfeição técnica e pela solução original da composição no estreito espaço do nicho. Em 1483, por solicitação de Veneza, viajou para lá para criar um grande monumento equestre para celebrar o condottiero Bartolomeo Colleoni, de grande presença cênica, claramente inspirado na obra de Donatello, mas superando-a em dinamismo e na impressão de força e decisão. É ao lado da obra de Donatello o mais importante monumento em seu gênero do Renascimento, e foi muito influente sobre os escultores barrocos, e até os neoclássicos e românticos. Contudo, tendo terminado o modelo, faleceu antes de fundir a obra. O acabamento foi confiado a Alessandro Leopardi, cuja participação no resultado final da composição é motivo de debate.

### Andrea della Robbia
A longa carreira de Andrea della Robbia (Florença, 1435 - 1525) se estende através da terceira e quarta fases. Assim como seu tio Luca, aparentemente foi treinado como escultor do mármore, e dedicou a maior parte de seus esforços à criação de terracotas vitrificadas policromas, com as quais se tornou célebre. Suas primeiras obras nessa técnica foram realizadas para o Hospital dos Inocentes, em Florença, em torno de 1463. Sua obra mais importante é a série de relevos de grandes dimensões para Santuário do Monte Alverne, próximo de Assis, da década de 1480. Nos primeiros anos do século XVI sua oficina já empregava muitos aprendizes e começou a receber encomendas prestigiosas de várias catedrais e da nobreza. Foi um escultor muito prolífico, e suas composições são encontradas em grande número de cidades italianas, como Prato, Volterra, Chiusi, Nápoles, Viterbo, Pistoia, Bibbiena, Montalcino e Montevarchi, e várias mais. Seu estilo une um rico senso de decorativismo com um desenho de figura sóbrio, delicado e elegante, com uma inclinação para a narrativa coloquial de imediato apelo popular, e penetrante caracterização nos retratos. Suas numerosas imagens da Madonna com o Menino Jesus são de grande ternura, e foi capaz de abordar as emoções mais dramáticas em suas Pietàs e Crucificações, mas sem excessos.

### Pietro Lombardo
Pietro Lombardo (Carona, ducado de Milão, 1435 - Veneza, 1515) foi o líder da escola renascentista veneziana e pai de Tullio Lombardo e Antonio Lombardo, também escultores. Suas primeiras obras revelam influência florentina, mas seu estilo maduro foi devedor da arte germânica e flamenga. Sua primeira obra conhecida é a Tumba de Antonio Roselli (1464–67) na Basílica de Santo Antônio em Pádua. Em torno de 1467 mudou-se para Veneza, produzindo numerosos monumentos e trabalhando também como arquiteto. Em Veneza sua produção mais digna de nota são a Tumba da família Malipiero (c. 1463) e a do Doge Pietro Mocenigo (c. 1476–81) na Basílica de São João e São Paulo. Com uma oficina populosa, mais tarde deixou a maior parte da elaboração de suas obras para seus assistentes, incluindo seus filhos, e apenas projetava e supervisionava o trabalho. Foi o arquiteto e escultor-chefe da Igreja de Santa Maria dos Milagres entre 1481 e 1489, considerada um dos melhores edifícios renascentistas da cidade e que exerceu profunda influência local. Em 1482 criou a Tumba de Dante Alighieri em Ravena e em 1485 projetou sua obra-prima, a Tumba Zanetti, cujo trabalho prático foi entregue a seus filhos. Seus anos finais foram passados como mestre-construtor do Palácio Ducal.

### Matteo Civitali
Matteo Civitali (Lucca, 1436 - 1502), escultor e arquiteto, foi a principal figura da escola de Lucca. Só começou a se dedicar à escultura após os 40 anos, tendo sido antes um barbeiro-cirurgião. Estudou em Florença com Antonio Rossellino e Mino da Fiesole. Suas principais obras estão na Catedral de Lucca, incluindo o Altar de São Romano, a Tumba de Pietro Noceto e um São Sebastião. Também fez esculturas de Adão e Eva, Abraão e vários santos para a Catedral de Gênova.

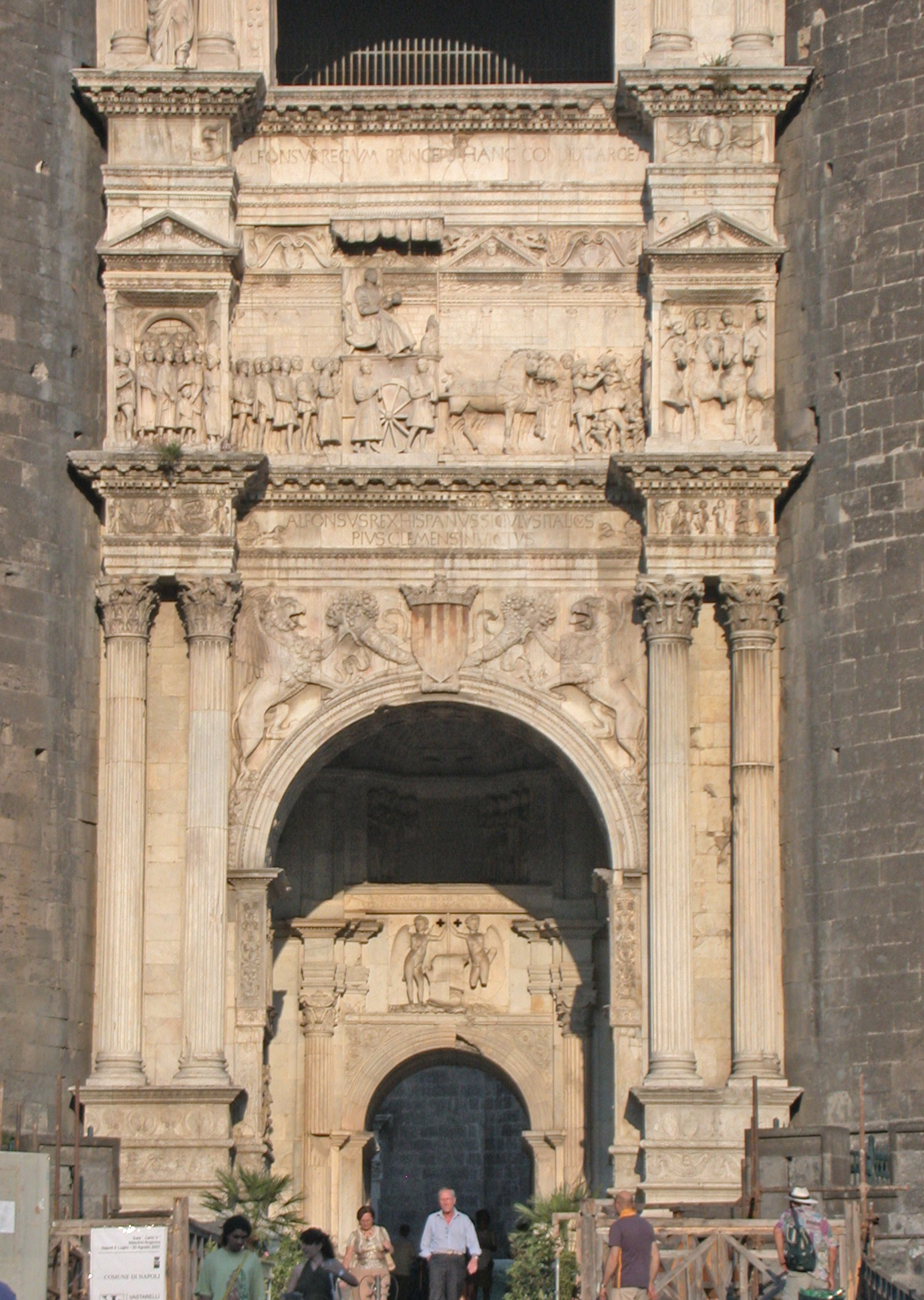
Laurana: Arco triunfal, c. 1453. Castel Nuovo, Nápoles.
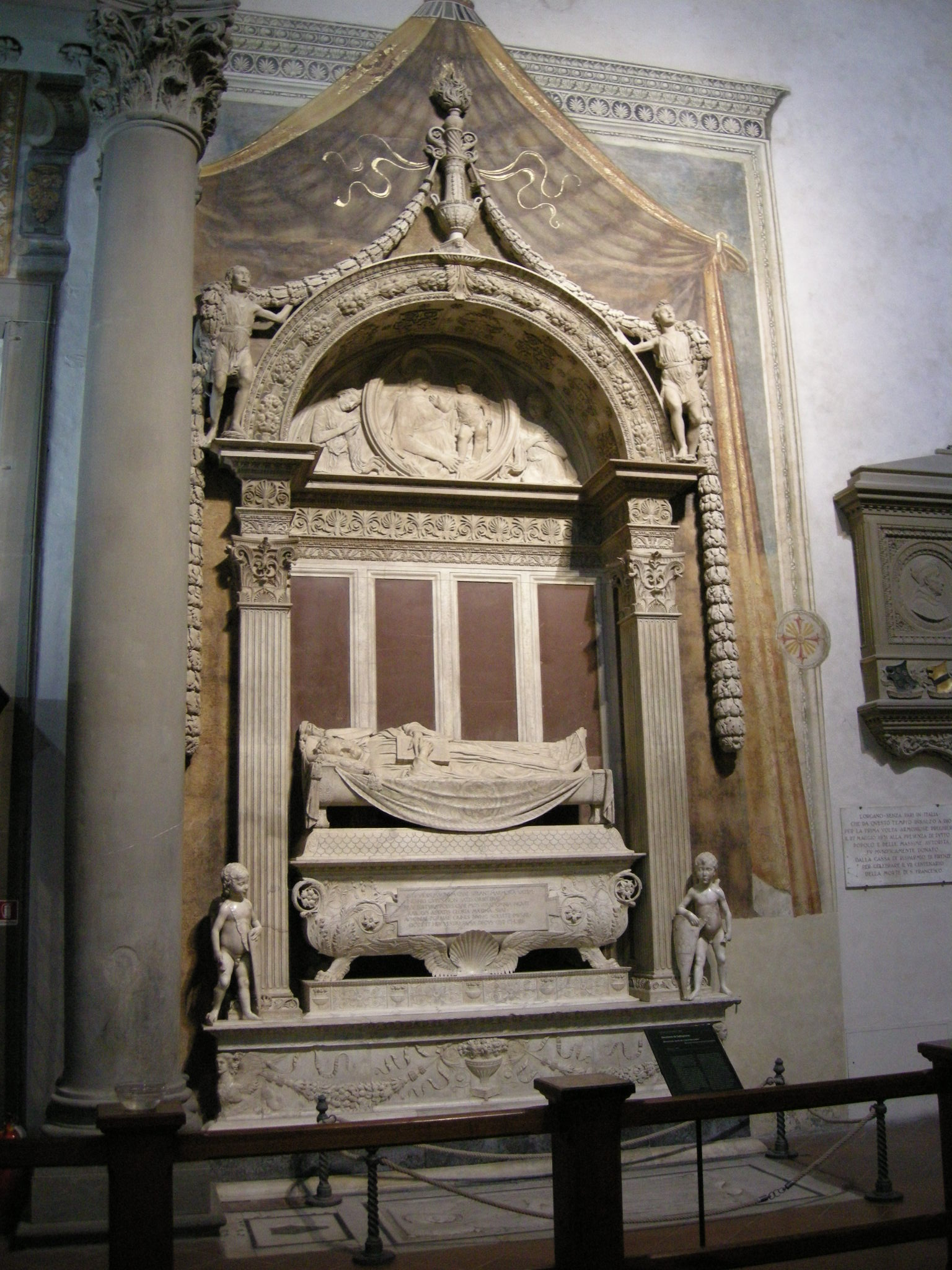
Desiderio da Settignano: Tumba de Carlo Marsuppini, c. 1453–55. Basílica da Santa Cruz, Florença
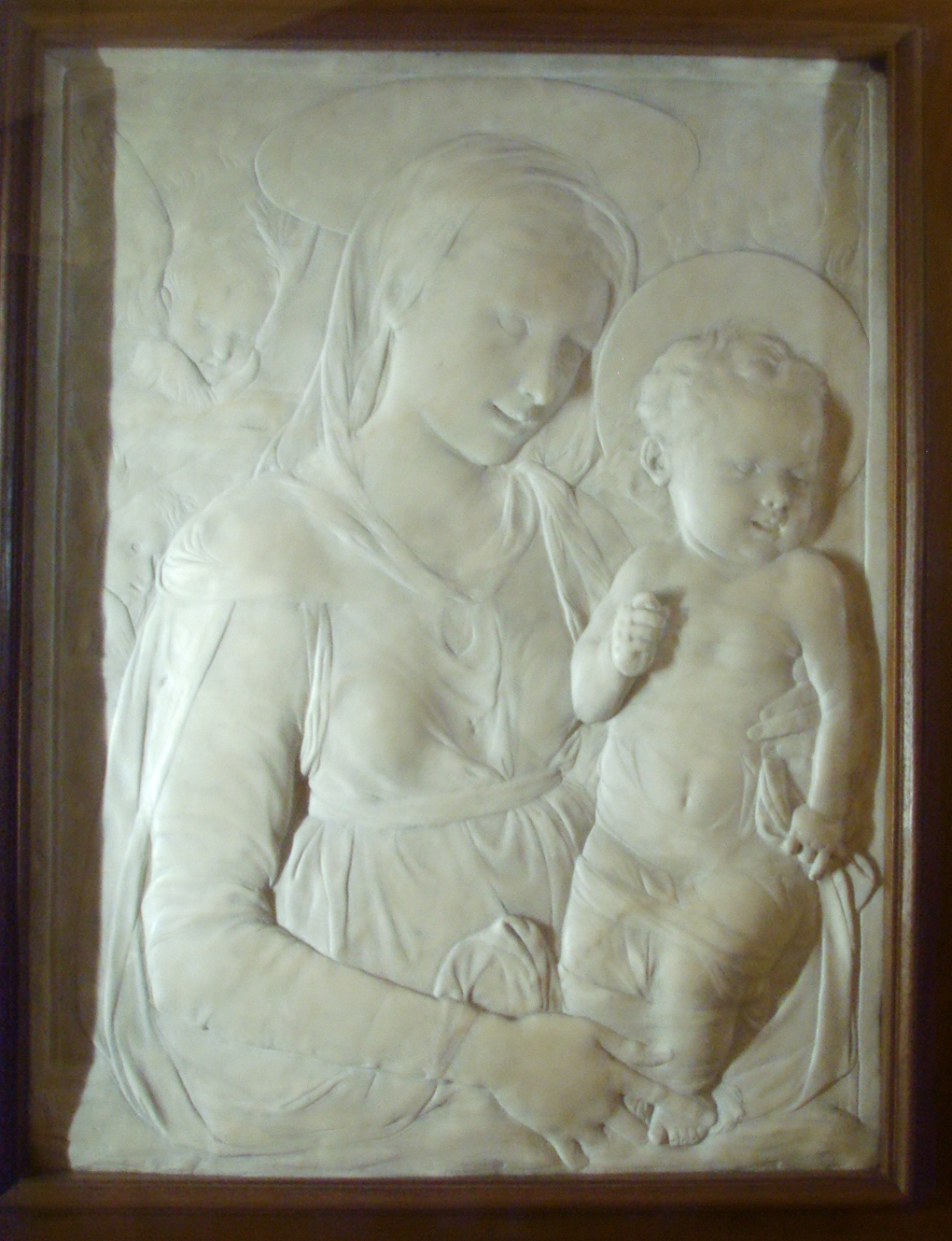
Desiderio da Settignano: Madonna Foulc, c. 1460. Museu de Arte da Filadélfia
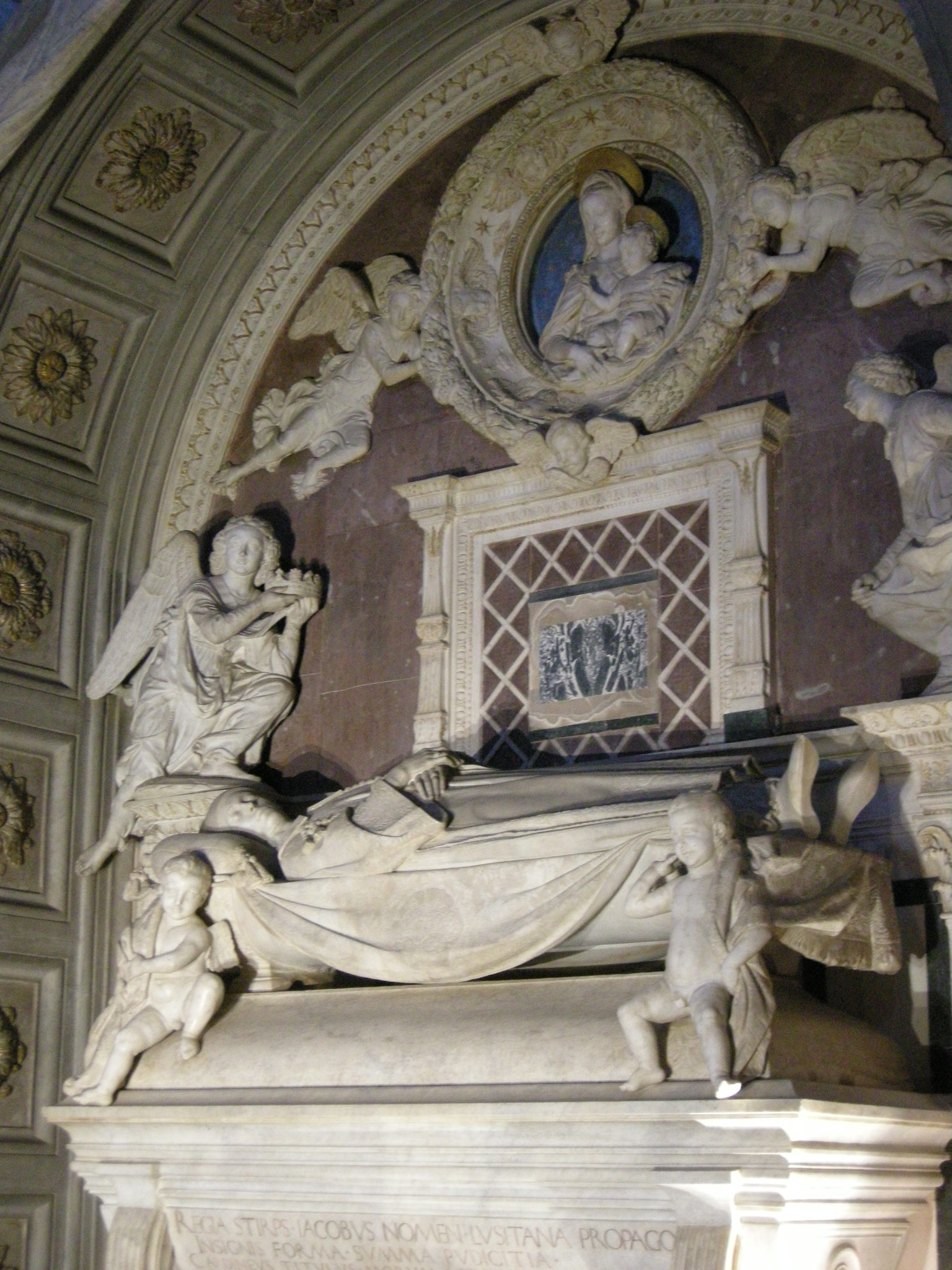
Antonio Rossellino: Detalhe da Tumba do Cardeal de Portugal, c. 1460. São Miniato al Monte, Florença

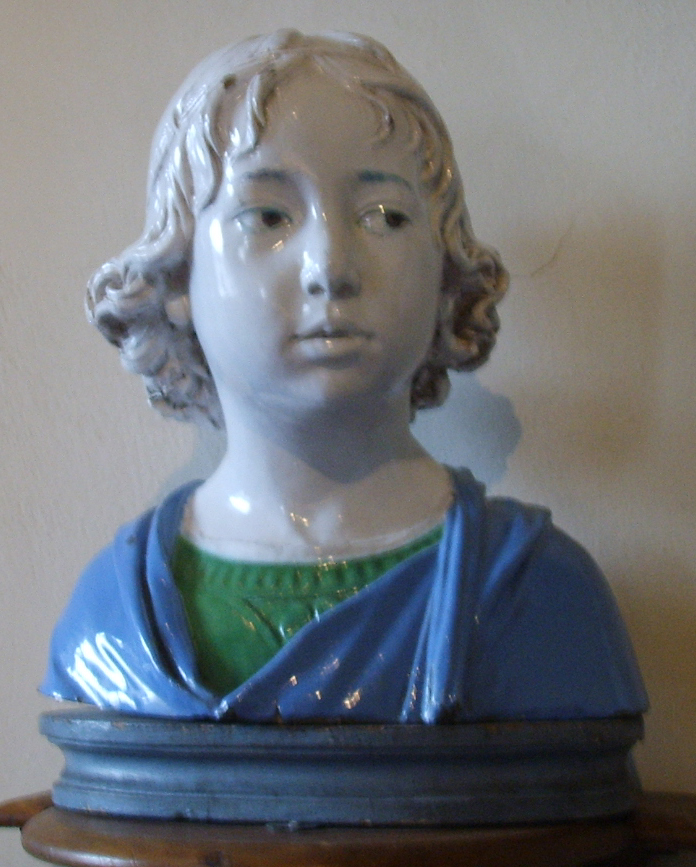
Andrea della Robbia: Retrato de menino, c. 1475. Museo Nazionale del Bargello, Florença
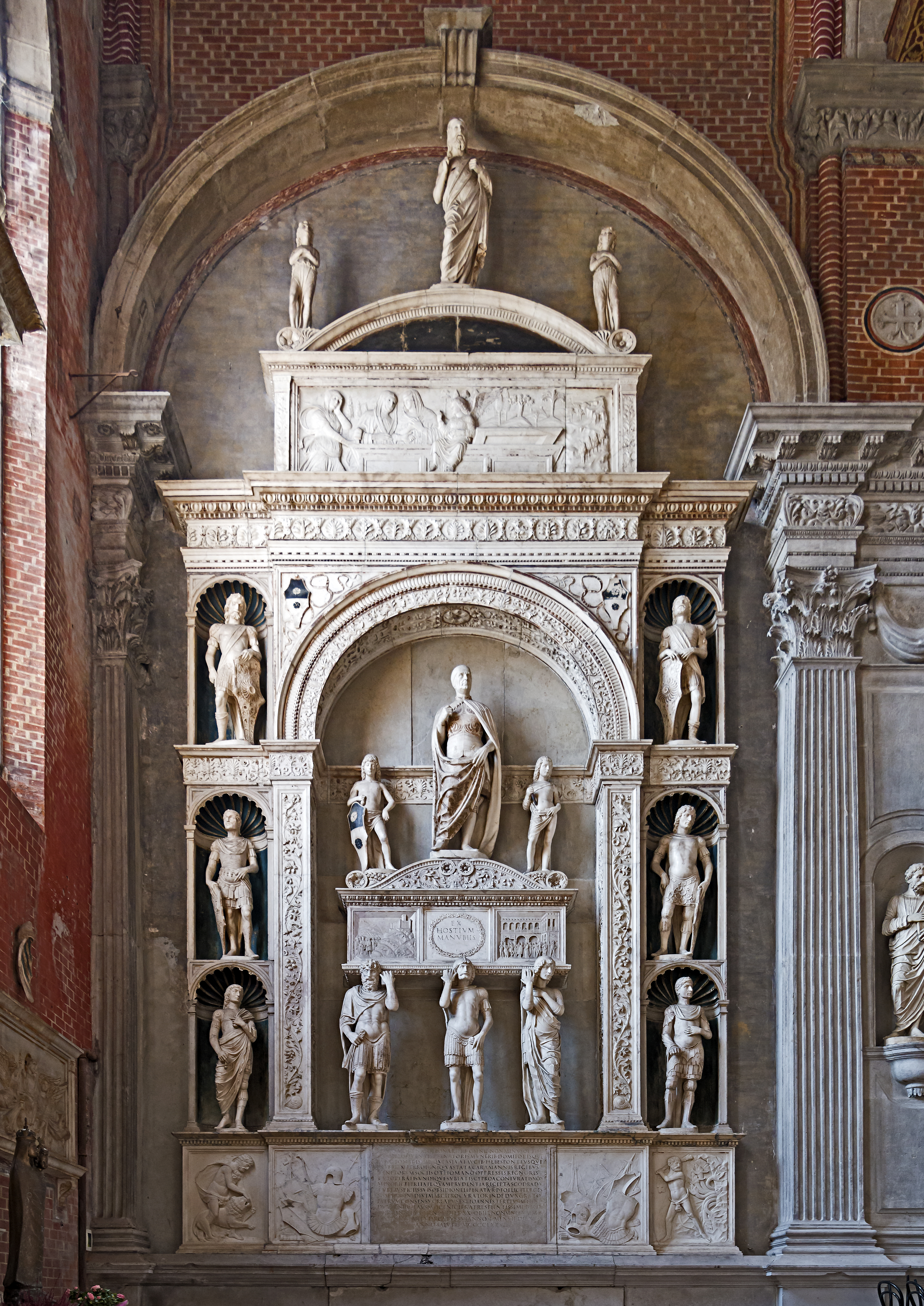
Pietro Lombardo: Tumba de Pietro Mocenigo, (c. 1476–81). Basílica de São João e São Paulo, Veneza
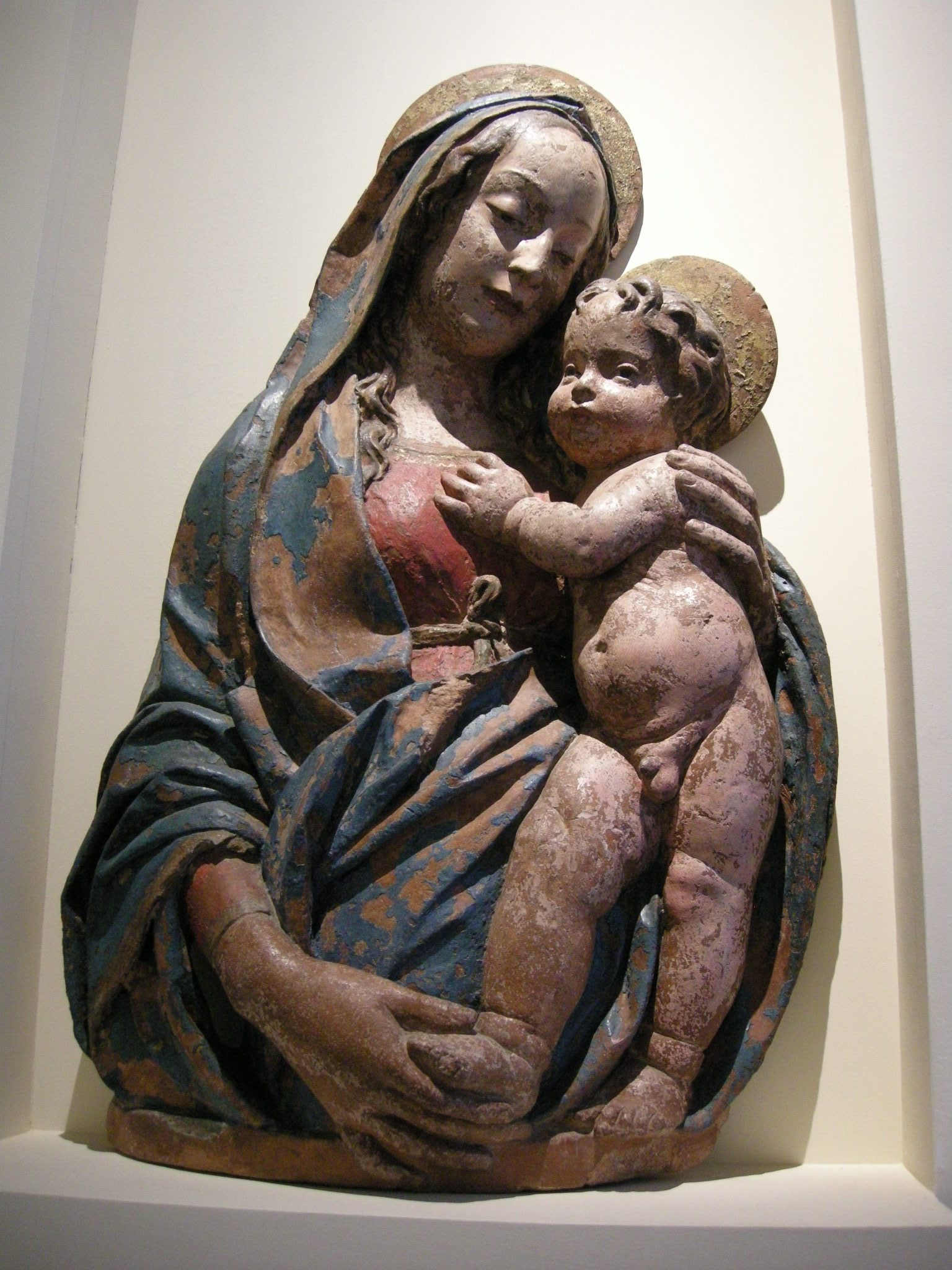
Matteo Civitali: Madonna e o Menino Jesus, c. 1495. Museu Nacional de Villa Guinigi, Lucca
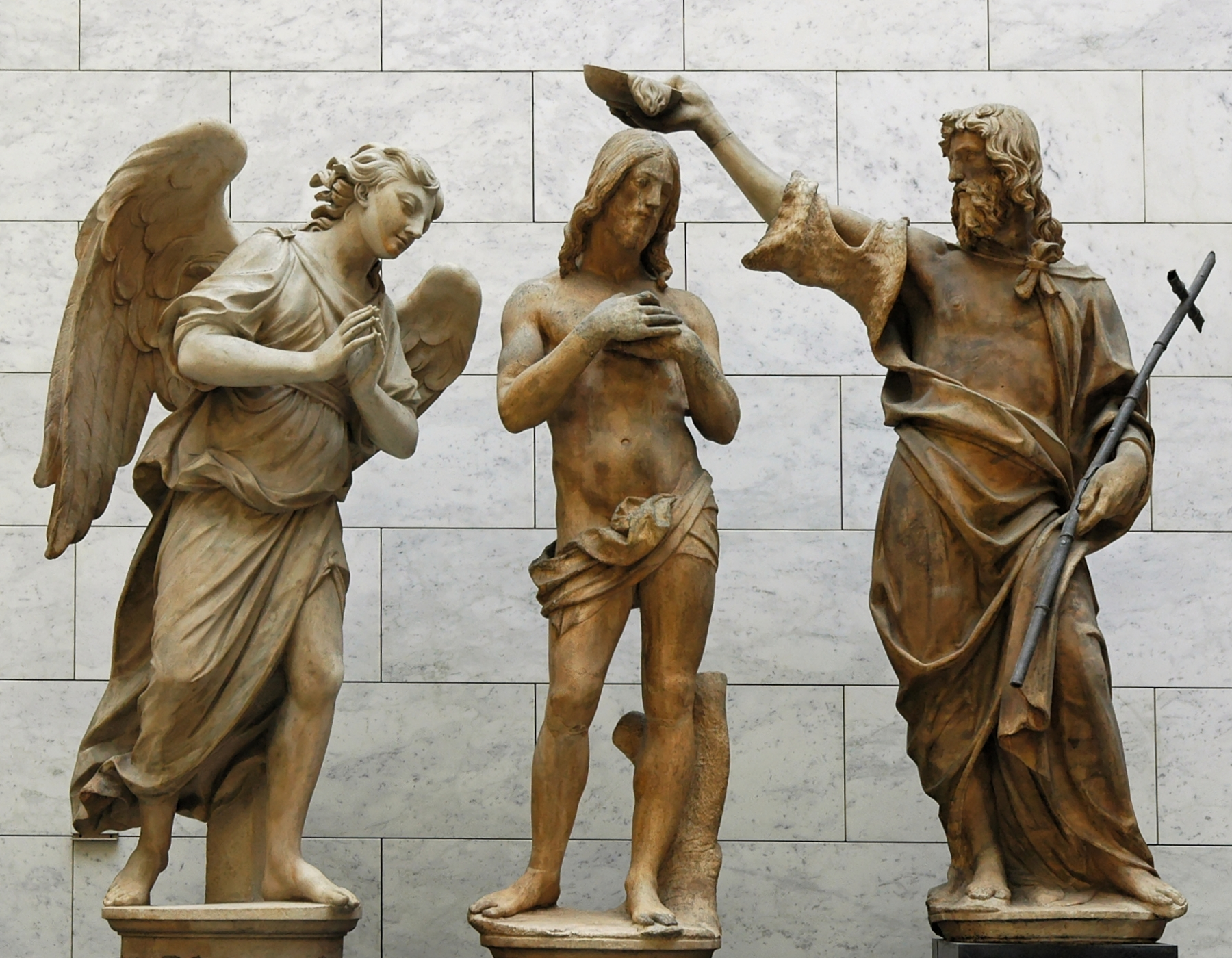
Andrea Sansovino: O batismo de Cristo, c. 1502.

### Tullio Lombardo
Tullio Lombardo (Veneza, c. 1455 - 1532) foi filho e discípulo de Pietro, e como ele trabalhou na escultura e arquitetura, mas abandonou o preciosismo do estilo de seu pai e adotou as convenções do classicismo, também influenciado pela obra dos helenistas, como o recém-descoberto Grupo de Laocoonte. Uma de suas obras importantes é a Tumba do Doge Andrea Vendramin, a mais suntuosa tumba renascentista de Veneza, que originalmente continha uma estátua de Adão (c. 1490–95), hoje no Metropolitan Museum of Art, em tamanho natural de qualidade superlativa, claramente inspirada na iconografia clássica de Baco e Antínoo. Notável pela pureza do mármore empregado e pelo fino acabamento, este Adão foi o primeiro nu em tamanho natural esculpido desde a Antiguidade. Também realizou a Tumba de Guidarello Guidarelli, retratos, relevos alegóricos e deixou uma série de nove painéis em relevo para a Basílica de Santo Antônio em Pádua, com cenas da vida do santo, onde apresenta um estilo narrativo de grande nobreza e eloquência dramática, muito similar aos exemplos da antiga Roma.

### Antico

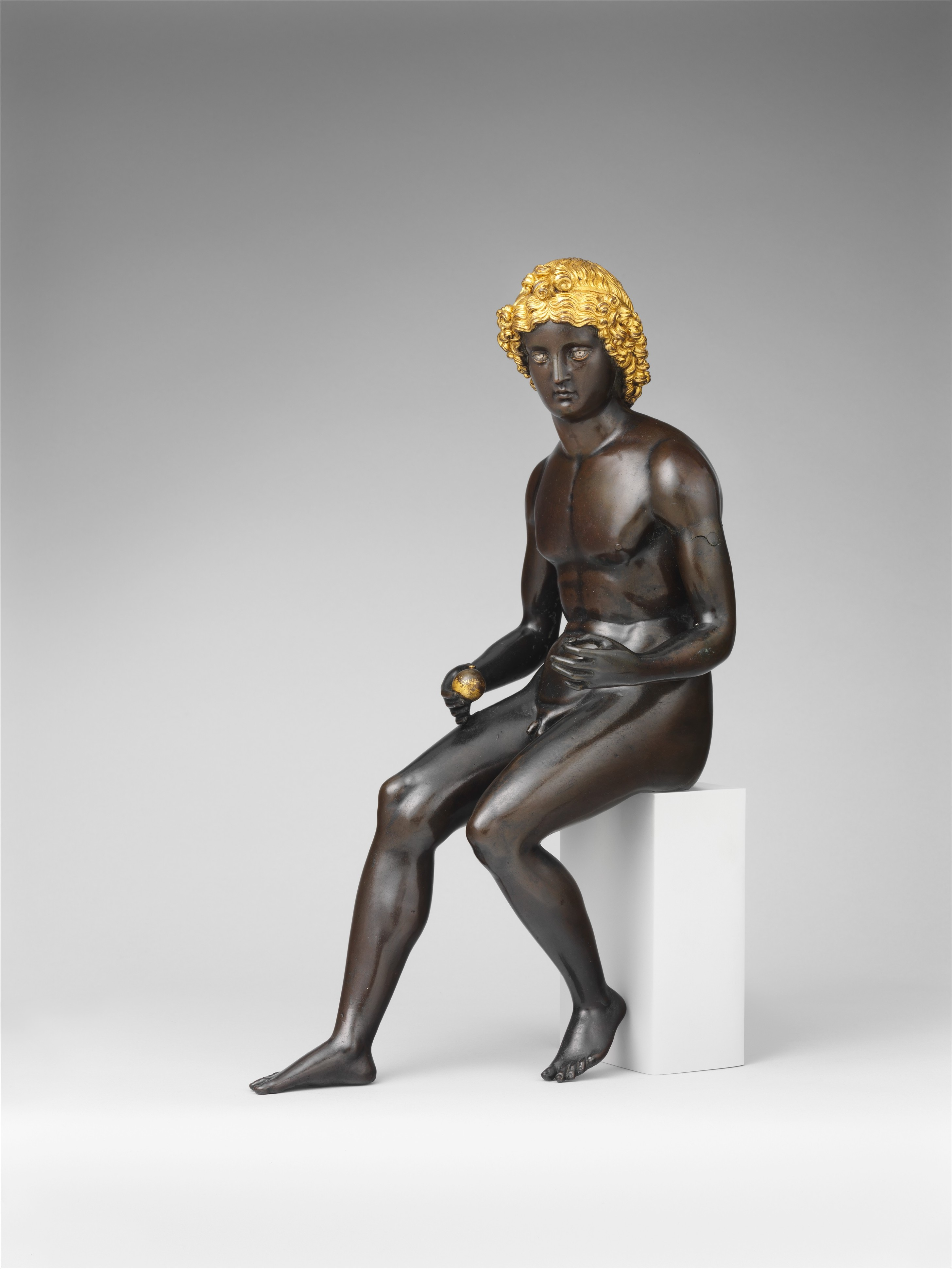
Antico: Páris, 1500–1505. Museu Metropolitano de Nova Iorque.

Pier Jacopo Alari Bonacolsi, apelidado de Antico (Mântua ou Gazzuolo, c. 1460 - 1528), iniciou sua carreira como medalhista, interessou-se também pela pintura, trabalhou como restaurador de estatuária antiga e foi um protegido de Isabella d'Este, mas sua fama se deve à sua habilidade no terreno da escultura de pequenas dimensões, criando uma série de peças decorativas para patronos privados, mas que possuem um refinamento estético e uma qualidade técnica de primeira linha. Foi um dos primeiros escultores a perceberem as possibilidades comerciais da criação de cópias de suas obras em bronze através da técnica indireta da cera perdida, quando até então o uso era a confecção de peças únicas. Seu estilo é todo inclinado para o classicismo, que exercitou na criação de imagens da mitologia greco-romana. Por seu amor à Antiguidade recebeu seu apelido, que significa "antigo".

### Andrea Sansovino
Andrea Coducci, chamado Andrea Sansovino (Florença, c. 1467 - 1529) foi um arquiteto e escultor cujo estilo mostra a transição da terceira fase do Renascimento para a Alta Renascença. Sua primeira composição importante foi o Altar do Sacramento (1485-90) na Basílica do Espírito Santo em Florença, com uma alta qualidade artesanal e uma grande ênfase nas emoções. Passou vários anos em Portugal, e em 1502 estava de novo em Florença, quando começou o grupo do Batismo de Cristo, instalado na fachada do Batistério de São João. Somente o Batista é inteiramente seu, e o anjo é todo de outro artista, mas a concepção elegante, sóbria e dignificada do conjunto, além da grande beleza dos corpos, o torna uma das primeiras obras importantes da Alta Renascença. Também compôs uma série de frisos policromos para a Villa Medicea di Poggio a Caiano. Em 1505 foi para Roma contratado pelo papa Júlio II para executar duas tumbas quase idênticas para os cardeais Ascanio Sforza e Girolamo della Rovere na Igreja de Santa Maria del Popolo, completadas em 1509 e consideradas suas obras mais originais. Sua última grande encomenda foi supervisionar a construção de vários edifícios na cidade de Loreto e a decoração da Santa Casa local, para onde esculpiu um relevo da Anunciação de grande riqueza plástica.

### Michelangelo

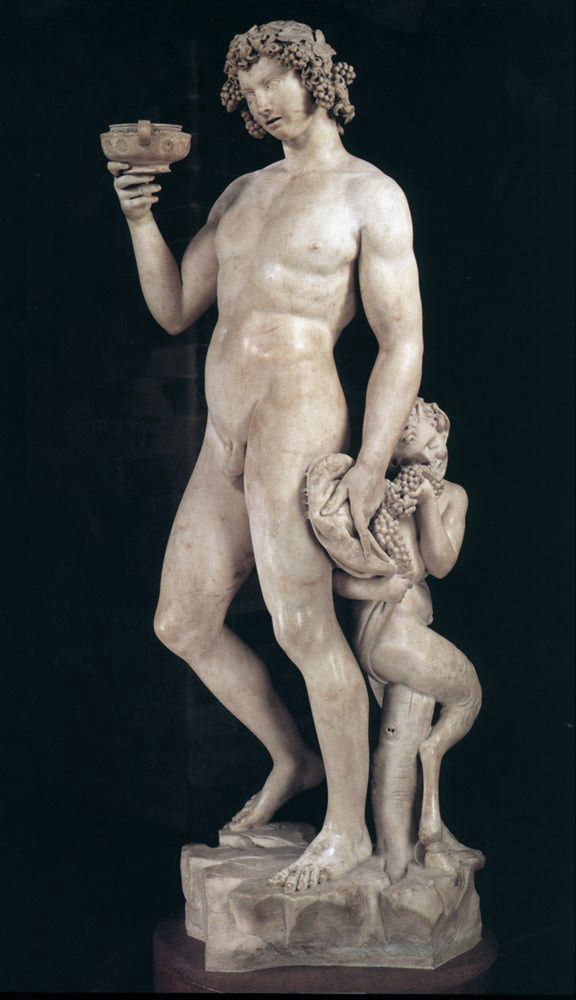
Michelangelo: Baco ébrio, 1496–97. Museo Nazionale del Bargello, Florença.

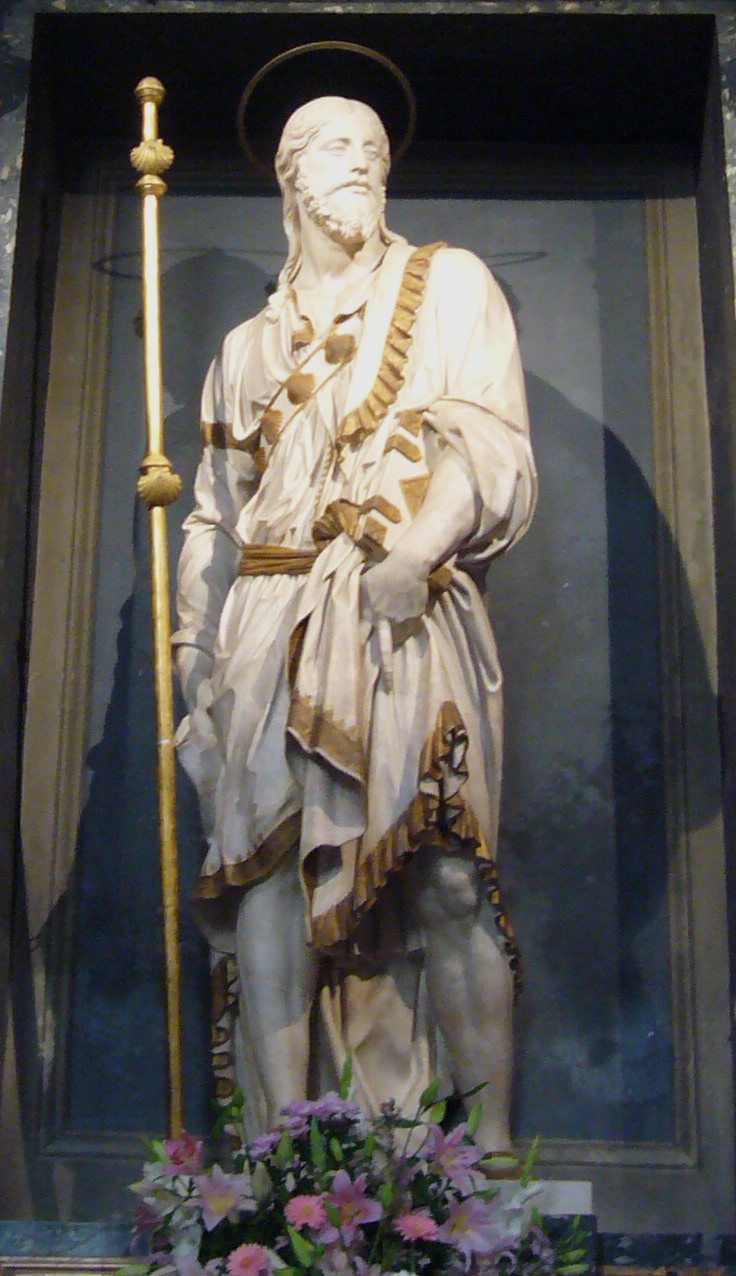
Jacopo Sansovino: São Tiago, c. 1520-27. Igreja de Santa Maria em Monserrato dos Espanhóis, Roma.

Michelangelo di Lodovico Buonarroti Simoni, conhecido como Michelangelo (Caprese, República de Florença, 1475 - Roma, 1564), foi a figura dominante na escultura italiana do século XVI, além de pintor e arquiteto de igual gabarito. Um dos artistas mais célebres e influentes de toda a arte ocidental, iniciou seu aprendizado com Ghirlandaio relativamente tarde, aos 13 anos, após vencer a oposição paterna. Seu talento logo foi reconhecido e ele se tornou um protegido dos Médici, teve acesso à sua coleção de esculturas antigas, e recebeu alguma instrução em escultura de Bertoldo di Giovanni. Uma de suas primeiras obras foi a Madonna da Escada (c. 1491), no estilo dos baixos-relevos de Desiderio da Settignano, e a seguir criou uma variação de um motivo encontrado em um sarcófago romano, a Batalha dos Centauros (c. 1492), cujo dinamismo foi elogiado. Em 1494 os Médici foram expulsos da cidade e Michelangelo procurou emprego em Bolonha, trabalhando em figuras secundárias da Tumba de São Domingos (1494–95), mas que são originais e expressivas, fazendo referências à iconografia clássica. Viajando para Roma, então a cidade culturalmente mais importante, produziu sua primeira composição em larga escala, um Baco ébrio (1496–97) em tamanho pouco acima do natural, de grande virtuosismo na concepção e execução, que foi aparentemente vendido a um colecionador como se fosse uma peça da Antiguidade. O sucesso da obra lhe valeu uma outra encomenda, uma Pietà (1498-99), que recebeu uma aclamação imediata e o lançou à preeminência entre todos os escultores italianos por sua originalidade de composição e pelo seu acabamento extraordinariamente fino, sendo a sua peça mais perfeita neste último aspecto.
Imediatamente foi chamado para Florença para criar um David monumental (1501-1504), cujo desenho é especialmente próximo das soluções do classicismo. A obra teve um sucesso ainda maior do que as outras e por decisão da comunidade foi instalada em praça pública, diante do Palácio Municipal como um símbolo da República Florentina. A Pietà e o David se tornaram ícones do Renascimento italiano, e estão entre as obras mais afamadas da história da escultura do ocidente. Nesse ínterim se ocupou também com a elaboração de várias Madonnas para patronos privados, e deve ter sido influenciado por Leonardo da Vinci, que retornara a Florença depois de vinte anos de ausência e excitara o entusiasmo de todos. Depois do David sua obra começou a se encaminhar para o Maneirismo, mas ainda são notáveis como a floração final do classicismo alto-renascentista o Moisés (1513–15), de grande majestade, realizado como parte de uma ambiciosa tumba para o papa Júlio II na Basílica de São Pedro Acorrentado, jamais concluída conforme o plano original, dois Escravos (1513-1516), também não terminados e parte do mesmo projeto, e um elegante Cristo Redentor (1519-1520) inteiramente nu para a Igreja de Santa Maria sobre Minerva, que impressionou seus contemporâneos a ponto de Sebastiano del Piombo dizer que apenas seus joelhos valiam mais que toda Roma. Anos depois sua nudez, considerada indecente, foi coberta, como permanece até hoje.

### Jacopo Sansovino
Jacopo Tatti, conhecido como Jacopo Sansovino (Florença, 1486 - Veneza, 1570) estudou a partir de 1502 com Andrea Sansovino, de quem, para homenageá-lo, tomou o sobrenome. Em 1505 acompanhou o arquiteto Giuliano da Sangallo até Roma, onde estudou a arquitetura e escultura romanas, sendo empregado pelo papa Júlio II como restaurador de estatuária antiga. Voltando a Florença, esculpiu um São Tiago (1511–18) para a Catedral, e um Baco (c. 1514). Em 1518 estava novamente em Roma, trabalhando numa Nossa Senhora do Parto (c. 1519) para a Igreja de Santo Agostinho, que revela a influência do outro Sansovino, e em outro São Tiago (1520) para a Igreja de Santa Maria em Monserrato dos Espanhóis. Depois do Saque de Roma de 1527 transferiu-se para Veneza, introduzindo a estética classicista da Alta Renascença, que ali perdurou bem mais do que em Roma. Sua produção inicial nesta cidade são graciosas e elegantes, e suas obras finais revertem para um classicismo sóbrio e rigoroso. Entre elas se destacam estátuas de Evangelistas e um São João Batista (década de 1540) para a Basílica de São Marcos e a Tumba do Doge Francesco Venier (1556–61) na Igreja do Redentor. Atuou também como arquiteto-chefe e urbanista da cidade, adquirindo mais tarde fama como um dos maiores arquitetos do Maneirismo.